# Escadre Suffren dans l'océan Indien
L'escadre de Suffren dans l'océan Indien a pour mission de porter secours aux Hollandais à la suite de la déclaration de guerre de l'Angleterre aux Provinces-Unies en décembre 1780. En effet, le soutien de l'Espagne à la France n'apporte pas les résultats escomptés mais permet de trouver un nouvel allié. Cependant, si les Provinces-Unies peuvent combattre sur les eaux européennes, face aux vaisseaux anglais sur les océans lointains, ils ne peuvent résister seuls. Suffren à 51 ans prend le commandement de sa première escadre après trois années dans le conflit américain, sa réputation de marin combatif est maintenant établie. Il appareille de Brest pour l'Île-de-France le 22 mars 1781 (actuellement l'île Maurice). Il fait escale en juillet 1781 à False Bay près de la ville du Cap après une première confrontation avec la flotte anglaise à Porto Praya (Cap-Vert) en avril 1781.
Arrivé à l'Île-de-France le 25 octobre 1781, Suffren se place alors sous les ordres du commandant de l'escadre, le comte Thomas d'Orves, auquel il joint ses forces. Le 7 décembre 1781, l'escadre appareille pour l'Inde. Le 9 février 1782, Thomas D'Orves décède à bord de son vaisseau laissant le commandement à Suffren. Le 17 février, c'est le premier combat à Sadras contre la flotte anglaise commandée par le contre-amirale Edward Hughes. Comme ce sera souvent le cas la victoire de l'escadre française est incomplète, laissant échapper l'escadre anglaise. L'escadre française débarque à Porto-Novo pour refaire ses forces. Suffren prend alors contact avec le nabab Haidar Alî qui apporte des moyens financiers et matériels aux français. Le 3 avril, les forces terrestres françaises débarquées, sous les ordres du général Pierre Duchemin, et avec l'appui des troupes de Haidar Alî, s'emparent du port de Gondelour où elles resteront en garnison.
Sur la route de Ceylan un deuxième affrontement a lieu au large de l'ilot de Provédien, les 12 et 13 avril, et tourne à la mêlée générale au profit d'aucune flotte. L'escadre française fera escale dans le port de Batticaloa. Suffren va engager des discussions avec le gouverneur de l'île, Willem Falk, qui apporte tout le soutien de la colonie hollandaise. Cette aide ne manquera jamais tout au long de la campagne.
Les flottes françaises et anglaises se cherchent pour se rencontrer pour la troisième fois au large de la colonie néerlandaise de Negapatam le 6 juillet. L'escadre de Suffren, ayant une puissance de feu inférieure à celle des Anglais, affronte l'escadre de Hughes dans un combat en ligne de file. Une saute de vent désorganise l'ordre de bataille. L'affrontement est sanglant au profit d'aucun des combattants mais les Français comptabilisent des pertes supérieures à celles qu'ils ont infligé aux Anglais. L'escadre française rentre sur Gondelour pour réparer et refaire ses forces. Le nabab Haidar Alî vient en grande pompe rendre visite à Suffren. Les deux chefs décident d'une collaboration renforcée entre les Français et les Indiens.
Suffren décide d'attirer l'escadre anglaise à lui en s'emparant de Trinquemalay et de ses deux forts, ce qui est réussi entre le 26 et le 31 août. L'escadre de Hughes se présente devant la baie de Trinquemalay le 3 septembre. Une fois de plus l'affrontement est indécis sans vaincu ni vainqueur. L'escadre française est de retour dans la baie de Trinquemamay le 17 septembre avec des bâtiments en remorque. Le 23 septembre, Suffren doit faire face au départ de quatre de ses commandants. Il remanie profondément son état-major espérant mettre ainsi fin aux déconvenues de commandement qui, pense-t-il, l'ont empêché de détruire l'escadre anglaise.
Les Français hiverneront à Sumatra au lieu de retourner à l'Île-de-France en attendant une flotte de renfort envoyée de France et commandée par Charles Joseph Patissier de Bussy-Castelnau.
La jonction des deux forces se fait le 10 mars 1783. Si Suffren est élevé au titre de chef d'escadre, il est placé sous le commandement de Bussy qui se base à Gondelour.
L'escadre anglaise de Hughes se dirige sur Gondelour, et malgré l'ordre de n'intervenir que sur ordre, Suffren décide de quitter Trinquemalay pour Gondelour, alors que des rumeurs de paix sont parvenues à la colonie néerlandaise. Ce sera le dernier affrontement de cette guerre aux Indes entre les deux escadres française et anglaise. La bataille de Gondelour est très stratégique, les flottes se défient du 13 au 19 juin avant l'affrontement du 20 juin. Suffren hésitera pendant toute cette semaine sur sa tactique de combat pour finir par affronter l'escadre anglaise, numériquement supérieure mais avec des équipages fortement diminués par la maladie. Pour ce cinquième affrontement Suffren prend le dessus sur Hughes qu'il met en fuite. L'escadre de Suffren rentre victorieusement le 23 juin à Gondelour où le 29 la frégate anglaise Medea apporte la nouvelle officielle de la paix.

## Contexte
Dans son combat contre l'Angleterre, la France n'a jamais cessé d'activer sa diplomatie pour isoler celle-ci. Une tâche que Londres facilite à sa façon, car la Royal Navy applique avec une rigueur renforcée le droit de visite et de prise, déclarant matériel de contrebande les goudrons, les câbles et même les grains et les légumes. Une prédation qui exaspère les Neutres, au point qu’à la fin de l’année 1780, la Russie, la Prusse, le Portugal, l’Autriche, le royaume des Deux-Siciles et l’Espagne proclament une « Ligue de la neutralité armée » au nom de la liberté des mers. Ce texte, poussé discrètement par la France qui y adhère elle aussi, apparait comme une dénonciation des pratiques anglaises et sonne comme un camouflet diplomatique pour Londres. Les Provinces-Unies envisageant d’y adhérer, l’Angleterre leur déclare la guerre, en décembre 1780.
Pour la première fois au XVIIIe siècle l'Angleterre se retrouve totalement isolée. Les États généraux des Provinces-Unies, qui ne peuvent attendre grand-chose des Neutres, se tournent alors vers la France, qui y gagne un nouvel allié. Les Provinces-Unies, avec leurs solides assises financières et maritimes, apportent un renfort important de 32 vaisseaux et 17 frégates. Cette flotte est qualitativement très supérieure aux navires espagnols. La Navy se retrouve dans la Manche avec une zone d’opération de plus à assumer, ce qui fait les affaires des Français. Cependant, si les Provinces-Unies peuvent faire la guerre seules en Europe, comme le montre la bataille de Dogger Bank, il n’en est rien dans les lointains espaces maritimes où les colonies hollandaises se transforment en proie de choix. Dès février 1781, l’île de Saint-Eustache, qui est alors le plus grand entrepôt de commerce des Antilles, tombe entre les mains de la Royal Navy (en). L’île, qui trafiquait aussi avec les colonies américaines en révolte, leur fournissant armes et faux papiers, subit un pillage impitoyable. Les comptoirs d'Essequibo et Démérara, sur la côte guyanaise, partagent le même sort. Pour les Néerlandais, qui s’étaient habitués à vivre dans l’ombre amicale de l’Angleterre en renonçant à armer de grandes flottes de guerre, le réveil est brutal.
En plus d’aider les « Insurgents », et de travailler pour le roi d’Espagne, il faut maintenant défendre l’immense empire colonial hollandais, lequel s’étire jusqu’au Sud de l’Inde (Ceylan) et l’actuelle Indonésie (Batavia) en passant par l’Afrique du Sud (Le Cap). La campagne de 1781 s’annonce avec un effort naval absolument colossal jamais vu dans les annales militaires françaises. Côté britannique, la mobilisation est encore plus gigantesque, car en plus de lutter contre trois puissances navales, il faut aussi mener en Amérique du Nord, un conflit terrestre de grande ampleur. Fait révélateur, la Navy n’est plus en mesure d’« insulter » les côtes françaises comme lors du conflit précédent. Il est évident que l’Angleterre combat à la limite de ses forces. Cependant, si elle est complètement isolée en Europe, elle combat pour ses intérêts seuls et n’a pas d'allié faible ou défaillant à soutenir, contrairement à la France.
À la suite d'un Mémoire du ministre des finances, Necker, qui dénonçait une mauvaise utilisation des crédits militaires, Louis XVI a renvoyé le ministre de la Marine, Sartine (octobre 1780), et le ministre de la guerre, Montbarrey. Le nouveau titulaire de la charge, de Castrie est issu de l'armée de terre et s'est révélé un des rares bons chefs de la guerre de Sept Ans. Outre des nouveaux commandants, il impose des choix stratégiques qui manquaient à son prédécesseur. La répartition des vaisseaux ne change guère, mais montre qu'il ne croit pas à une victoire en Europe. Grasse (suivi un peu plus tard par La Motte-Picquet) doit partir avec une grande escadre (20 vaisseaux) dans les Antilles où se porte toujours l’essentiel de l’effort de guerre français, sachant que pour faire des économies, Louis XVI a décidé de ne pas renforcer les 6 000 hommes de Rochambeau retranchés à Newport. Guichen, avec une escadre conséquente (12 vaisseaux) doit aller prêter main-forte à la flotte espagnole devant Gibraltar, et Suffren, avec une division, doit porter des renforts à la colonie néerlandaise du Cap (Afrique du Sud), désormais menacée par la Royal Navy. De Castrie a retiré 8 vaisseaux du théâtre européen pour les redistribuer outre-mer, ce qui donne un quasi-équilibre entre les forces françaises et anglaises hors d'Europe. Même si on laisse 12 vaisseaux dans l'Atlantique, il est clair qu'on a renoncé aux projets d'invasion de l'Angleterre. Pour la première fois au XVIIIe siècle, le théâtre d'opération décisif est hors d'Europe, preuve de l'importance prise par les colonies.
Suffren prend le commandement d'un nouveau 74 canons, le Héros, un navire neuf (1778), doublé de cuivre et réputé bon marcheur. Cette belle unité se retrouve placée à la tête de 4 autres vaisseaux, l’Annibal (74), le Vengeur (64), le Sphinx (64) et l’Artésien (64) que le ministre vient de joindre à la division. Celle-ci est complétée d'une corvette, la Fortune (16), et doit escorter 8 transports embarquant un millier de soldats. L’analyse de cette petite division montre clairement que le théâtre d’opération indien est secondaire, mais aussi qu’à Brest on a atteint les limites du possible en matière de mobilisation navale. Avec deux 74 canons, trois 64 canons et aucune frégate, la puissance de feu n’est pas très élevée, même si tous les vaisseaux sont doublés de cuivre, sauf un, l’Annibal, alors-même que ce « 74 » est lui aussi récent (1779). Le Vengeur (64 canons), déjà ancien (1757) a certes été modernisé avec un doublage de cuivre, mais la coque fait de l’eau et sa mâture est en mauvais état. Suffren bataille auprès des bureaux brestois pour obtenir plus de matériel en supplément, mais sans succès. Le bailli se plaint aussi vivement de l’insuffisante dotation de sa division en bâtiments légers : on ne lui a pas donné de frégate, mais une simple corvette, la Fortune, qui est en mauvais état et marche mal.
La composition des équipages pose aussi de redoutables problèmes. En ce début de quatrième année de guerre, la France arrive maintenant au bout de son capital maritime humain, d’autant que c’est la grande escadre du comte de Grasse qui a la priorité. On manque d’hommes pour équiper la division de Suffren. Certains matelots qui ont fait les trois campagnes précédentes sont épuisés ou malades, comme sur le Sphinx, l’Artésien et l’Annibal. On complète comme on peut les équipages en embarquant plus de mousses et de novices et on utilise des troupes de marine à des tâches de matelots. Sur le Héros, Suffren a obtenu d’embarquer nombre d’officiers et de sous-officiers qu’il connait bien, presque tous originaires du sud et dont beaucoup ont fait les précédentes campagnes avec lui. L’ambiance sur le vaisseau amiral sera « résolument provençale ».
La mission première de Suffren est d’aller préserver la colonie hollandaise d’une capture anglaise. L’action ultérieure doit le porter ensuite dans l’océan Indien. Elle n’est pas clairement définie par Versailles, et ne doit pas être autre chose qu’une opération de diversion sous les ordres du gouverneur de l’île-de-France. Mais Suffren, dans un courrier à Madame d’Alès écrit peu avant le départ, affirme déjà haut et fort qu’il entend bien profiter de cette campagne pour s’illustrer, surtout s’il peut récupérer les vaisseaux qui stationnent dans l’île : « La moindre circonstance heureuse peut me mettre à la tête d’une belle escadre et y acquérir la gloire, cette fumée pour laquelle on fait tant de choses ».

## La Bataille de Porto Praya (16 avril 1781)

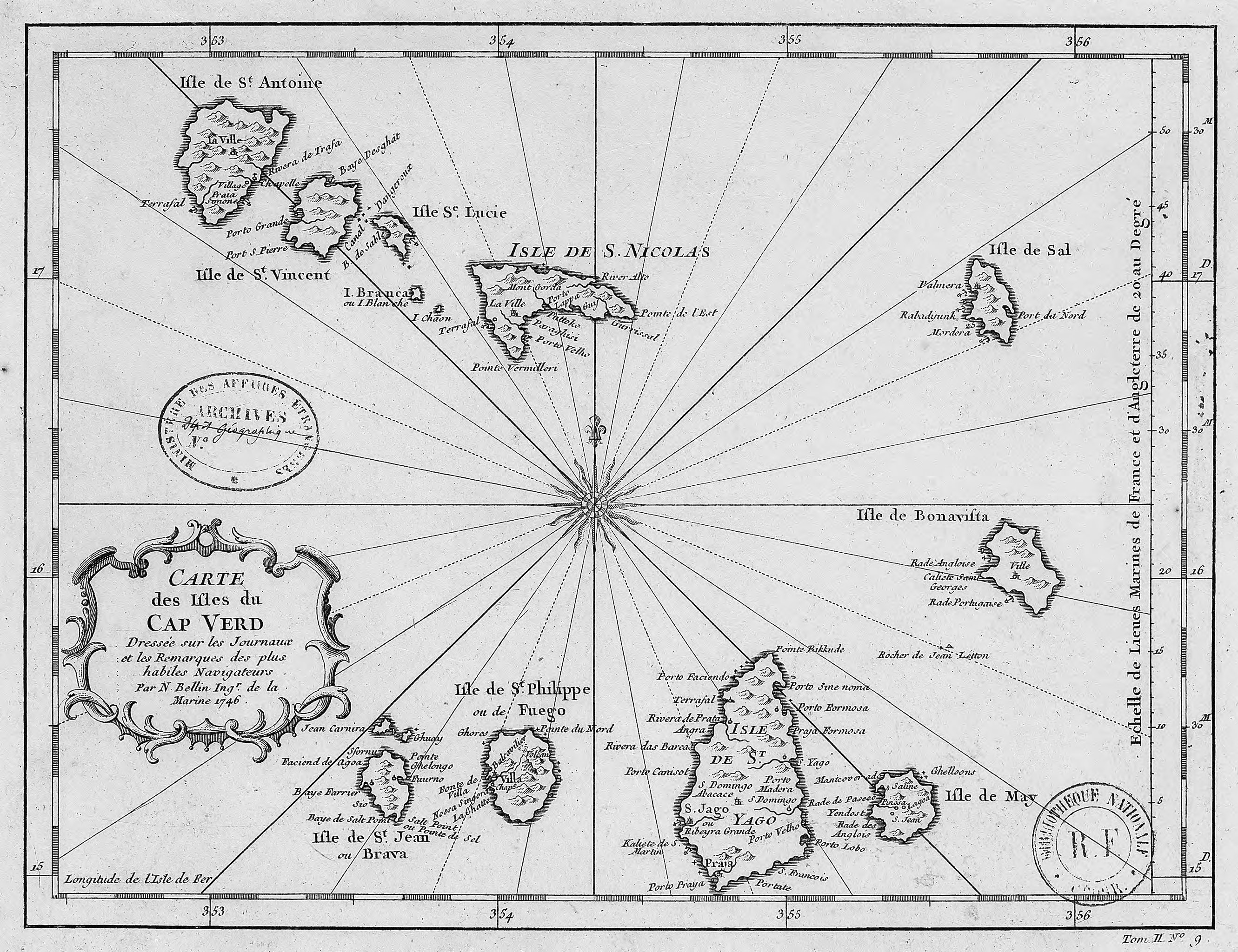
Carte de l'archipel du Cap-Vert. Ces îles portugaises au large de l'Afrique sont une escale importante vers l'Océan Indien. L'escadre de Suffren y rencontre à Porto Praya (île de Santiago) l'escadre anglaise qui a la même destination que lui et qui est là pour le même motif : se ravitailler.

Le 22 mars 1781, la rade de Brest s’anime avec le départ des escadres combinées du comte de Grasse et de Suffren qui lèvent l'ancre accompagnées d’un immense convoi de 130 voiles. Le ministre est resté pour assister au départ de cette quatrième campagne navale, départ suivi aussi par une foule considérable massée sur les berges. Le 29 mars, la division de Suffren se sépare des 20 vaisseaux et frégates de Grasse pour bifurquer vers l’Atlantique sud. Ses six navires et ses huit transports de troupes sont accompagnés de cinq navires marchands à destination du Sénégal. Le 9 avril, ce convoi se détache vers l’Afrique. Le 11, Suffren décide de faire relâche au Cap-Vert car l’Artésien, vaisseau destiné au départ à la campagne d’Amérique craint de bientôt manquer d'eau. Le 16 avril au matin, l’escadre arrive en vue de la baie de La Praya (la plage, en portugais). L’Artésien, en tête, signale une flotte au mouillage. Ce sont les navires du commodore George Johnstone, qui se ravitaillent aussi sur la route du Cap, soit 5 vaisseaux et 3 frégates escortant 25 transports et navires de la Compagnie des Indes.
Une flotte surprise au mouillage sur une côte ou dans une baie ouverte est toujours extrêmement vulnérable, d’autant qu’une partie des équipages est souvent à terre. C’est une occasion qu’il ne faut pas laisser passer, mais beaucoup de vaisseaux sont encore loin derrière. Suffren ordonne de resserrer la ligne et de forcer les voiles pour hâter la concentration de ses forces. Le temps passe, le Vengeur et le Sphinx tardent à arriver. On risque de dériver sous le vent, d’être obligé de louvoyer pour entrer dans la baie et de perdre l’effet de surprise. On commence à percevoir clairement l’importance de l’escadre anglaise. Il est 11 h 0, Suffren n’hésite plus et ordonne de passer à l’attaque avec les trois navires dont il dispose. Côté anglais, les voiles françaises sont repérées depuis 9 h 30 mais on est absolument pas préparé à recevoir une attaque. 1 500 hommes sont à terre pour faire le ravitaillement ou se reposer. Beaucoup de navires, à l’ancre, ne présentent que leur avant ou leur arrière faiblement armés et peuvent être pris en enfilade par le tir français. Johnstone doit monter sur le navire le plus proche pour organiser la défense.
Suffren s’engage dans l’étroit passage laissé entre les navires anglais en tirant sur les deux bords. Il ouvre le feu à 40 m sur le HMS Isis (50 canons) puis s’en prend au HMS Montmouth (64 canons) dont il fait sauter le couronnement. Il cherche le cœur du dispositif ennemi et se faufile jusqu’au fond de la baie. Suffren cargue ses voiles et jette l’ancre au milieu des Anglais qui n’ont pas encore pu tirer un coup de canon (Un feu abondant de mousqueterie, provenant des soldats anglais commence cependant à cribler de plomb les vaisseaux). Dans la flotte de transport anglaise, c'est la confusion : si plusieurs navires ont ouvert le feu sur les Français au bout de quelques minutes, deux ou trois ont amené leur pavillon et jettent à la mer les précieux paquets de la Compagnie des Indes. D'autres cherchent à gagner le large.
L’Annibal, qui suit juste derrière double alors son chef sur tribord, en s’engageant entre le Héros et le HMS Montmouth. Manœuvre particulièrement audacieuse car il n’y a qu’un espace d’une trentaine de mètres entre le Héros et le navire anglais. L’Annibal jette l’ancre à son tour devant son chef, mais son capitaine, Trémignon, a fait une bévue énorme : ne croyant pas à un affrontement dans les eaux neutres du Portugal il n’a pas ordonné son branle-bas de combat! Suffren, sur le Héros, se retrouve donc seul au milieu des bateaux anglais, tirant « aussi vite qu'il était possible de charger et de décharger. » Quant à l’Annibal, il reste seul pendant un quart d'heure à supporter le feu de tous les vaisseaux anglais, « tirant à peine un seul coup de canon » notera Johnstone dans son rapport.
Ainsi, passé l’effet de surprise, la résistance anglaise se durcit et les deux navires français sont maintenant bien seuls au milieu d’une canonnade acharnée. Le Vengeur arrive, traverse le dispositif ennemi et passe sur l’arrière du Héros mais ressort sans avoir mouillé. Il tire d’assez loin sur les vaisseaux anglais avant de dériver vers le sud de la baie, un peu en dehors du combat. Il s'en prend ensuite aux navires de transport qui cherchent à s’enfuir. L’Artésien, en 4e position, finit par arriver aussi et s’engage au milieu des navires anglais. Il tente d’aborder un vaisseau de la Compagnie des Indes, mais son capitaine est tué au moment où il donne l’ordre de mouiller. L’ordre n’est pas exécuté car le second est au commandement de la première batterie. Pendant qu’il monte sur la dunette, l’Artésien aborde un autre navire de transport, l’Infernal et dérive avec lui vers le large. Le Sphinx arrive en dernier, mais le vent tourne et le pousse hors de la baie. Il tire quelques bordées alors que l’action touche à sa fin.

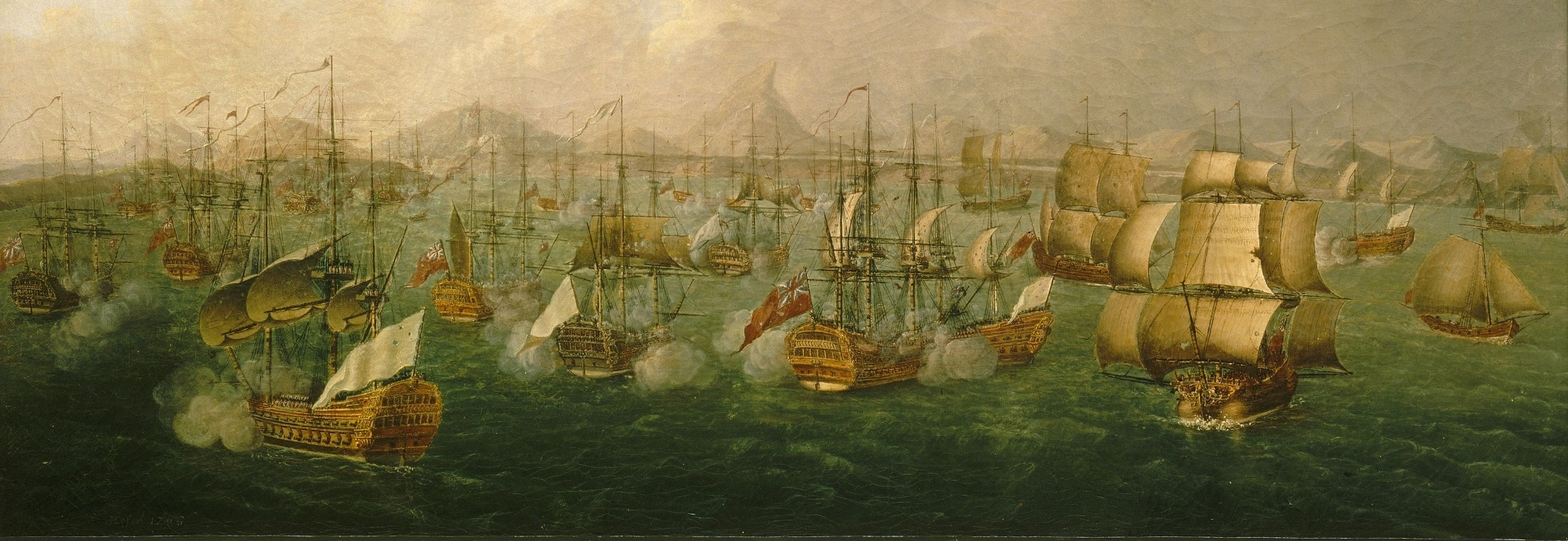
La bataille de Porto Praya, le 16 avril 1781. L'attaque de Suffren bouscule l'escadre de Johnstone qui n'est plus en état de poursuivre sa route.

Au centre, la situation du Héros et de l’Annibal devient maintenant très périlleuse. Au feu croisé des navires anglais vient s’ajouter le tir de la forteresse portugaise qui réagit au viol de sa neutralité. Le commandant de l’Annibal, Trémignon est tué (la cuisse emportée par un boulet). Son second, M. Morard de Galles, prend aussitôt le commandement, mais le vaisseau perd son mât d’artimon et son grand mât. Il est midi. L'attaque surprise est en train de se transformer en piège. Il faut rompre le combat, à moins de risquer le pire. Suffren fait couper son câble, bientôt suivi par l’Annibal, mais en sortant de la baie le navire perd son troisième mât, abattu par une dernière bordée anglaise. L’Annibal n’est plus qu’un ponton flottant qui doit être pris en remorque par le Sphinx. Dans la confusion du combat, une douzaine de bâtiments britanniques ont déradé, mais on doit renoncer à les saisir car il faut absolument se dégager.
L’affrontement a duré une heure trente à peu près. Suffren reforme sa ligne de bataille au large de La Praya et effectue les premières réparations. Les charpentiers de marine s’activent pour réparer les nombreux cordages du Héros qui ont été sectionnés et redonner un début de mâture à l’Annibal. Suffren donne l’ordre au convoi de passer sous le vent et de reprendre vers le sud. Les Français ont capturé deux navires de transport anglais : celui abordé par l’Artésien et un autre qui a dérivé vers eux, mais il faut s’en dessaisir. À terre, Johnstone tient conseil avec ses capitaines puis décide d’appareiller. On peut croire que la bataille va reprendre car vers 15 h 0 l’escadre anglaise sort de la baie et se rapproche presque à portée de canon. Mais face à la fermeté affichée par la division française, le commodore anglais ne tente rien et profite de la nuit pour s’esquiver et se remettre à l’abri dans la baie. Les dégâts infligés à l’escadre et aux navires de transport anglais sont considérables. Johnstone n’est plus en état de tenir la mer, ou alors il lui faut laisser de nombreux bâtiments à La Praya. Il rentre péniblement vers l’île portugaise en louvoyant par vent de face et va devoir y rester 16 jours de plus pour réparer. L’horizon est dégagé pour Suffren qui reprend sa route en faisant remorquer l’Annibal alternativement par le Héros et par le Sphinx.
Cette bataille de Porto Praya acharnée, confuse, indécise et extravagante se termine sur une victoire française par abandon de l’adversaire. L’historien constate que Suffren a combattu avec à peine la moitié de ses forces. Seuls les deux 74 canons ont été engagés à fond, mais avec une efficacité réduite de moitié vu l’erreur de commandant de l’Annibal, qui a bien failli causer la perte du navire. En fin de compte, seul le Héros a combattu à la hauteur de sa puissance de feu et de sa position dans le dispositif adverse. Les pertes sont d’ailleurs importantes : 107 morts et 242 blessés, concentrés pour plus de moitié sur l’Annibal dont deux commandants, celui de l’Annibal qui a payé son erreur de sa vie, et de l’Artésien, tué au début de l'engagement (c'est d'ailleurs le seul mort de ce navire). Les Anglais n’affichent que 6 tués et 34 blessés. Pour expliquer le comportement des capitaines du Vengeur et du Sphinx, Jean Meyer et Martine Acerra parlent de « signaux mal compris par les commandants des autres vaisseaux ». Jean-Christian Petitfils parle lui de « désobéissance des deux capitaines [...] qui refusent de se battre ». Monaque note cependant que lorsqu'ils sont arrivés sur le champ de bataille, le vent avait tourné et chassait les navires hors de la baie. Aucun des deux ne sera en tout cas sanctionné au lendemain de cette bataille, alors que l’engagement de leurs vaisseaux de 64 canons aurait peut-être permis la destruction de l’escadre anglaise. L’incompétence, la pusillanimité et/ou l’indiscipline d’une partie des capitaines dans cette campagne va aussi se retrouver dans d’autres engagements.
Le bailli, que l’on trouve si souvent soucieux de sa renommée dans sa correspondance personnelle, se montre parfaitement réaliste sur cette occasion manquée. Il laisse transparaître sa rage de ne pas avoir réussi à détruire l'escadre anglaise lorsqu’il fait son rapport au ministre de Castrie dans une lettre du 10 août 1781. « À vous, Monseigneur, j’avoue que j’ai été les attaquer de propos délibéré, espérant qu’à la faveur de la surprise et du désordre du mouillage, les détruirais, que je mènerais à M. d’Orves (le commandant de la division de l’île-de-France) les secours sur lesquels il ne comptait pas et enfin la supériorité décidée dans l’Inde, dont l’avantage inappréciable pouvait faire la paix [...]. J’ai manqué l’occasion précieuse de faire de grands choses avec de petits moyens, j’en suis inconsolable ».
Suffren s’inquiète aussi des réactions de Versailles lorsque sera connu le viol de la neutralité portugaise et s’en explique au ministre des affaires étrangères, le comte de Vergennes. Il s’appuie sur le précédent de Lagos en 1759 (où il a été fait prisonnier) lorsque la Royal Navy avait poursuivi l’escadre française de La Clue et pris ou incendié 4 vaisseaux sur les plages portugaises. Précaution inutile car à Versailles on a parfaitement compris la portée de cette bataille, puisqu’elle sauve le Cap de l'invasion anglaise. Le Cap pris, la Royal Navy se serait retrouvée en position de couper la route de l’océan Indien ce qui aurait été catastrophique pour les franco-néerlandais. De Castrie écrit immédiatement à Suffren (le 1er juillet) pour l’informer de la grande satisfaction du roi sur sa conduite, alors que l’affrontement n’est encore connu que par des dépêches anglaises.

## Le face à face de False Bay (juillet 1781)

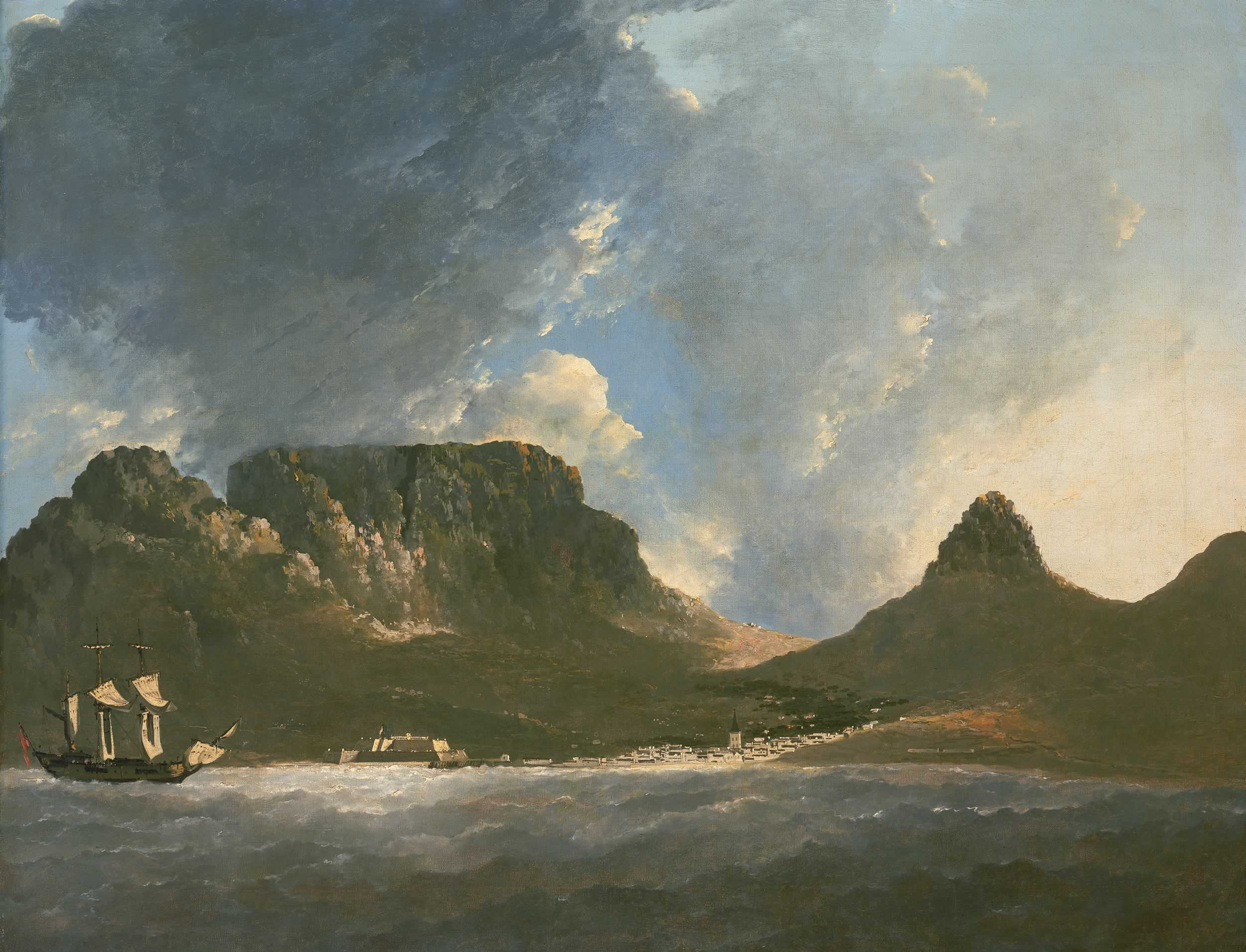
Le Cap et la Montagne de la Table. La colonie néerlandaise, sauvée de l'invasion par l'arrivée de Suffren occupe une place essentielle sur la route des Indes orientales. Tableau de W. Hodges

Le 20 juin, après 64 jours de navigation depuis la Praya (et 92 depuis Brest), la montagne de la Table qui domine la ville du Cap est en vue. La division jette l’ancre dans la rade plus abritée de False Bay à quelques lieues au sud. Il était temps. Les équipages sont épuisés. On débarque près de 600 malades, dont 500 scorbutiques.
Les Hollandais ont été prévenus depuis le 27 mars, par une corvette dépêchée depuis Brest, de l’entrée en guerre de leur pays et de l’envoi d’une flotte française de secours. Ce qui n’empêche pas Suffren de constater que rien n’a été fait par le gouverneur pour mettre la colonie en défense et accueillir les renforts (celle-ci n’est protégée que par 400 hommes et les fortifications sont en mauvais état). L’état d’esprit de la population, nettement anglophile, est loin d’être favorable aux Français. Comme le note le colonel Gordon, dans un mémoire du 15 septembre 1781, « ils [les habitants du Cap] regardent les Anglais comme des êtres supérieurs. Ils calculent que sous la domination anglaise, ils jouiraient de beaucoup plus de privilèges, que leur commerce gêné par les entraves que leur impose la compagnie de Hollande, serait plus actif et plus étendu, qu’enfin en temps de guerre, ils seraient protégés plus efficacement qu’ils ne le sont actuellement par la compagnie hollandaise qui semble les avoir oubliés ». Les Français ne sont pas reçus en sauveurs, et il va falloir toute la discipline exemplaire des troupes qui débarquent pour détendre peu à peu l’atmosphère. Celles-ci arrivent progressivement, entre le 30 juin et le 2 août, la division ayant doublé les navires de transport dans l’Atlantique sud pour arriver la première au Cap. Les relations entre Suffren et le gouverneur hollandais restent difficiles. Ce dernier traine des pieds pour assurer le ravitaillement, l’hébergement, et fournir du bois pour réparer les vaisseaux, ce dont se plaint vivement le bailli.
Fin juillet, arrive l’escadre de Johnstone, Suffren refuse une nouvelle bataille navale vu l’état de ses navires. Le commodore n’insiste pas. Il finit par se retirer, après avoir saisi comme lot de consolation 4 navires hollandais de la Compagnie des Indes qui s’étaient réfugiés dans une baie au nord du Cap. La colonie hollandaise est sauvée. Cela vaut à Suffren d’être nommé chef d’escadre (la nouvelle ne lui parviendra que tardivement en 1782 compte tenu des distances).
L’état sanitaire des équipages s’améliore progressivement alors que les charpentiers de marine travaillent dur pour réparer l’Annibal. Les vaisseaux français étaient partis de Brest avec en double un jeu de toile et de cordages comme il était d’habitude pour pouvoir réparer après une bataille (ou un coup de vent). Cependant, malgré les demandes pressantes du bailli, on ne lui avait pas accordé le supplément en bois de mâture. Suffren s’en plaint dès le 10 août depuis le Cap, et ne cessera lors de la suite de la campagne de réclamer du bois de remplacement qui ne viendra pas. « On m’a refusé à Brest les suppléments de rechange nécessaire pour une campagne dans l’Inde. Une épargne de 10 000 livres en coûtera ici plus de 100 000 sans compter les retardements. Si vous voulez tirer parti des 11 vaisseaux qui sont dans l’Inde, envoyez-nous des munitions navales de tous genres, des bois de mature, des mâts de hune surtout, c’est ce qu’il y a de plus essentiel, des hommes et de l’argent, des officiers». Ces pénuries obligent Suffren à s’adonner à un permanent bricolage sur ses navires, pour les maintenir en état de naviguer et de combattre. Pour réparer ce 74 canons indispensable à la division, Suffren fait remonter les mâts du Trois-Amis, un navire de transport du convoi.

## L'escadre Suffren à l'Île-de-France (août-décembre 1781)
Le 15 août, arrive une frégate de l’île-de-France, porteuse d’une dépêche du gouverneur demandant à Suffren de le rejoindre immédiatement dans l’océan Indien. Le 26 août, après deux mois et demi d’escale, la division lève enfin l’ancre en laissant 500 soldats au Cap. La durée de l’escale est expliquée par les difficultés à ravitailler et à réparer.

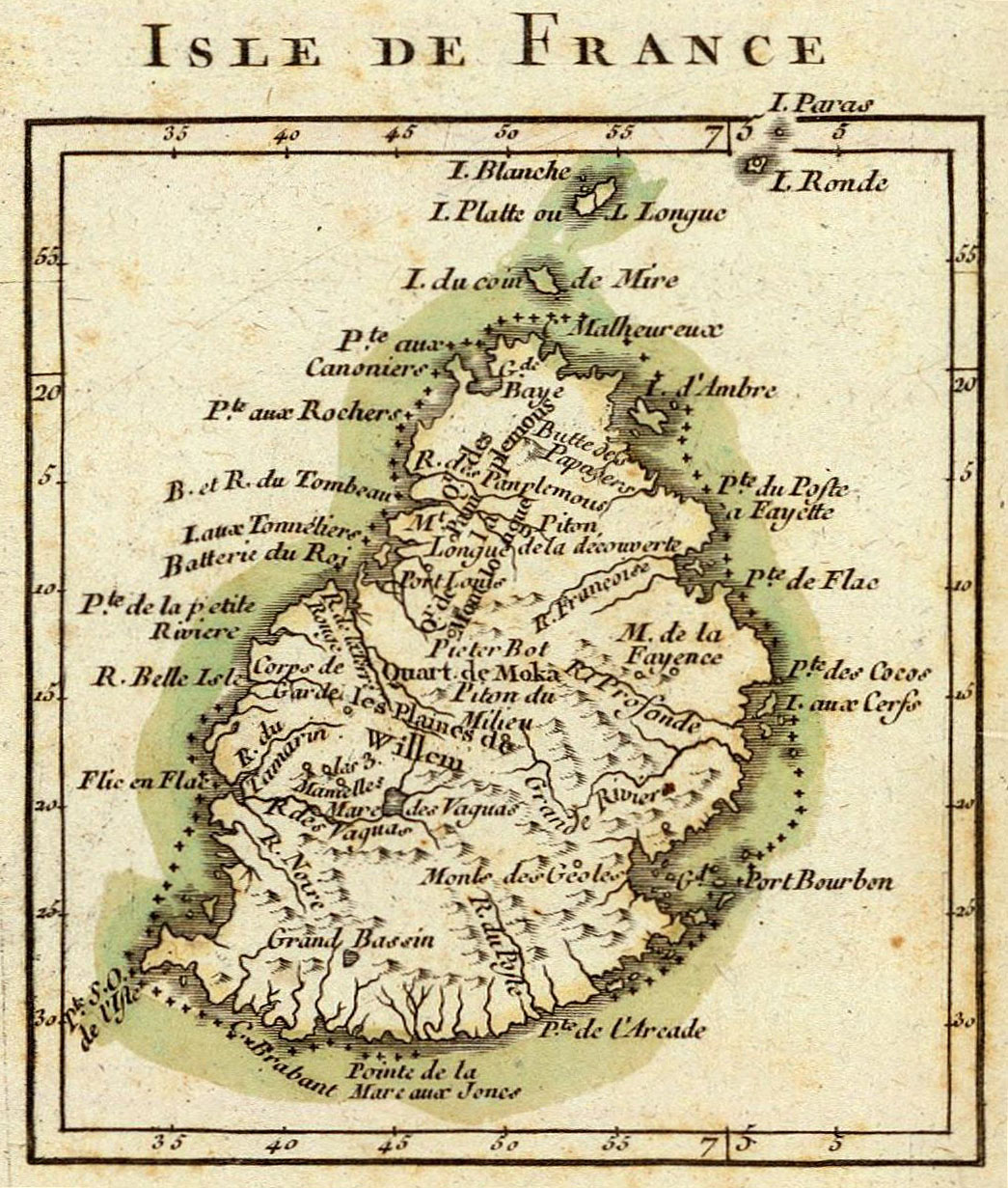
Carte de l'« Isle de France » (aujourd'hui l'île Maurice, au large de Madagascar). Suffren y séjourne 6 semaines pour réparer ses vaisseaux et pour se heurter aux intrigues des officiers de la division de d'Orves qui revendiquent le commandement de plusieurs de ses navires. (Carte de 1771)

Suffren arrive à l'île-de-France le 25 octobre 1781 (actuellement l'île Maurice). La traversée s'est passée sans encombre et il a même la surprise d'y trouver deux navires du convoi qui manquaient à l'appel depuis La Praya. Si Suffren noue rapidement de bonnes relations avec le gouverneur de l'île, François de Souillac, il n'en va pas de même avec le commandant de l'escadre, Thomas d'Orves, qui a brillé par son inaction depuis le début du conflit. Cet officier très âgé est le jouet de ses commandants qui ont fait pression sur lui pour prendre le moins de risque possible et qui maintenant émettent des prétentions sur plusieurs vaisseaux de Suffren au nom de leur ancienneté. L'affaire est délicate pour le bailli, car sa division est maintenant fondue dans celle de d'Orves, qui exerce le commandement supérieur.
À la Praya, deux commandants ont été tués, celui de l’Artésien et celui de l’Annibal. Suffren n'émet pas d'objection pour que M. Pas de Beaulieu qui avait reçu le commandement de l’Artésien en soit dépossédé. Ce jeune officier n'a pas démérité, mais il peut recevoir en compensation le commandement d'une frégate plus en rapport avec son âge et son grade. Mais Suffren tient beaucoup à M. Morard de Galles (le second du commandant tué) et qui s'est illustré pour sortir l’Annibal démâté de la baie. D'Orves, qui dans un premier temps partage cet avis, se révèle trop faible pour résister aux pressions du groupe d'officiers mené par le capitaine de vaisseau de Tromelin, principal bénéficiaire de l'opération en obtenant le commandement de l’Annibal.
Cette affaire exaspère Suffren qui en informe immédiatement le ministre dans une lettre du 15 novembre 1781. « Une cabale s'est élevée parmi les capitaines en service dans l'Inde pour réclamer l'Annibal au nom de l'ancienneté » s'insurge le bailli qui trace au passage un portrait peu amène de ces officiers intrigants, plus préoccupés de leurs plaisirs et de leurs affaires que du service du roi. « Presque tout le monde ici a femme, ou maîtresse, ou habitude ; le sexe y est charmant ; on y mène une vie douce ; ce sont les délices de Capoue ou l'île de Calypso où il n'y a point de Mentor. Beaucoup y ont fait des fortunes, et cela les rend très hauts et indociles » note encore Suffren dans une lettre du 4 décembre à Blouin, un de ses amis[réf. incomplète],. Le ministre donnera entièrement raison à Suffren et désapprouvera d'Orves, mais en attendant le retour du courrier il faut bien se plier au choix du vieux chef et supporter la victoire de Tromelin. Cette affaire aura des suites considérables sur la campagne. Désormais, l'hostilité règne entre le petit groupe d'officiers de l'île-de-France et le bailli qui juge sévèrement leur égoïsme et leur affairisme.
En attendant de reprendre les opérations, les équipages prennent un peu de repos, Le mois de novembre est occupé à soigner les scorbutiques et à compléter les équipages en embarquant une poignée d’esclaves noirs. Enthousiasmés par la victoire de Suffren à La Praya, des volontaires s'engagent dans l'escadre. L’escadre reçoit le 19 novembre un important apport de vivres avec l’arrivée d’une cargaison de bœuf et de riz en provenance de Madagascar. Le 21, arrive la frégate la Bellone. Elle escortait un important convoi de 13 navires marchands partis de Lorient avec des vivres et des précieux gréements, mais celui-ci a été intercepté par un vaisseau anglais au large du Cap. Le convoi a été dispersé et deux transports ont été pris. C’est un coup dur pour les Français, même si la frégate est porteuse de 1,5 million de livres en piastres, destinée aux négociations à mener en Inde. Port-Louis est cependant un port assez bien équipé, aménagé depuis longtemps par l'ancienne compagnie des Indes. Pendant 6 semaines, les vaisseaux réparent leurs avaries, grâce à un travail intensif de remâtage et de carènes à flot. Finalement, avec les compléments d’équipage, l’état de l’escadre s’est fortement amélioré puisque Suffren signale à son ami Blouin, dans une lettre du 4 décembre 1781, que les vaisseaux sont en bon état et qu’à l’exception du cordage dont elle manque « elle est réellement mieux armée qu’en partant de Brest »[réf. incomplète].
L’escadre est maintenant composée de 11 vaisseaux : 3 unités de 74 canons, 7 unités de 64 canons et une de 56 canons. Elle est aussi accompagnée de 3 frégates de 38, 36 et 32 canons et 4 petites unités de 24, 12, 10 et 6 (ou 4) canons. C’est la plus puissante escadre dont la France ait jamais disposé en Océan indien, même si elle est loin d’être homogène. L’Orient, seul 74 canons qui entre dans la nouvelle ligne de bataille est déjà un vieux vaisseau (1759). Plusieurs 64 canons ne sont pas de véritables bâtiments de guerre mais d’anciens navires de la compagnie des Indes rachetés par le roi. L’escadre ne compte que deux frégates modernes et doublées de cuivre. C’est peu pour assurer les missions d’éclairage et de liaisons.
De Castries, qui souhaite depuis sa prise de fonction renforcer le théâtre d’opération de l’Inde a fait parvenir des instructions qui laissent une grande initiative à leurs destinataires tout en les incitant fortement à l’action. Le ministre précise qu’il faut attaquer les Anglais partout où c’est possible, s’en prendre à leur commerce et leurs comptoirs pour les « ruiner ». La missive se termine par une mise en garde qui sonne aussi comme un désaveu de la façon dont la guerre a été conduite jusque-là : « Sa Majesté daigne en même temps assurer le comte d’Orves qu’elle ne le rendra point responsable des évènements malheureux qui pourraient arriver, mais qu’il le serait s’il n’employait pas toutes les ressources de son esprit et de son courage pour rendre la campagne également utile et glorieuse à ses armes ».
Le 7 décembre 1781, l'escadre appareille pour l’Inde. Elle est accompagnée de 10 navires de commerce dont un (le Toscan) aménagé en hôpital. On a embarqué à peu près 3 000 hommes de troupe du Régiment d'Austrasie, de celui de l’île-de-France et de la 3e légion de volontaires étrangers de la marine avec un détachement d’artillerie, sous les ordres du comte Duchemin. L’île-de-France est « exsangue de tout approvisionnement », et il ne reste plus aucune rechange de mâture. Port-Louis est à plus de deux mois de navigation de l’Inde. Pour être efficace et réactif, l'escadre devra trouver de nouvelles bases sur place, elle ne reverra plus l’Île-de-France avant la fin de la guerre. Aux Indes, les Français sont restés inactifs depuis le début des hostilités, au point de n’avoir fait aucun effort sérieux pour défendre leurs comptoirs, alors que Warren Hastings craignait une attaque. Mais les forces françaises s’étaient retirées sur l’île-de-France après un bref combat naval le 10 août 1778 devant Pondichery. La ville, laissée sans secours avait capitulé après deux mois de siège, les quatre autres comptoirs étant saisis sans mal par les Anglais. Depuis 1778, il n’y a donc plus aucune base sur laquelle peut s’appuyer l’escadre française, à moins de compter sur les ports hollandais de l’île de Ceylan (actuellement le Sri Lanka).

## L'escadre de Suffren aux Indes (1782-1783)

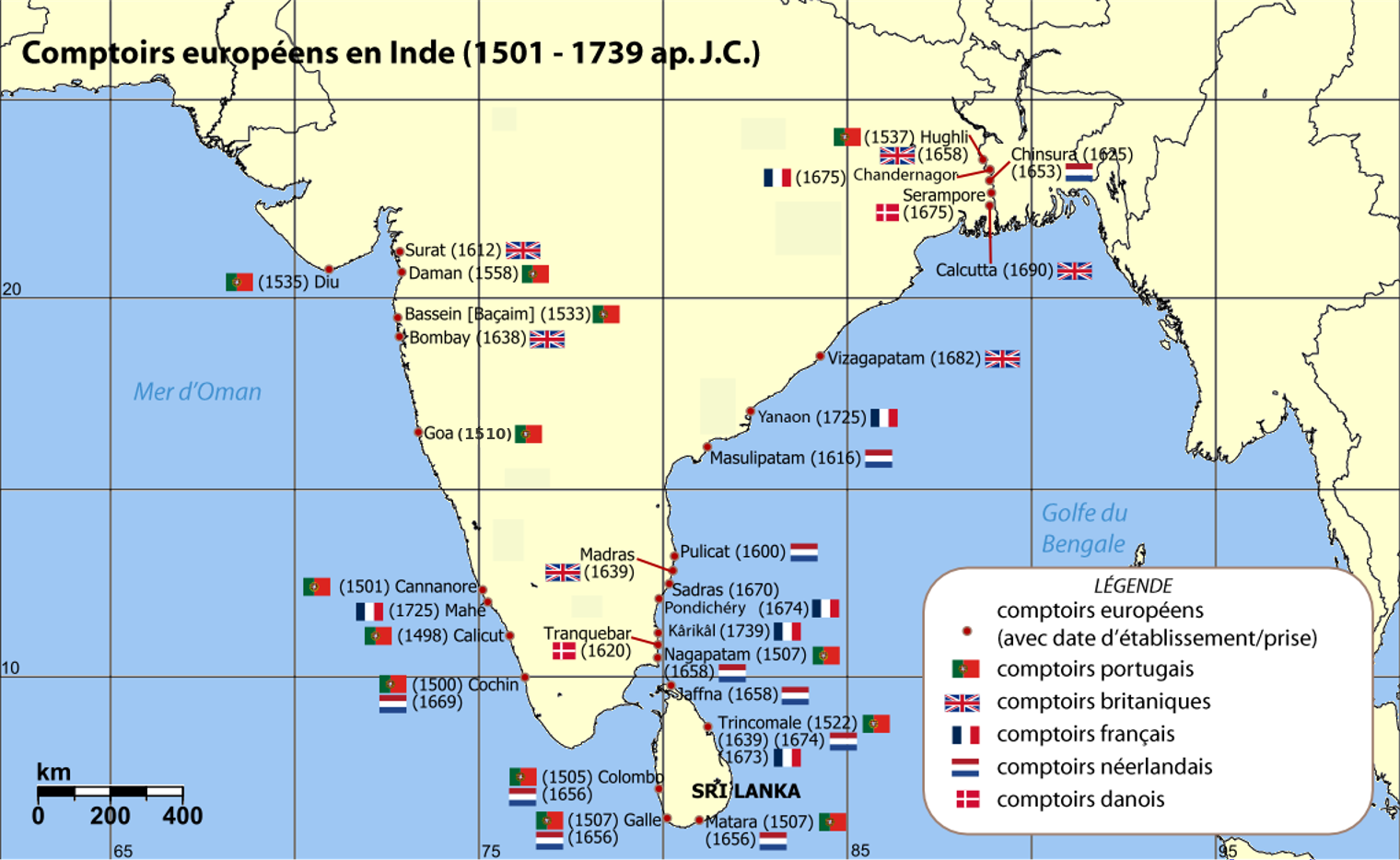
Les comptoirs européens en Inde. En 1778, tous les postes Français sont tombés entre les mains des Anglais qui menacent aussi à partir de 1781 les positions néerlandaises. Suffren ne dispose d'aucune base sur les côtes indiennes.

La situation en Inde est complexe. Depuis qu'ils ont évincé les Français du pays en 1763, les Anglais ont étendu leur emprise vers l’intérieur sous la direction de Warren Hastings, devenu gouverneur général de l’Inde en 1773. Mais cette domination se heurte à la vive résistance de nombreux princes indiens. Le plus puissant se trouve être Hyder Ali Khan, le plus souvent appelé Haidar Alî, ancien ministre du nabab du Mysore et qui s’est proclamé nabab à son tour. Ce « potentat cruel et ténébreux » hait les Anglais contre lesquels il mène une guerre interminable. Il alterne succès et revers et sollicite l’aide des Français. Il dispose de 100 000 hommes et d’une bonne artillerie. Un officier français de cavalerie présent en Inde en 1782 en fait cette curieuse description : « D’une bonne taille, il est fort puissant quoique montant encore fort bien à cheval. Il a la figure pleine et très noire, l’œil méchant, fier et faux, souriant fort aisément et paraissant assez honnête. Il ne porte ni sourcil ni barbe et en guise de moustache une royale quasi imperceptible. Il se rase lui-même de peur d’être égorgé.
La traversée se passe sans encombre. Pour aller plus vite, l'escadre a choisi une nouvelle route qui vient d’être reconnue par le vicomte Grenier. Elle permet de contourner les cyclones et évite aux navires une lente remontée vers l’Inde en louvoyant contre la mousson du nord-est. Le 20 janvier, après deux jours de poursuite, l'escadre fait une prise intéressante : le HMS Annibal, un petit vaisseau récent de 50 canons doublé de cuivre. Le bâtiment, dont l’équipage est miné par le scorbut, se rend après quelques coup de canons. L’interrogatoire de l’équipage permet d’apprendre que c’est ce navire qui a dispersé le convoi de ravitaillement attendu à l’île-de-France, mais aussi que Johnstone a fait passer vers Bombay 3 bâtiments de sa division. Comme il y a déjà un vaisseau français nommé l’Annibal, on renomme ce dernier le Petit Annibal ou l'Annibal anglais. Le commandement est confié au second de Suffren et le vaisseau, après avoir reçu un équipage français, est intégré à l’escadre.
Peu de temps avant l’appareillage de l’île-de-France, Suffren avait écrit, le 23 novembre 1781, à son ami Blouin que « si la santé de M. d’Orves se dérangeait, et qu’on me laissât cette mission, il faut si l’on veut que les choses aillent bien, qu’on me donne de grands pouvoirs. Je désire bien plus de succès que je n’en espère »[réf. incomplète]. Le journal de bord du Héros note à partir du 26 janvier 1782 que le vieux chef commence à présenter des signes de défaillance. Le 3 février, D’Orves qui sent sa fin proche et qui garde encore un peu de lucidité, décide de confier le commandement Suffren, symboliquement, il fait passer son vaisseau, le Héros, en tête de la ligne.
Cette prise de commandement intervient à un moment opportun. La côte de Coromandel, avec la grande base anglaise de Madras, est maintenant presque en vue. Suffren décide donc le 4 février de tenir un conseil de guerre pour consulter les commandants sur la stratégie à suivre. Le bailli, qui d’habitude n’écoute guère que son propre jugement, estime plus prudent de respecter les usages au moment de prendre une décision importante. C’est peut-être aussi une occasion de rompre la glace avec Tromelin. Mais le conseil tourne court lorsque les vigies signalent des voiles à l’horizon. Chacun regagne son vaisseau. Il ne s’agit en fait que d’un navire chargé de riz pour Madras. C’est la première d’une série de prises que l’escadre va faire sur l’intense trafic qui entre et sort de Madras. Un autre navire capturé le 7 février informe Suffren que les Anglais se sont emparés de deux places hollandaises : le port de Negapatam, sur la côte sud-est de l’Inde, et Trinquemalay, sur la côte orientale de Ceylan.
Le 9 février, Thomas d’Orves décède à bord de son vaisseau. Il faut faire vite, aussi Suffren ne perd pas son temps en oraison funèbre. Le même jour, trois Indiens trouvés à bord d’une prise acceptent de porter des lettres de Suffren à Haidar Ali dont on a appris la présence au sud de Madras. Suffren dédouble aussi les porteurs du courrier en envoyant une de ses corvettes vers Pondichéry avec un émissaire de son état-major. Le 12 février, le bailli remanie aussi le commandement de plusieurs vaisseaux, manière d’affirmer son autorité sur l’escadre, Tromelin garde le commandement de l’Annibal. Le 14 février, l'escadre est en vue de Madras où les vaisseaux anglais sont signalés au mouillage.

### La bataille de Sadras (17 février 1782)

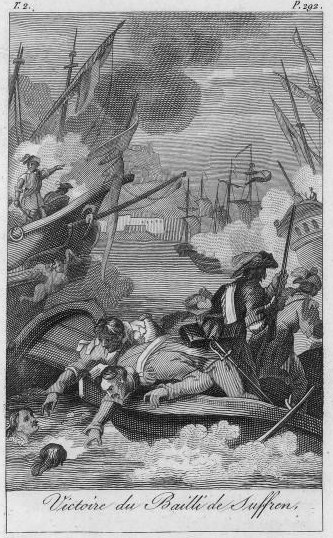
Suffren remporte une nette victoire à Sadras, mais ne peut anéantir l'escadre de Hughes car 5 vaisseaux n'exécutent pas ses ordres. (Gravure française de 1821, sans précision sur le lieu)

La flotte anglaise de l’Inde est commandée par le contre-amiral Edward Hughes . C’est un bon marin qui connait parfaitement les eaux indiennes et, qui est obéi de ses capitaines. Il dispose d’une escadre bien armée.
Le 14 février, en fin d’après-midi l’escadre française arrive en vue de Madras. Les 9 vaisseaux de Hugues sont reconnus au mouillage. Suffren, avec ses 12 vaisseaux, dispose d’une nette supériorité. Mais le bailli, qui n’a pas oublié la déconvenue de la Praya, se montre très prudent. Il est déjà tard. En attaquant maintenant, on prend le risque d’un combat nocturne dans des eaux qu'on ne connait pas alors qu’il y a aussi — comme à la Praya — les canons de la forteresse à affronter. Suffren préfère reporter l’attaque au lendemain.
Au matin du 15, on forme la ligne d’attaque mais on constate aussi que les Anglais ont modifié leur position et se sont embossés sous la protection des forts. Nouvelle hésitation du bailli qui ordonne de mouiller et convoque ses commandants pour tenir un conseil de guerre. À l’exception du capitaine de la Fine, la frégate partie reconnaitre le port, tous estiment que l’escadre anglaise est inattaquable sous la protection des forts. Le vent est certes favorable mais il pousserait aussi à la côte les navires en difficulté. Ordre est donné côté français d’appareiller pour se rendre à Porto Novo, petit port contrôlé par Haidar Ali à une centaine de milles au sud de Madras. On sort de plus de deux mois de navigation : il faut débarquer les troupes, ravitailler l’escadre et soigner les malades. Il y a plus de 1 000 scorbutiques.
Le choix de consulter ses hommes et de temporiser place tout de même l’escadre anglaise dans l’embarras, car Hughes ne peut rester inerte et laisser à Suffren la maîtrise des eaux de Madras. L'escadre anglaise va donc devoir sortir pour se battre en infériorité numérique loin de la protection de l’artillerie terrestre. L’historien et amiral anglais George Alexander Ballard y voit une ruse de Suffren pour obliger Hugues à accepter une bataille, ce que rien dans les témoignages et archives de l’époque ne montre cependant. Quand l’escadre anglaise sort de Madras, il est de nouveau trop tard pour combattre. Pendant la nuit, à la suite d'ordres mal compris, le convoi s’éloigne de l’escadre française. Au petit jour, c’est la stupeur : Hughes s’est positionné par hasard entre Suffren et le convoi. La flûte Bons-Amis attaquée par la frégate Sea-Horse réussit à se dégager. Cinq anciennes prises sans valeurs sont reprises, mais une autre, le Lauriston qui transporte 369 hommes du régiment de Lauzun, de l’artillerie de campagne et des munitions est saisi. C’est un coup dur pour les Français, même si Suffren qui arrive sur les lieux lance immédiatement la poursuite. Elle se prolonge pendant la nuit en suivant les feux anglais.
Le 17 février vers 15 h 30, au large du petit port de Sadras, la bataille s’engage enfin. Suffren, qui dispose de la supériorité numérique, choisit de concentrer son attaque sur l’arrière-garde anglaise. Il reprend une tactique déjà ancienne qui consiste à déborder l’arrière de la ligne ennemie pour la prendre entre deux feux avec les vaisseaux en surnombre. L’originalité de la manœuvre tient au fait que Suffren ne compte remonter qu’une partie de la ligne anglaise sur 6 vaisseaux seulement par l’arrière en laissant les 3 premiers non inquiétés. Comme l’escadre française compte 12 vaisseaux, les 6 autres navires en doublant la ligne anglaise doivent donc prendre entre deux feux — et détruire — les 6 vaisseaux anglais doublés des deux côtés. C'est un plan audacieux, mais qui suppose des manœuvres sans failles.
Suffren, qui a réussi à prendre le vent, commence à remonter la ligne anglaise. Il double le HMS Exeter (64 canons) qu’il canonne puis le HMS Monarca (74), le HMS Isis (54), le HMS Hero (74) et enfin arrive au niveau du HMS Superb (74), navire amiral de Hugues contre lequel il fixe son attaque en diminuant sa voilure (Il n’engage donc que 5 vaisseaux au lieu de 6). Les 4 vaisseaux qui suivent le Héros de Suffren, soit l’Orient (74), le Sphinx (64), le Vengeur (64) et le Petit Annibal (50) imitent leur chef et attaquent les vaisseaux anglais qui viennent d’être doublés.
La bataille semble donc bien engagée, lorsque vers 16 h 15 le bailli donne l’ordre aux autres vaisseaux français de commencer la manœuvre de doublage de l’escadre anglaise par l’arrière. Mais Tromelin, qui commande ces unités restées en retrait, ne bouge pas malgré la répétition des signaux. Trois vaisseaux français qui ont vu les ordres (ou compris la manœuvre) se détachent pour tenter de doubler la ligne anglaise, mais Tromelin leur intime l’ordre de rester dans son groupe. L’Ajax (64) se plie à l’injonction, mais le Flamand (54) et le Brillant (64) désobéissent et entament la manœuvre. L’engagement de ces deux navires met rapidement les derniers vaisseaux anglais, les HMS Exeter et Monarca (déjà sérieusement touchés par les bordées de tous les navires qui suivaient Suffren) dans une situation intenable. Heureusement pour eux, le Brillant perd son mât d’artimon. De ce fait il pivote dans le vent et présente sa poupe à l’Exeter qui réussit à lui placer une bordée en enfilade et à faire de nombreuses victimes. Le Flamand prend la place du Brillant et poursuit la canonnade sur l’Exeter. Le vaisseau anglais, complètement désemparé, n’est plus qu’une épave qui lance des signaux de détresse puis amène son pavillon, mais les Français ne le voient pas et poursuivent le combat.
Pour Hughes, la situation devient très difficile. Les vaisseaux anglais, sous le vent des Français, sont inclinés et reçoivent de nombreux boulets sous la ligne de flottaison. Le navire amiral est à deux doigts de couler car ses pompes ne suffisent pas à étaler les voies d’eau alors que les calfats s’activent pour « temponner » les trous. Hughes donne l’ordre à 3 des 4 vaisseaux de son avant-garde inemployée de virer pour se porter au secours de l’arrière garde en difficulté [les HMS Eagle (64), Burford (64) et Montmouth (64)]. Mais comme Hughes le reconnaitra plus tard, la tactique de Suffren rend cette manœuvre très difficile car les Anglais étant sous un faible vent, les 3 vaisseaux ont du mal à se retourner pour longer la ligne vers l’arrière. Ils réussissent cependant à sauver l’Exceter et à le prendre en remorque alors que la nuit tombe et que le contre-amiral décide de rompre le combat.
La journée se termine par une victoire française, incomplète cependant car Hughes, bien que sévèrement étrillé, a tout de même réussi à sauver son escadre. Les Anglais ont perdu 137 hommes et déplorent 430 blessés. Les pertes françaises sont discutées soit 30 morts, dont 4 sur le Héros, à des pertes presque équivalentes à celles de la Navy, soit 130 tués et 364 blessés. C’est une victoire paradoxale, car arrivé en nette supériorité numérique le matin, Suffren a combattu en nette infériorité l’après-midi, compte tenu de la défection des 5 vaisseaux de Tromelin et des commandants qui sont restés hors de la bataille. Suffren s'ouvre de cette situation au ministre des affaires étrangères Il parait évident qu’il y a un problème de discipline ou de commandement dans l’escadre.

#### Les suites de Sadras
Le lendemain du combat, Suffren tient conseil à bord du Héros. Les ordres étaient clairs, ils envisagent plusieurs cas de figure tout en laissant à l’officier une grande liberté d’action pour atteindre l’objectif. Tromelin avait trop profité de la liberté de manœuvre qui lui était implicitement laissé. Tromelin se défend en faisant valoir que comme le temps était brumeux et Suffren très éloigné, il n’a pas vu les signaux de son chef. Suffren a sans doute commis une erreur en prenant la tête de la ligne. Avec 12 vaisseaux à commander, le bailli aurait dû rester au centre de la position française pour piloter au plus près la délicate manœuvre de doublement par l’arrière. Suffren a peut-être commis une deuxième erreur en ordonnant de « se former sur une ligne quelconque », c'est-à-dire une ligne dans laquelle les vaisseaux se rangent par ordre de vitesse derrière lui. Ordre qui a entrainé une confusion peu compatible avec la précision nécessaire à la manœuvre projetée et a laissé en arrière les vaisseaux les plus lents autour de Tromelin, qui par ailleurs n’avait pas reçu la liste nominative des navires à commander.
Suffren, en contradiction avec son tempérament, adopte curieusement une attitude conciliante avec les capitaines qui l’ont abandonné. Il rassure en public le commandant de l’Ajax qui avait commencé la manœuvre de doublement par l’arrière avant de rentrer dans le rang sous l’injonction de Tromelin, et qui de honte n’ose plus l’approcher. Plusieurs suppurations ont été faites pour expliquer ce laxisme : Tromelin a barre sur Suffren, Suffren redoute cet officier de haute noblesse, intrigant, toujours est-il que Suffren ne prend aucune sanction.
Un autre incident montre que si les tensions à l’intérieur de l’escadre proviennent bien de l’indiscipline d’un groupe d’officiers, le caractère difficile de Suffren est aussi en cause. C’est ainsi que la frégate la Pourvoyeuse (38) a raté, au début de la bataille, de reprendre le transport le Lauriston. Son capitaine ne l’a pas fait car il avait reçu l’ordre de se préparer à doubler la ligne anglaise. Incident caractéristique de la mauvaise communication entre Suffren et ses officiers. Pour Suffren, un officier brillant au caractère trempé peut considérer qu’un ordre est caduc si l’occasion de porter un coup à l’adversaire se présente. Mais la crainte d’encourir les reproches de l’irascible bailli paralyse les subordonnés. Le capitaine de la Pourvoyeuse, bon marin qui a jusque-là fidèlement servi Suffren, offre sa démission pour raison de santé. Démission acceptée pour l’officier qui regagne l’île-de-France. C’est la première d’une série qui apparait comme le début d'une crise interne du commandement.
Dans son compte-rendu au ministre, Suffen fait le constat que depuis l’Île-de-France il n’a pas obtenu l’adhésion de ses capitaines à son commandement. Il s’accorde encore un peu de temps pour réussir et fait quasiment porter le chapeau à d’Orves, décédé depuis quelques jours ! « J’ai pris le parti de ne me plaindre de personne. Comme nous nous reverrons avec l’escadre anglaise, il serait peut-être dangereux de dégoûter ces messieurs qui, accoutumés à l’excessive bonté de M. d’Orves, ne s’accoutument point à être commandés. Encore faut-il se servir d’eux car dans les subalternes on ne trouverait pas à les remplacer. ».

### Le débarquement à Porto-Novo (23 février-24 mars 1782)
Au lendemain de Sadras, l’escadre anglaise a disparu. Hughes s’est échappé pour gagner Trinquemalay sur l’île de Ceylan afin d'y panser ses plaies. Suffren reste donc maître des eaux sur la côte de Coromandel. Il est temps de songer à ravitailler l’escadre, débarquer les troupes, les blessés et les malades. Le 19 février, l’escadre mouille devant Pondichéry. Mais l'ancien comptoir de la Compagnie des Indes n’est plus à même de recevoir une grande escadre. Totalement dévasté par les Anglais lors du siège de 1761, puis de nouveau pris et pillé en 1778, il n’est plus que l’ombre de sa gloire passée. Les Anglais ont même fini par l’évacuer en février 1781, laissant Haidar Alî occuper la place.
L'escadre fait route au sud vers Porto-Novo, un port lui aussi dévasté par la guerre mais où il est plus facile de faire de l’eau. Le 23 février, débarquent les blessés et les scorbutiques avec la mise en place d'un hôpital improvisé, le Toscan, navire hôpital du convoi, s’étant fait prendre. Des représentants d’Haidar Alî sont sur place et ont reçu l’ordre d’apporter aux Français toute l’aide nécessaire. Suffren envoie deux de ses officiers rencontrer le Nabab qui leur fait un excellent accueil. Haidar Alî insiste sur le débarquement rapide des troupes françaises et confie aux deux hommes 100 000 roupies et de l’approvisionnement. Le 9 mars, les troupes et toute l'intendance de l'armée sont mises à terre, mais il faut attendre encore plusieurs jours pour pouvoir récupérer les navires du convoi, dispersés la veille de Sadras. Cinq navires rallient Porto-Novo seuls, alors que d’autres se sont réfugiés à Galle (Sri Lanka) sur la côte sud de l’île de Ceylan. Ces bâtiments vont y rester encore plusieurs semaines et ne seront rejoints que plus tard par l'escadre. C’est donc une toute petite troupe de moins de 2 000 hommes qui a débarqué à Porto-Novo sous les ordres du général Duchemin.
Les pertes sont en partie compensées par la capture (ou la destruction) d’une quinzaine de navires marchands anglais et d’une corvette de 18 canons, le Chasseur, par les frégates parties à la recherche du convoi. L’escadre inaugure, avec ces prises qui permettent de vivre sur le dos de l’adversaire, une pratique qui se retrouvera pendant toute la campagne. Pendant que les navires réparent leurs avaries et que les équipages se « rafraîchissent », Suffren apprend que Hughes a reçu du renfort : deux vaisseaux, les HMS Sultan et Magnanime, de respectivement 74 et 64 canons. L’avantage numérique de Suffren commence donc à se réduire. Néanmoins, cela n’entame en rien sa détermination pour se maintenir sur le théâtre d’opération et engager un nouveau combat, car « n’ayant ni port ni arsenaux, ni magasins, ni argent, je ne puis me soutenir à la côte que par une grande supériorité et je n’ai qu’un moyen de l’acquérir [détruire la flotte britannique] » comme l'écrit, le 1er avril 1782, Suffren  à Vergennes ou le  12 mars 1782 au ministre de Castrie. Le 24 mars, l'escadre lève l'ancre et part à la recherche des vaisseaux de Hughes.

### La bataille de Provédien (12-13 avril 1782)

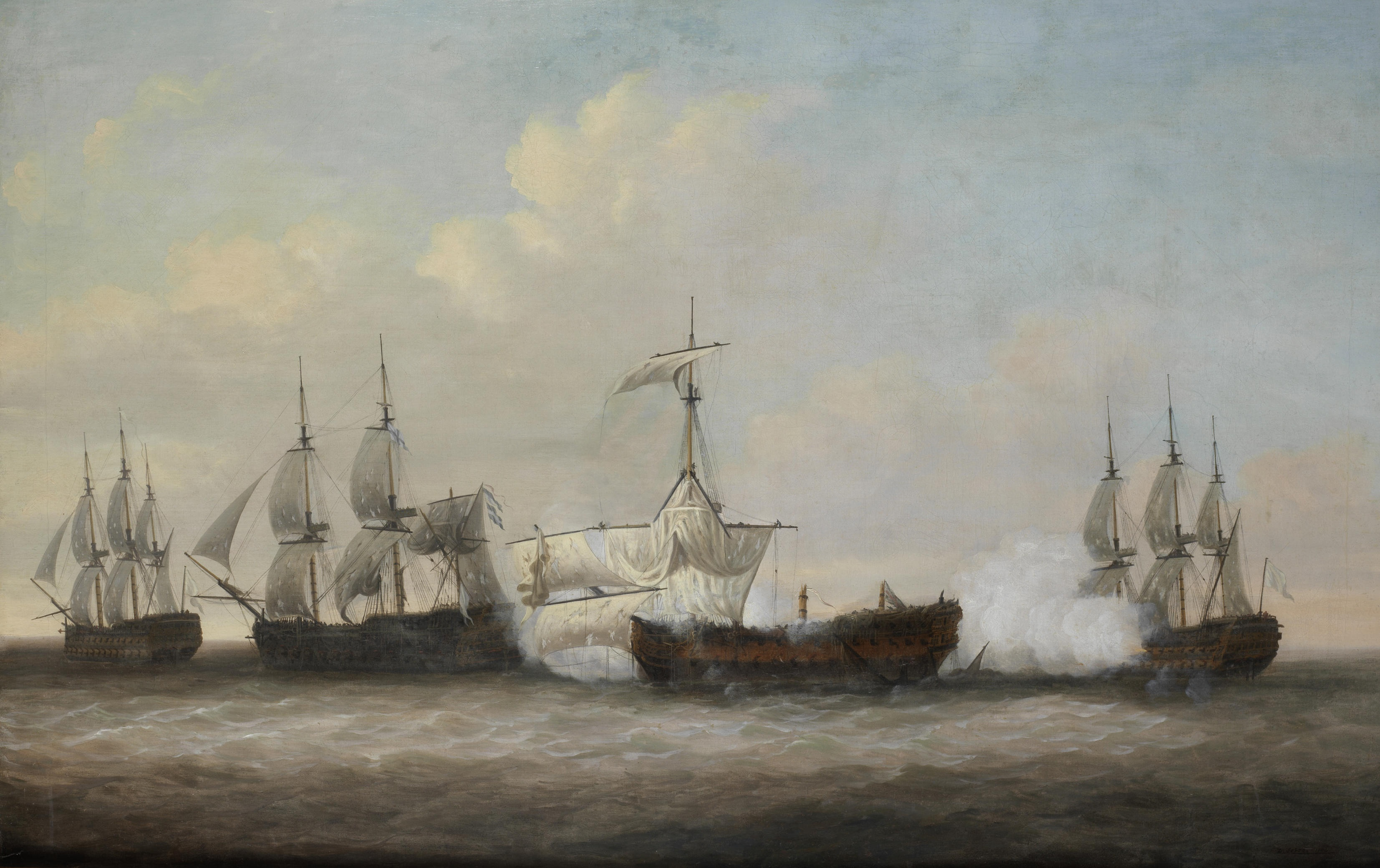
Vue partielle de la bataille de Provédien avec un vaisseau anglais désemparé. Le combat, très violent, tourne à la mêlée générale.

En quittant Porto-Novo, Suffren se dirige vers la grande île de Ceylan. Le bailli, qui a retrouvé bon moral, s'est donné semble-t-il deux objectifs : reconquérir la grande base de Trinquemalay (sachant que l’essentiel de l’île reste encore aux mains des Néerlandais) et détruire l’escadre anglaise, qui ne manquera pas de venir se battre pour défendre cette position clé.
De son côté, Hughes, après avoir réparé ses avaries à Trinquemalay, est retourné à Madras. Apprenant que les Français ont quitté Porto-Novo, il comprend que Suffren veut s’en prendre à la base de Ceylan. Il appareille aussitôt, et le 9 avril, les deux adversaires sont en vue l’un de l’autre, mais des deux côtés, on se montre extrêmement prudent. Suffren met ses 12 vaisseaux en ligne et Hughes fait de même avec ses 11 unités. À l’issue de trois jours de manœuvres et de contre-manœuvres, Suffren réussit à se placer au matin du 12 au vent de son adversaire, et donc en mesure de lui imposer le combat. La rencontre a lieu sur la côte orientale de Ceylan, au large de l’îlot de Provédien (au sud de la baie de Trinquemalay). Le lieu est dangereux car il y a de nombreux hauts-fonds et récifs, Hughes est sans doute un peu avantagé car il connait la côte mieux que les Français.
Vers 14 heures, les deux escadres se retrouvent alignées dans un axe sud-nord, le long de la côte sur vent de tribord. La manœuvre est extrêmement classique. Suffren semble s’être rallié à l’habituel engagement en ligne de file, peut-être pour être mieux compris de ses capitaines et aussi être mieux vu puisqu’il s’est positionné sur le Héros au centre de l’escadre. Le bailli cherche malgré tout à profiter du navire en surnombre qui lui reste pour tenter de doubler sur l’arrière le dernier vaisseau de la ligne anglaise, comme à Sadras et le prendre entre deux feux.
Suffren donne l’ordre d’attaquer en se rapprochant « à portée de fusil », c'est-à-dire au plus près, mais la manœuvre ne se déroule pas comme prévu. Les deux vaisseaux de tête, le Vengeur (64 canons) et l’Artésien (64), bon voiliers, prennent de l’avance et ont tendance à s’éloigner vers la droite. Seuls les 5 vaisseaux suivants, le Petit Annibal (50), le Sphinx (64), le Héros (74), l’Orient (74) et le Brillant (64) entament la canonnade de près. L’arrière-garde, avec le Sévère (64), l’Ajax (64), l’Annibal (74) et le Flamand (50) prend du retard et reste sur la droite comme l’avant-garde en canonnant de loin les vaisseaux anglais. Quant au Bizarre (64), chargé de la manœuvre de doublement de la ligne anglaise sur l’arrière, il se montre totalement incapable de l’exécuter, malgré les ordres répétés du navire amiral. Ce vaisseau est cependant connu comme le plus lent de l’escadre et c’est sans aucun doute une faute de Suffren de l’avoir choisi pour mener une telle attaque.
En fin de compte, le schéma de bataille est voisin de celui de Sadras, soit 5 vaisseaux fortement engagés et 7 autres (les 2 de l’avant-garde et les 5 derniers) qui ne participent pas, ou mollement, de loin. Au centre, le combat est particulièrement violent. Le Héros et le HMS Superb se canonnent furieusement, ce qui donne à l’affrontement des airs de « bataille d’amiraux. Un incendie se déclare sur le Superb. Suffren ordonne à l’Orient de poursuivre l’attaque sur le navire de Hughes alors qu’il concentre ses efforts sur le HMS Montmouth qui précède. Le navire anglais démâte sous les coups et quitte la ligne en tournant sur lui-même. Suffren, qui constate par ailleurs que le fond se réduit, ordonne à l’escadre de virer « lof pour lof » sur le vaisseau anglais désemparé. Le bailli, retrouvant sa fougue, veut profiter de l’occasion pour rompre la ligne ennemie. Mais le Héros, sévèrement touché sur son gréement, perd à son tour une partie de sa mature alors que le Superb, qui a réussi à éteindre ses incendies, s’interpose entre lui et le Montmouth. Les deux lignes se disloquent. Le combat tourne à la mêlée générale. L’Orient attaque l’Exeter pour aider le Héros, mais un incendie se déclare sur sa grande voile et le Brillant, qui suit, doit intervenir pour le dégager. Vers 15 h 45, les 5 vaisseaux français de l’arrière-garde restés jusque-là en retrait commencent enfin à se rapprocher.
Suffren, dont le navire n’est plus manœuvrable, passe vers 17 h 0 sur l’Ajax. Son capitaine, totalement dépassé par les évènements, a laissé son vaisseau se faire masquer par l’Annibal devant les Anglais sans pouvoir tirer un coup de canon. Suffren en prend le commandement pour constater que l’Ajax, qui est un navire peu manœuvrant, n’est guère en mesure de poursuivre Hughes qui vient d'ordonner la retraite. Les eaux sont dangereuses. Plusieurs vaisseaux, dont l’Ajax, touchent l’un des nombreux bancs de sable. Suffren fait cesser la poursuite. La bataille a duré plus de cinq heures. Hughes, qui connait mieux le secteur, réussit à mettre son escadre à l'abri entre le banc de sable, l’îlot de Provédien, et la côte de Ceylan. Les Français sont à une portée et demie de canon dans une confusion qui reste extrême. Un officier, que Suffren envoie à la nuit tombante porter un ordre, se trompe à son retour à cause de l'obscurité et vient s'arrimer au vaisseau de Hughes qu’il a confondu avec celui de son chef. Le frégate la Fine aborde un bâtiment anglais de 50 canons, mais les deux unités n’engagent pas le combat. « Il y a peu d’exemple d’une pareille mêlée » note Suffren dans son rapport. Un orage tropical éclate. Les deux escadres, les voiles en lambeaux, passent une nuit sinistre, ballottées sur leurs ancres au milieu des récifs.
Les deux chefs restent face à face pendant une semaine. Les charpentiers de marine s’activent pour réparer les matures. Suffren est rapidement prêt à reprendre le combat et canonne plusieurs fois Hughes pour le faire sortir de son abri. Peine perdue. L’Anglais préfère se tenir à l’abri, même si c’est pour se sentir humilié par les bordées de son adversaire, alors que le moral de ses équipages est au plus bas. Le 19 avril, l’escadre française appareille, se forme en ligne de bataille et défile — ultime provocation — devant l’escadre britannique embossée. Suffren renonce à l’attaquer et s’éloigne vers le sud pour gagner Batticaloa, petit port hollandais tout proche. C’est donc malgré tout une victoire française puisque le bailli reste encore une fois maître des eaux sur la côte de Ceylan et de Coromandel. Les pertes sont loin d’être négligeables : 139 morts et 364 blessés, et autant côté anglais (137 morts et 437 blessés), ce qui montre que le combat a été aussi acharné que confus. Cette bataille marque les esprits au point que la « pagaille de Provédien » va demeurer pendant longtemps une expression célèbre dans la marine française pour caractériser ce genre de mêlée.

#### Les suites de Provédien
Cette bataille laisse Suffren profondément déçu et amer. Comme à Sadras, le bailli est persuadé d’avoir raté l’occasion d’anéantir l’escadre anglaise à cause des fautes de ses commandants. « Si tous les vaisseaux eussent approché comme le Héros, le Sphinx, l’Orient et le Brillant, je crois que nous aurions eu une victoire complète. Si mon vaisseau n’eut pas été désemparé au point qu’il l’a été, qu’il eut pu se mouvoir, je suis assuré qu’en coupant la ligne anglaise, elle aurait été anéantie. Après le démâtage du Monmouth, il y avait un quart de lieue entre l’amiral et le vaisseau qui était de l’avant à lui. Je les ai laissés (les Anglais) embossés à terre, et outre bien des raisons de ne pas les attaquer, il y en a une que vous devinerez et que je ne puis dire » écrit Suffren à son ami Blouin le 23 avril 1782[réf. incomplète]. Les derniers mots du bailli font penser, comme au lendemain de Sadras, à la mise en cause de plusieurs subordonnés. On est dans le non-dit, mais Suffren est plus précis avec le ministre dans son compte-rendu rédigé quatre jours après le combat : « je ne puis entrer dans aucun détail mais, si dans cette escadre on ne change point cinq à six capitaines, on ne fera jamais rien et peut-être perdra-t-on toutes les occasions ».
Ces « cinq ou six capitaines » contre lesquels rumine le commandeur sont ceux du Vengeur et de l’Artésien, MM. Forbin et Maurville, qui sont restés loin devant l’escadre, de l’Ajax, avec M. Bouvet « qui radote et n’est plus bon à rien », du Bizarre de M. La Landelle qui n’a pas réussi sa manœuvre de dépassement de l’arrière anglaise, et du Sévère de M. Cillard. Même le capitaine de l’Orient, La Pallière qui a combattu au centre et a secouru le Héros se retrouve étrillé : « [il] va encore bien au feu, mais il est fort tombé » alors que curieusement Tromelin sur l’Annibal reçoit un demi satisfecit « [il a] fait bien mieux que le 17 février [à Sadras] mais je doute qu’il se soit approché aussi près qu’il était possible ». L’examen des pertes par navire montre que l’on peut donner raison à Suffren pour le Vengeur, resté loin à l’avant-garde et qui sort quasi intact avec seulement 2 blessés, ainsi que pour l’Ajax (4 morts, 11 blessés), resté hors du combat jusqu’à ce que Suffren en prenne le commandement. Mais pour les autres, on constate des niveaux de perte non négligeables comme sur l’Artésien (12 morts, 20 blessés) le Sévère (12 morts, 20 blessés aussi) et le Bizarre (12 morts et 28 blessés) ce qui montre que ces navires ont fini par rejoindre eux aussi la mêlée. Les accusations contre le capitaine de l’Orient semblent bien injustes aussi car c’est lui qui enregistre les plus lourdes pertes (25 morts, 73 blessés), loin devant l’Annibal de Tromelin (16 morts, 29 blessés) qui lui-même coiffe légèrement le navire du commandeur (12 morts, 38 blessés). Hormis 2 vaisseaux, il faut considérer que tous les navires ont été engagés. Il n’y a eu aucun acte de désobéissance caractérisée autour de Tromelin comme à Sadras.
Ce qui exaspère Suffren, c’est la lenteur à exécuter ses ordres sur l’arrière-garde au début de la bataille, et l’impression, — comme il le dit à la fin de son appréciation sur Tromelin — que même lorsqu’ils ont rejoint la mêlée, tous ne l’ont pas fait à fond, tous n’ont pas pris tous les risques. Finalement, seuls les commandants du Vengeur et de l’Ajax sont sanctionnables, mais là encore le bailli n’en fait rien alors que la crise gagne en gravité comme le montre l’incident qui se produit quelques jours plus tard pendant le mouillage à Batticaloa.
Le capitaine du Brillant, M. de Saint-Félix, vient trouver Suffren en tant que porte-parole des autres officiers comme il l'écrit à son ami Blouin du 29 septembre 1782. « M. de Saint-Félix, qui avait fait plusieurs campagnes dans l’Inde (…), m’écrivit une lettre plus longue que celle-ci, pour me prouver que je ne regagnerais point la côte de Ceylan, et que [...] le seul parti à prendre était d’aller à l’Île-de-France. Quand je fus mouillé, il vint me haranguer, m’assura que tous les capitaines pensaient comme lui, et me proposa de les assembler. Je lui fis bien assurer qu’ils étaient tous de son avis, pour lors je dis qu’on n’assemblait des conseils que pour savoir l’avis des gens ; que le sachant je n’en avais que faire[réf. incomplète] ». Saint-Félix est un bon capitaine qui s’est comporté avec beaucoup de courage et de talent lors des deux batailles, conduite qui lui a valu les éloges de Suffren. C’est sans doute pour cela que les autres capitaines l’ont choisi pour cette mission délicate qui sonne comme un vote de défiance. Cette démarche illustre l’isolement de Suffren qui fait face à sa manière, en n'écoutant personne. Il perd l’occasion d’expliquer ses choix militaires et politiques et s’aliène l’un des rares commandants qu’il tenait en haute estime. Mais inversement il est possible de s’interroger sur ce syndicat des officiers qui estiment que la guerre n’est pas gagnable et qu’il est temps de rentrer, ce qui fournit aussi la clé de leur comportement au combat.
La crise de commandement, amorcée lors des tortueuses tractations de l’île-de-France sur le remplacement des officiers tués à La Praya, puis amplifiée par les batailles de Sadras et de Provédien, se poursuit en sourdine, comme une mèche lente. Le plus extraordinaire étant que Suffren faisant l’inventaire de ses forces après Provédien dispose de tous les arguments pour donner raison à ses officiers. Car l’escadre est exsangue, comme l’avoue lui-même le bailli dans ses rapports et ses lettres. Voilà cinq mois que l'escadre a quitté l’Île-de-France, dont quatre complets passés en mer, et qu'elle a livré deux batailles en moins de deux mois. La poudre et les boulets s’épuisent, la flotte manque de cordage pour les gréements, de bois de mâture, et les équipages fondent tout doucement, au fil des affrontements, des maladies et des désertions,[réf. incomplète]. S’obstiner c’est courir le risque du désastre, et pourtant Suffren s’obstine. Il regarde au-delà des questions militaires et considère que l’enjeu dépasse de loin les problèmes matériels immédiats de l’escadre, comme il l’exprime au ministre des affaires étrangères le comte de Vergennes « Je vois bien des difficultés à tenir la côte et je crois que si je la quitte, Ceylan sera prise et que le nabab [Haidar Alî] fera la paix [avec l’Angleterre]. Plaignez-moi Monsieur le comte, d’être dans une pareille position, mais soyez bien sûr que je ferai tout ce qui sera possible. Un effort pour l’Inde peut tout décider. Suffren s’exprime en des termes quasi identiques dans sa lettre complémentaire au combat de Provédien à destination du ministre de la marine ». En clair, si l'escadre rentre c'est un échec, si elle s’obstine, un ultime « effort » c'est-à-dire une troisième bataille peut encore tout faire basculer en faveur des intérêts de la France.

## La coopération franco-hollandaise

Les possessions et les échanges commerciaux de la Compagnie des Indes néerlandaises. Grâce à la collaboration établie entre le gouverneur de Ceylan et Suffren, l'escadre française bénéficie d'un important soutien logistique tout en défendant les possessions hollandaises.

Traditionnellement, les vaisseaux de l’océan Indien ont pour base de repli et d’hivernage Port-Louis, sur l’Île-de-France, ce qui explique aussi la demande des commandants de rentrer, tout comme celle du gouverneur de l’île, François de Souillac qui invite Suffren à en faire de même. Avec le choix de rester sur le théâtre d’opération alors qu’on ne peut attendre qu’un soutien très aléatoire voire inexistant de Port-Louis, Suffren entre donc dans le hors norme logistique. Il va falloir trouver sur place tout ce qui manque à l’escadre. Haidar Alî, à Porto-Novo, a fourni aux Français de l’argent et de la nourriture. Les Anglais avec les nombreux navires que saisissent les Français font involontairement de même. C’est un bon début, mais sans doute insuffisant tant que l’on ne dispose pas d’un grand port et de l’aide des Néerlandais qui tiennent encore l’essentiel de Ceylan. Ce grand port ne peut être que celui de Trinquemalay, dont les Anglais se sont emparés en 1781. En attendant de le leur reprendre, Suffren fait relâche le 30 avril dans le petit port de Batticaloa, au sud-est de l’île. Les ressources locales sont faibles, mais il est possible de s’y ravitailler en eau et en bois. Les équipages se « rafraichissent » à terre et profitent des eaux très poissonneuses pour améliorer l’ordinaire. Les réparations faites après la bataille sont complétées. Les bâtiments de transport qui s’étaient réfugiés à Galle lorsque le convoi avait été dispersé avant Sadras ralient le gros de la flotte. Leurs cargaisons et leur personnel servent au bénéfice de l’escadre.
Suffren sollicite le gouverneur hollandais de Ceylan dès le lendemain de Sadras, dans un premier courrier envoyé le 12 mars 1782 depuis Porto-Novo. La collaboration franco-hollandaise avait commencé avec le sauvetage du Cap après la bataille de Porto Praya. Elle avait été très délicate, les Néerlandais ne se sentant aucune affinité avec les Français, lesquels avaient presque sauvé le comptoir du Cap à son corps défendant. Le gouverneur de l’île, Iman Willem Falk est un homme d’envergure qui comprend immédiatement tout l’intérêt qu’il peut retirer d’une bonne collaboration avec l’escadre française. L’empire colonial hollandais est considérable dans l’océan Indien et très riche, mais la situation n'est plus celle du XVIIe siècle où les navires armés de la « VOC » (Compagnie des Indes néerlandaises) pourchassaient les Portugais et les Anglais pour établir ses comptoirs et garantir le monopole de son commerce. L'escadre, en menant la guerre navale contre la Royal Navy, défend les intérêts de Louis XVI et des Provinces-Unies, en échange mettent les ressources de son empire à la disposition de l’escadre française.
Depuis Colombo où il réside, Falk échange une correspondance régulière avec Suffren qui va durer jusqu’en septembre 1783, avec d’autant plus de facilité qu’il est parfaitement francophone. Il ne semble pas que les deux hommes se soient rencontrés mais tous les sujets sont traités avec franchise, signe de la confiance mutuelle qu’ils ont su développer. Suffren a capturé, peu avant Provédien, un navire anglais embarquant un diplomate chargé de négocier avec un roi indigène de l’intérieur de l’île une alliance contre les Hollandais. Il fait passer immédiatement l’information et les papiers saisis à Falk. De manière générale, Suffren transmettra à ce dernier tous les renseignements dont il dispose sur les mouvements de la Navy et sur ceux qu'il envisage pour son escadre. Falk, qui dispose d’agents dans tous les ports, fera de même en matière de renseignement, ce qui aidera grandement Suffren pour attaquer Trinquemalay. Grâce aux renseignements fournis par les Néerlandais, Suffren apprend que l’escadre anglaise s’est réfugiée à Trinquemalay où elle répare ses avaries et perd beaucoup de monde par maladie et des suites des blessures au combat.
Le financement de l’escadre française pose aussi de redoutables problèmes. Falk va y déployer tous ses talents, au prix de toutes sortes d’acrobaties financières, sachant qu’il ne s’agit pas de payer les soldes des matelots qui sont toujours les derniers sur les feuilles d’émargement mais les vivres et fournitures que consomme l’escadre. Les premiers navires hollandais arrivent, porteur de blé et de boulets. Le ravitaillement en nourriture pose une foule de problème car les Français sont des gros consommateurs de pain et de biscuit, donc de blé, céréale difficile à trouver dans cette région alors que les Néerlandais se sont mis depuis longtemps au riz. Les Français achètent des moulins à main pour fabriquer de la farine à terre. Le gouverneur fait aussi convoyer des troupeaux de bœufs et de chèvres pour fournir l'escadre en viande fraiche, ce qui ne va pas sans mal non plus sur une île où le régime est végétarien. Pour ce qui est de trouver du vin, c’est mission impossible, mais Falk peut fournir de l’arak, alcool de riz local auquel s’adaptent rapidement les Français.
Suffren, dès sa première lettre du 12 mars 1782, ose aussi demander à Falk s’il n’a pas « du monde à lui prêter » pour compléter ses équipages. Refus poli de Falk qui n’a déjà pas assez de matelots pour ses propres navires mais, plus tard, des troupes d’origine asiatique soldées par les Néerlandais seront mises à la disposition des Français.
Après l’escale à Batticaloa, l'escadre française vie sur les ressources locales pour poursuivre sa campagne avec l’aide du nabab Haidar Alî, concentrée sur le contingent à terre, celle issue de la collaboration franco-hollandaise, allant bien au-delà des vivres, des munitions et de l'argent, c'est peut-être la plus importante et celle des prises anglaises qui sont nombreuses et régulières.

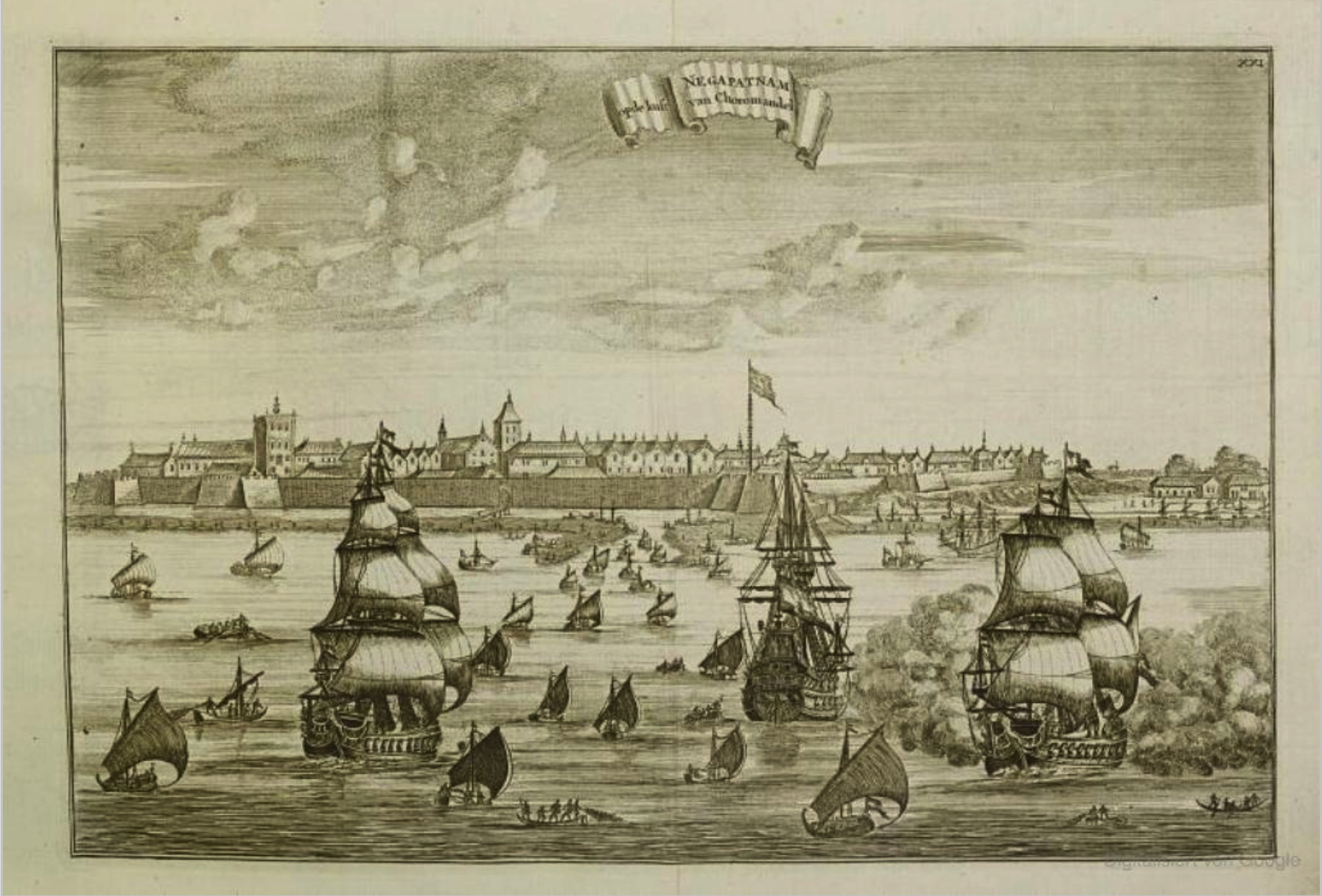
Le port de Négapatam sur la côte de Coromandel. Suffren a pour projet de reprendre ce comptoir hollandais enlevé par les Anglais en 1781. Mais auparavant, il doit se débarrasser des nombreux prisonniers anglais qui encombrent l'escadre.

L’escale à Batticaloa s’achève le 3 juin. Elle a duré 33 jours et a fait « grand bien à nos équipages » si l’on se fie au témoignage d’un officier de l’Artésien. C’est donc une escadre requinquée qui quitte Ceylan pour gagner la côte indienne. Le 5 juin, l’escadre mouille à Trinquebar (ou Tranquebar), petit port neutre danois où Suffren est reçu fort aimablement par le gouverneur, M. Abbastée. Suivant le journal de bord du Héros, les Français reçoivent encore du ravitaillement avec trois navires hollandais et quatre danois chargés « d’effets nautiques, de vivres et d’argent, ». Les frégates qui balayent l’espace autour de l’escadre ont raflé 4 navires anglais porteurs de poudre, de boulets, d’artillerie de siège, de riz, de blé, de légumes. De plus l’Artésien et le Vengeur sont allés chercher du biscuit à Pondichéry.
Suffren profite de l’escale pour reprendre contact avec Haidar Alî. La coopération avec le nabab a porté ses premiers fruits quand le 3 avril, peu de temps avant la bataille de Provédien, la petite troupe du général Duchemin débarquée lors de l’escale de Porto-Novo a pris le port de Gondelour (appelé aussi Cuddalore). La faible garnison anglaise s’est rendue sans combattre aux Français, il est vrai fortement renforcés par de nombreuses soldats de Haidar Alî. Le nabab, fait savoir à l’envoyé de Suffren qu’il laisse un corps de 3 000 hommes à sa disposition et qu’il désire fortement le rencontrer. Haidar Alî envoie en cadeau un grand nombre de bœufs pour ravitailler l’escadre, mais fait aussi savoir qu’il trouve le général Duchemin beaucoup trop passif depuis la prise de Gondelour. Duchemin, cependant, est malade depuis peu et doit rester alité.
Le 20 juin, Suffren quitte Trinquebar pour Gondelour où il arrive le jour même. Suffren a pour intention d’attaquer Négapatam, le port hollandais occupé par les Anglais depuis 1781. Mais il apprend que Hughes, qui se doute certainement des projets du bailli, a quitté Trinquemalay pour venir mouiller à Négapatam. Il décide d’attaquer Hughes tout en embarquant des troupes pour compléter ses équipages et attaquer la place, soit 700 hommes de Duchemin et 800 cipayes fournis par le nabab.
Les prisonniers anglais, à bord des bateaux français posent un autre problème de sécurité et d'intendance. Suffren fait des propositions d’échange aux Anglais qui refusent. Il semble que du côté de Hughes on fasse le calcul tortueux que ces prisonniers sont un poids mort qui consomment les ressources de l’escadre française, sans parler des risques qu’ils font courir à la sécurité des vaisseaux. Calcul étonnant alors que tous les renseignements indiquent que côté anglais on manque aussi d’hommes. Suffren décide donc de confier les prisonniers à la garde d’Haidar Alî, décision qui aujourd’hui encore fait hurler les historiens anglais[Qui ?], compte tenu de la cruauté du prince indien. Mais Suffren assume, malgré les cris et les supplications des prisonniers. La faute en revient aux Anglais eux-mêmes et c’est aussi une décision politique destinée à « gagner la confiance du nabab » et qui peut par ailleurs fournir à ce dernier des moyens de pression pour négocier face au gouverneur de Madras.

### La bataille de Négapatam (6 juillet 1782)

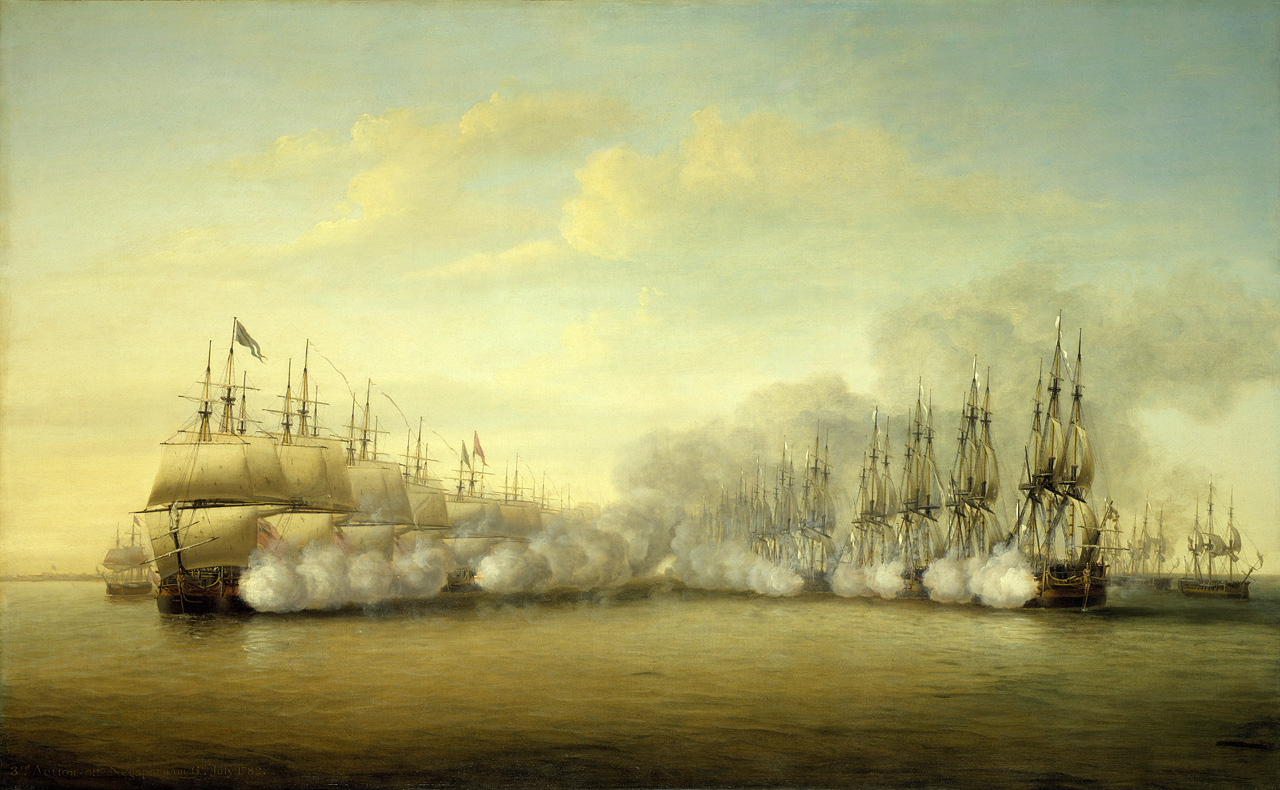
La bataille de Négapatam, le 6 juillet 1782. Engagée sur la tactique classique de la ligne de file, elle tourne à la confusion sur les avant-gardes et se révèle indécise.

Le 3 juillet, l’escadre quitte Gondelour pour se porter à la rencontre des forces de Hughes. On entame les manœuvres d’approche, mais le 5, vers 15 h 0, un mauvais coup de vent local démâte partiellement l’Ajax. Suffren détache la frégate la Bellone pour lui porter assistance et ordonne au navire de prendre place à l’arrière de la ligne. Le vent tourne au profit des Anglais, mais Hughes n’en profite pas et file vers le large. Suffren ordonne vers 17 h 45 de mettre en panne puis de mouiller pour attendre l’Ajax alors que Hughes revient vers la côte à la tombée de la nuit.
Le 6 au matin, une nouvelle déconvenue attend Suffren : l’Ajax n’a pas achevé ses réparations, situation d’autant plus exaspérante que son capitaine, Bouvet a refusé l’aide des charpentiers du Héros. C’est donc à 11 vaisseaux qu’il va falloir combattre. Les deux escadres sont nominalement du même ordre mais Hughes dispose d’une puissance de feu supérieure avec 5 vaisseaux à 74 canons contre 3 seulement pour Suffren. Les deux chefs se mettent en formation selon la tactique habituelle de la ligne de file et commencent à se rapprocher. Hughes, qui a l’avantage du vent, se laisse porter pour engager le combat. À 7 h 35, Suffren ordonne à l’escadre de virer de bord par vent devant avec l’espoir de passer à proximité de l’arrière-garde anglaise et d’y concentrer ses efforts. Mais le Brillant qui conduit la ligne rate sa manœuvre et dérive sous le vent. Cette erreur fait donc manquer le retournement offensif voulu par Suffren. Faute de mieux, le Brillant reçoit l’ordre de s’intercaler entre le Sévère et le Héros alors que les Anglais se rapprochent.
À 10 h 50, le combat s’engage entre les deux avant-gardes alors que les navires sur l’arrière restent encore loin. Puis, comme à Provédien, la bataille devient confuse. Une saute brutale de vent bouscule plusieurs vaisseaux des deux escadres qui virent de bord involontairement. Les deux avant-gardes se disloquent, les navires des deux partis courant un peu dans toutes les directions. Le Flamand (60), qui était en tête de la ligne, se retrouve aux prises avec les 2 vaisseaux anglais de l’avant. Il réussit à endommager gravement le HMS Exeter (64) qui quitte la bataille sans demander l’autorisation de Hughes. Il élonge tout le reste de la ligne française à contre-bord et reçoit sans riposter les bordées des vaisseaux français. Le Flamand réussit même à toucher au gouvernail le deuxième vaisseau, le HMS Hero (74). Le Brillant (64) et le Sévère (64) se retrouvent au plus près d’un groupe de navires anglais dans une furieuse canonnade. Le Brillant, qui perd son grand mât, ne doit son salut qu’à l’intervention de Suffren sur le Héros (74). Derrière le Héros, le Sphinx (64) affronte le navire amiral anglais, le HMS Superb (74).

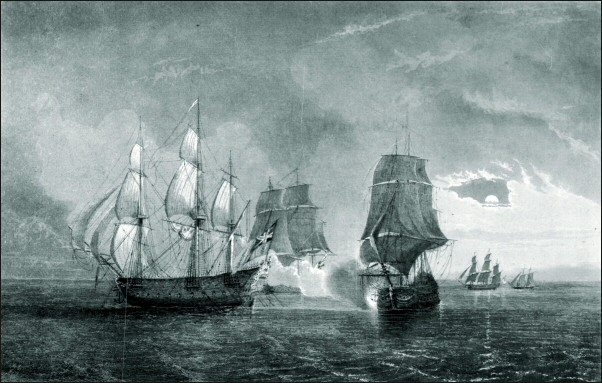
Vue centrale de la bataille de Négapatam, peut-être une représentation du HMS Sultan pris en enfilade par le tir du Sévère.

Le Sévère est entrainé au milieu de 3 vaisseaux anglais (deux « 74 » et un « 64 »). Son capitaine « craque » littéralement lorsque les deux officiers qui le secondent sur la dunette sont mis hors de combat. Perdant son sang-froid, il ordonne de baisser pavillon, puis se met à parcourir la galerie qui longe la poupe en faisant - déshonneur suprême - signe avec son chapeau au HMS Sultan (74) de ne plus tirer. Les 3 bâtiments anglais cessent alors la canonnade et le Sultan met en panne pour envoyer un canot de prise. C’est alors qu’interviennent les deux officiers qui commandent les batteries du Sévère. Ils montent sur la dunette avec le soutien bruyant de l’équipage et obligent le commandant à reprendre le combat. Cette quasi mutinerie sauve le vaisseau : on hisse de nouveau les couleurs et le feu reprend. Le Sultan, qui a dérivé en présentant son arrière au Sévère, reçoit un terrible tir d’enfilade qui le dévaste sur toute sa longueur et qui l’écarte définitivement du combat.
Le Petit Annibal (50) lutte à armes presque égales avec le HMS Isis (56), mais l’Artésien (64) qui suit, se retrouve en difficulté à cause d’un violent incendie qui ravage sa poupe. Son capitaine, mal inspiré, commet en plus l’erreur de présenter son navire par vent arrière ce qui ne fait qu’attiser les flammes au risque d’embraser le vaisseau. L’incendie est finalement maîtrisé alors que le Héros tente de se rapprocher du Superb. Mais Hughes se dérobe. Suffren lâche une bordée d’insultes et de boulets sur l’arrière du vaisseau amiral anglais, ce qui déclenche une masse de hurlements et de « God Damned » sur le pont du navire anglais. Les 3 derniers vaisseaux de la ligne française, le Vengeur (64), le Bizarre (64) et l’Orient (74) sont peu ou pas engagés.
Vers 14 h 50, comme par une sorte de consentement mutuel, le feu cesse de part et d’autre. Les combats ont duré à peu près quatre heures. Les Anglais se rassemblent, tiennent le vent et s’éloignent vers le large. Hughes reconnaîtra honnêtement dans une lettre du 15 juillet à Mr. Stephens que ses « vaisseaux étaient considérablement désemparés et en général ingouvernables. [...] Le 7 dans la matinée, les dommages qu’avaient essuyés les divers vaisseaux de l’escadre m'apparurent être si considérables, que j’abandonnai toute idée de poursuivre l’ennemi ». Suffren rassemble aussi son escadre mais serre la côte, rejoint par l’Ajax qui a enfin réparé sa mâture. Vers 17 h 0 l’escadre mouille, puis lève l’ancre le lendemain pour gagner Gondelour, où elle arrive le 8. La bataille a coûté 178 morts et 601 blessés côté français alors que Hughes ne déplore que 77 tués et 232 blessés. Négapatam est une sanglante journée qui laisse les Français très éprouvés. Une fois encore, l’escadre Anglaise n’a pu être détruite et il faut renoncer à assiéger le port du même nom, même si Suffren garde la maîtrise des eaux entre la côte de Coromandel et Ceylan.

#### Les suites de Négapatam
Cette troisième bataille dans les eaux indiennes va faire d’autres victimes : les officiers qui n’ont pas été à la hauteur ou que Suffren juge comme tels. Voilà des mois que dure cette crise de commandement qui empoisonne l’escadre à chaque bataille. Au retour de l’escadre à Gondelour, Suffren décide de démonter de leur commandement quatre de ses officiers.
Le premier est le chevalier de Cillard, commandant du Sévère (64), qui a « craqué » pendant la bataille en amenant son pavillon alors que son vaisseau était en difficulté contre trois Anglais. Cillard tentera de se justifier après la guerre en faisant passer un Mémoire au ministre par l’intermédiaire du comte d’Hector qui commande le port de Brest et en mettant en cause la qualité insuffisante de son vaisseau, mauvais marcheur, de son équipage insuffisant en nombre et en entrainement, et pour finir de Suffren lui-même qui a écouté les rapports de gens malintentionnés alors que son ordre de baisser pavillon n’était qu’une feinte pour se dégager. Défense contestable, au vu des nombreux témoignages sur sa conduite et sur l’état du navire, encore intact de mâture et en parfait état de combattre comme l’a montré la suite de la bataille. Suffren rend au ministre un rapport élogieux sur les deux officiers, M.M. Dieu et Rosbo, qui ont refusé de baisser pavillon.
Le deuxième est M. Bouvet, commandant de l’Ajax (64). Bouvet ne s’était déjà pas montré à la hauteur à Provédien en positionnant son navire hors de la ligne de feu. En se montrant incapable de réparer ses avaries dans un délai raisonnable tout en refusant l’aide des charpentiers du Héros et le remorquage par la frégate la Bellone, il a gravement compromis la situation de l’escadre peu avant le combat. Suffren avait déjà noté au lendemain de Provédien que Bouvet « radotait ». Il devient clair que cet officier autrefois vaillant n’est plus à même de remplir ses fonctions. À l'égard de son passé, Suffren organise sa démission pour raison de santé. Bouvet, parvenu au bout de ses forces physiques et morales meurt peu de temps après, le 6 octobre 1782 à Trinquemalay.
Le troisième est M. Bidé de Maurville, commandant de l’Artésien (64). C’est un jeune officier supérieur de moins de 40 ans que Suffren a remarqué depuis Sadras et Provédien car il estime qu’il a médiocrement conduit son vaisseau à chacun de ses engagements. Pendant l’escale à Tranquebar en juin, Maurville a aussi commis l’erreur de laisser s’échapper un gros navire de la Compagnie des Indes sous prétexte que les ordres étaient de rentrer à la nuit. Cette application étroite des ordres reçus qui prive l’escadre de précieuses ressources a provoqué la colère de Suffren. Pour finir, la grossière bévue de Maurville, positionnant l’Artésien par vent arrière avec un incendie sur sa poupe au risque d’un incendie général du vaisseau achève de convaincre Suffren qu’il doit se défaire de cet officier.
Le dernier est Forbin, commandant du Vengeur (64). Suffren sanctionne chez cet officier un manque d’initiative et de pugnacité relevé tout au long de la campagne. Forbin est passé à côté de la bataille à La Praya, avant de se battre honorablement à Sadras, puis de nouveau de décevoir Suffren à Provédien où il est resté loin à l’avant-garde avant de rester plutôt loin derrière à Négapatam. Ses pertes lors de ces deux derniers combats sont d’ailleurs assez faibles (aucun mort, 2 blessés à Provédien, 8 morts, 44 blessés à Négapatam) même si on ne peut lui reprocher aucune faute de commandement avérée comme pour les autres officiers.
Cet épisode fournit aussi en creux un état moral des équipages. Le Sèvère a été sauvé de son commandant défaillant par deux officiers déterminés, soutenus par la bronca des canonniers et des matelots. Des hommes épuisés et démoralisés n’auraient sans doute guère bougé pour sauver leur vaisseau aux prises avec 3 anglais. Le comportement des hommes de l’Ajax montrent aussi qu’ils désapprouvent l’attitude du vieux commandant qui se montre incapable de faire réparer son vaisseau : « Les yeux se fixaient sur lui avec une indignation peu commune » note le chevalier de Froberville. On peut donc en déduire que les efforts de Suffren qui surveille avec soin le ravitaillement et l’état sanitaire de l’escadre sont payés de retour par des équipages ayant un bon moral et qui sont plus combatifs que certains officiers supérieurs.
Tous les officiers démontés sont remplacés par des capitaines de frégate, ce qui rajeunit le commandement et provoque au passage un vigoureux « turn over » dans l’escadre, puisqu’il faut aussi trouver des remplaçants à ceux qui montent en grade. Notons que Tromelin, le principal opposant de Suffren n’est pas touché par ces changements. Il est vrai qu’il s’est bien comporté à Negapatam, avec des pertes supérieures à celles de son chef (28 tués et 80 blessés sur l’Annibal contre 25 tués et 72 blessés sur le Héros).
Suffren a attendu son quatrième combat depuis son départ de France pour mener cette opération disciplinaire alors que sa correspondance déborde de critiques contre ses capitaines. Il est vrai que tous les officiers qui commandent les vaisseaux de guerre sont de grands nobles qui peuvent se prévaloir de multiples soutiens à la Cour, de quoi faire réfléchir Suffren et si Suffren passe à l’acte, c’est qu’il se sait maintenant appuyé à Versailles. Compte tenu du temps de transit entre Brest et Ceylan (un peu moins de 6 mois) il a sans doute entre les mains le courrier de De Castrie du 24 novembre 1781 qui l’incite à la sévérité : « Je vous ordonne de la part du roi de me rendre compte de ce qui s’est passé lors de votre attaque à La Praya et de renvoyer en France les commandants de vos vaisseaux dont vous auriez à vous plaindre. Il ne peut y avoir d’égards ni de considérations qui puissent vous dispenser de vous faire obéir et je compte que vous me mettrez dans le cas de faire connaître au roi la vérité ».

## L'alliance franco-indienne (juillet 1782-mars 1783)
Au lendemain de la bataille, alors que l’escadre vient de lever l’ancre pour Gondelour, se présente un brick anglais portant pavillon parlementaire. L’émissaire anglais, le capitaine de vaisseau Watt du HMS Sultan, pris en enfilade par le même Sévère au moment de l’incident du pavillon, porte une lettre de Hughes demandant à ce qu’on lui remette le Sévère qui avait amené son pavillon la veille. Suffren, par représailles au refus de Hughes de recevoir un de ses officiers après Provédien, refuse à son tour de recevoir Watt qui veut lui présenter ses hommages. Ce dernier engage donc la conversation avec le principal officier de Suffren, Moissac. Suffren refuse la demande en arguant que le pavillon est tombé à la suite d'une rupture accidentelle de drisse sous l’effet du feu ennemi, et que de toutes façons, il était lui-même très près du Sévère avec le Héros « pour le secourir et même pour le reprendre au cas qu’il se fût rendu ». Ce mensonge, que Suffren argumente avec un incident qui se produit régulièrement lors des combats, lui permet d’évacuer la demande. Watt se montre fort admiratif pour l’escadre française. Il demande comment font les Français « pour tenir aussi longtemps à la côte, étant depuis huit mois loin de l’Île-de-France, n’ayant pu en emporter que pour six mois de vivres et n’en ayant reçu aucun secours ». Lorsque l’Anglais demande à Moissac quand l’escadre compte s’en aller, celui-ci lui répond avec le plus grand sang-froid : « Ma foi, monsieur, le général a dessein de rester ici tant que vous lui fournirez des vivres et des munitions pour faire la guerre. »

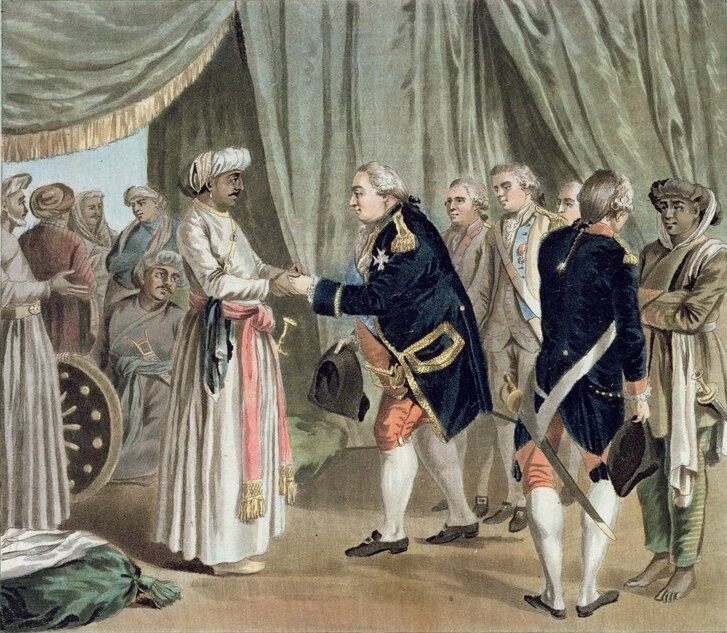
La rencontre entre Suffren et Haidar Alî en juillet 1782 est un beau succès diplomatique qui débouche sur une alliance entre les deux chefs contre les Anglais. (Gravure de J.B. Morret, 1789)

Le 8 juillet, deux jours après la bataille, l’escadre arrive à Gondelour, débarque les blessés et entame les travaux de réparation avec le jeu habituel des mâtures échangées entre vaisseaux ou démontées sur des prises. Dès le 18 juillet, Suffren estime que son escadre est prête à reprendre la mer comme il l'écrit à son ami Blouin du 29 septembre 1782[réf. incomplète]. C’est alors qu’Haidar Alî décide de venir à sa rencontre. Le nabab parcourt 30 lieues en trois jours avec 100 000 hommes et son artillerie. Le 25 juillet, il se présente à Gondelour et installe son campement devant la place. Il est salué par la terre de 21 coups de canon, accompagné d’un salut général de tous les vaisseaux. Suffren et Haidar Alî se rencontrent quatre fois, entre le 26 et le 29 juillet.
Ce « sommet » entre les deux chefs prend des allures de « fête extraordinaire et pittoresque » avec des cohortes d’éléphants, de buffles, de chameaux chargés de riches bagages. Haider Alî parait escorté de ses lanciers, porté dans un superbe palanquin face à Suffren entouré de ses officiers. Le bailli, en sueur, s’est forcé à enfiler son plus beau costume. On fait échange d’amabilités, Haidar Alî se montrant particulièrement prévenant. Conformément aux traditions, le nabab offre des bijoux et de l’argent : 10 000 roupies à Suffren, 1 000 à tous ses officiers, lequel offre en retour des beaux objets d’orfèvrerie trouvés sur les navires capturés, dont une superbe pendule en forme d’édifice chinois. Le nabab régale ses hôtes avec plusieurs déjeuners fastueux « au goût indien » tout au long des discussions sous les tentes.
À l’issue de ces entretiens, il est convenu d’améliorer la coordination entre les troupes indiennes et françaises, ces dernières étant inertes depuis que le général Duchemin, tombé malade, doit rester alité. Suffren reçoit pendant les négociations un courrier apporté par le cutter le Lézard arrivé de l’île-de-France et qui lui annonce que les renforts qu’il demande depuis des mois arrivent enfin. Il s’agit du corps expéditionnaire commandé par M. de Bussy, accompagné de plusieurs vaisseaux de guerre. Deux d’entre eux, le Saint-Michel et l’Illustre ayant à leur bord un bataillon, ont déjà appareillé depuis le 25 juin et ne devraient plus guère tarder à arriver. C’est une excellente nouvelle. Les promesses tant de fois faites au nabab d’une intervention plus vigoureuse de la France se concrétisent enfin. La nouvelle encourage Haidar Alî à maintenir sa présence sur les côtes de Coromandel alors qu’une forte armée anglaise menace ses provinces de l’ouest. Le nabab s’engage même à fournir vivre et argent à la troupe de Duchemin dont il critiquait jusque-là le faible engagement. Dans son compte-rendu au ministre, Suffren montre toute sa satisfaction et son optimisme sur les relations futures avec le nabab.
C’est un beau succès diplomatique. Cette alliance ouvre aux Français de vastes possibilités de reconquête sur la côte de Coromandel alors même que celle-ci n’intéresse pas Haidar Alî,.

### La prise de Trinquemalay (août 1782)

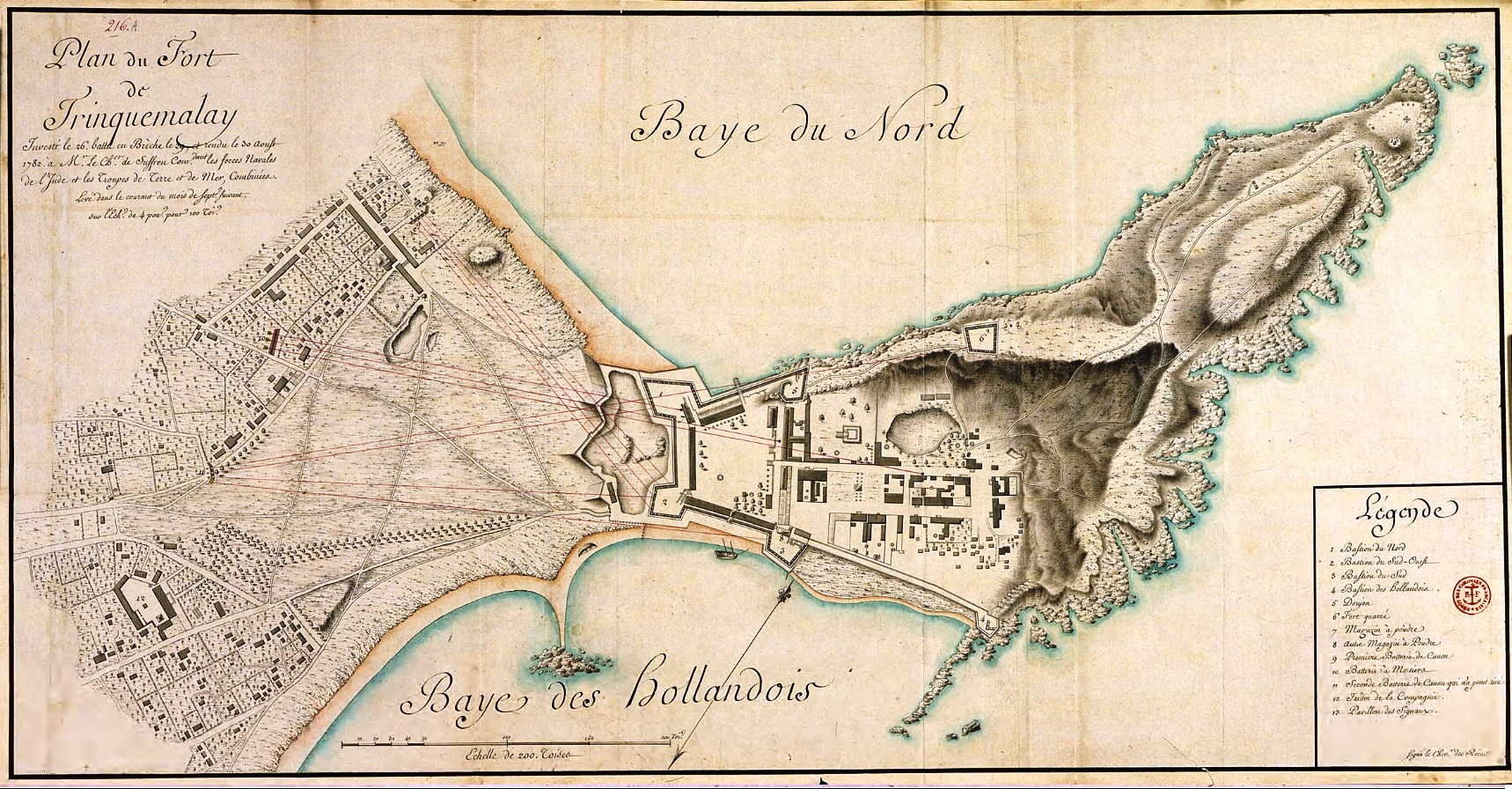
« Plan du fort de Trinquemalay (…) rendu le 30 août 1782 à M. le chevalier de Suffren ». On peut zoomer sur les détails du plan du siège levé en 1782 sur le site des archives nationales de l'outre-mer.

Le 1er août 1782, Suffren appareille pour Ceylan et vient mouiller le 8 août dans le petit port de Batticaloa. Le lieu, connu des Français, sert pour l’occasion de point de concentration des forces en vue de l’attaque que Suffren veut monter sur Trinquemalay. Il a fait embarquer assez de munitions pour mener un « petit siège » et a pris avec lui des hommes du génie et quelques artilleurs. En attendant l’arrivée des vaisseaux de l’Île-de-France, les équipages sont occupés à l'entretien des vaisseaux, d’autant que deux d’entre eux, l’Orient et la Fine se sont abordés pendant la traversée. Ils travaillent aussi sur la carène du navire amiral, le Héros. Suffren doit faire face aux aléas de la guerre en trouvant un nouveau commandant et un second à la frégate la Bellone, tués tous les deux lors d’un combat avec une frégate anglaise. La Bellone était partie prévenir les Hollandais du retour de l’escadre et a failli succomber face à un adversaire plus petit, mais très combatif qui lui a causé de lourdes pertes.
Le gouverneur Falk fait parvenir des vivres et met à la disposition, pour la première fois, des troupes, en l’occurrence une compagnie de 120 soldats malais et promet l’arrivée d’autres troupes malaises venues des différentes garnisons de l’île, soit à peu près 780 hommes. Tout aussi intéressants sont les renseignements que fournit Falk sur le port. Les Hollandais connaissent bien Trinquemalay qui était encore entre leurs mains quelques mois plus tôt et disposent des rapports des espions restés dans la place, complétés par les interrogatoires des déserteurs. Les Français peuvent donc préparer l’opération avec une parfaite connaissance de l’état des forces anglaises, de leur armement, et de leur dispositif de défense articulé sur les deux forts d’Ostemburg et Frederick.
Le 21 août, se présentent à Batticaloa les deux vaisseaux de renforts attendus, le Saint-Michel (60 canons) et l’Illustre (74 canons), accompagnés de la corvette la Fortune (18 canons) et escortant un gros convoi de 17 navires marchands dont 2 hollandais chargés de munitions, de vivres et avec 600 hommes du régiment de l’Île-de-France répartis rapidement sur les bâtiments, et le 23 août, Suffren appareille pour Trinquemalay. L’objectif n’est qu’à une soixantaine de milles au nord de Batticaloa.
Le cutter le Lézard vient confirmer que l'immense baie de Trinquemalay est vide de navires anglais. Le 26 août au matin, après avoir brièvement supporté le tir d’une batterie côtière, les Français entreprennent le débarquement sur une plage à moins d’une lieue du fort Frederick. 2 300 hommes sont mis à terre dont 600 cipayes et 500 hommes des troupes de marine. Le lieutenant colonel d’Algoud de la légion de Lauzun commande la petite armée. Le siège est rondement mené. Une sortie anglaise est repoussée le 27 août et les deux batteries mises en place commencent à pilonner le fort Frederick le 29 août. Suffren reste à terre pour dynamiser la conduite du siège pour en finir rapidement car il craint le retour de l’escadre anglaise. Le 30 août, Suffren juge le moment venu de sommer le gouverneur de capituler. Les pourparlers aboutissent presque immédiatement. La garnison anglaise sort donc avec les honneurs de la guerre, une partie de son artillerie, et doit être évacuée sur Madras par les vainqueurs, ce qui sera effectif le 29 septembre avec deux navires de transport. Suffren s’engage aussi à n’exercer aucune représailles vis-à-vis des Français capturés quelques mois plus tôt sur le transport le Lauriston peu avant Sadras, et dont 18 hommes qui s'étaient engagés dans l’armée anglaise sont finalement réintégrés dans leur régiment d’origine.
Reste à obtenir la capitulation du fort d’Ostembourg commandant l’entrée de la rade intérieure. Pendant la nuit du 30, Suffren et ses troupes s’emparent d’une petite redoute sur une hauteur à demi-portée de fusil du fort, ce qui pousse le commandant anglais à négocier. Le 31, le colonel d’Algoud fait sommation de se rendre sous peine d’être envoyé comme prisonnier dans les geôles d’Haidar Alî, mais l’Anglais ne veut négocier qu’avec Suffren lui-même. L’officier anglais sorti parlementer obtient la même capitulation que le fort précédent.
Cette victoire obtenue en moins d’une semaine et au prix de 25 tués ou blessés seulement permet de récupérer une base précieuse et un butin de guerre. Dans le seul fort d’Ostembourg les Français trouvent 50 000 piastres, 20 000 livres de poudre, 1 650 boulets, six mois de vivres, 1 200 fusils, 4 canons de campagne, 10 obusiers et 30 canons de forteresse. Suffren écrira dans un lettre du 29 septembre « J’ai accordé une belle capitulation, parce qu’ayant 1 200 hommes à terre, l’arrivée de M. Hughes pouvait m’embarrasser[réf. incomplète] ». Trinquemalay étant toujours sous souveraineté hollandaise, il convient aussi de respecter les règles du droit, Suffren se réserve le commandement militaire de la place, mais un administrateur hollandais, M. Van Seuden est nommé gouverneur civil de la ville.
Le 2 septembre, Suffren est à terre et invite les officiers britanniques prisonniers à déjeuner. L'assemblée est encore à table, lorsqu’à 15 heures deux coups de canons du Héros signalent l’arrivée d’une escadre anglaise. Il s’agit de Hughes qui peut constater à la longue vue que le drapeau français flotte sur les forts. Suffren donne immédiatement congé à ses hôtes et rallie son vaisseau et le 3 août, à 5 h 45 du matin, il hisse le signal d’appareillage.

### La bataille de Trinquemalay (3 septembre 1782)

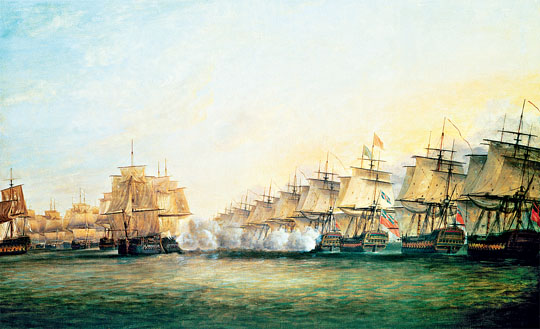
La bataille de Trinquemalay, le 3 septembre 1782, par le peintre Dominique Serres (1719-1793). À droite, la ligne anglaise à bord opposé avec les trois vaisseaux français les plus engagés.

Une fois plus, la bataille va se révéler extrêmement confuse, avec de nombreux navires peu ou mal engagés, un Suffren furieux, des capitaines qui clament leur innocence, et des historiens, Castrex et Monaque, qui ont bien du mal à y voir clair dans les comptes-rendus très contradictoires de cet affrontement,.
Suffren sort de la baie avec un vent qui semble favorable à ses 14 vaisseaux et innove en engageant sa plus grosse frégate, la Consolante (36 canons) pour creuser l’écart avec Hughes qui ne dispose que de 12 navires. Mais Suffren éprouve les pires difficultés à former sa ligne. Les ordres doivent être affichés plusieurs fois, sous forme générale ou individuelle. La Bellone est même utilisée pour faire circuler verbalement les ordres, ce qui se révèle une erreur. Le temps que la frégate arrive et de nouveaux ordres se sont affichés dans la mâture du vaisseau amiral. On peut comprendre la perplexité de certains commandants et la relative confusion qui règne dans l’escadre alors que Suffren semble vouloir aller toujours plus vite. En face, Hughes a formé une ligne impeccable, réglée traditionnellement sur la marche du voilier le plus lent, et observe circonspect les manœuvres adverses. Suffren réussit malgré tout à former plus ou moins sa ligne, articulée en trois divisions. Il se place au centre, toujours sur le Héros (74), alors que l’avant-garde est commandée par d’Aymar sur le Saint-Michel (64) et que l’arrière-garde est sous les ordres de Tromelin sur l’Annibal (74).
Vers 15 h 0, Suffren engage le combat. Il ordonne au Vengeur (64) et à la Consolante (36) de doubler la ligne anglaise sur l’arrière pour prendre celle-ci entre deux feux, tactique classique et qu'il a déjà employée lors des engagements précédents. Mais encore une fois, la manœuvre échoue et le Vengeur qui perd son mât d’artimon doit s’éloigner du champ de bataille alors que le commandant de la Consolante est tué. À l’avant-garde, l’Artésien (64) ne comprend pas les ordres et s’éloigne trop en avant, suivi de l’Orient (74) et du Saint-Michel (64). C’est au centre que se déroulent le gros de l’action, comme toujours menée par Suffren sur le Héros (74), suivi par l’Illustre (74) et l’Ajax (64). Les 3 vaisseaux qui se détachent de la ligne française engagent au plus près les Anglais et se retrouvent rapidement bien seuls. La suite est dramatique pour les Français. Les 3 navires se font accabler chacun par le tir convergent de trois, quatre ou cinq vaisseaux ennemis sans que le reste de l’escadre vienne à leur secours. Au plus fort de l’action, le Héros doit faire face au Superb (74), au Montmouth (64), au Burford (74) et à l’Eagle (64). Hughes fait virer par vent arrière. S’il l’avait fait par vent devant, les trois vaisseaux français auraient pu être coupés du reste de l’escadre et anéantis. Moissac, le principal officier de Suffren raconte dans le journal de bord du Héros « Nous avons redoublé notre feu pour gêner leur évolution ; notre équipage désespéré de la mauvaise manœuvre de nos vaisseaux [le reste de l’escadre] n’en était cependant pas découragé et nous avons toujours répondu avec la même vivacité au feu des 12 vaisseaux ennemis que nous recevions alors à bord opposé, réparti sur l’Ajax, l’Illustre et nous. » À 18 h 0, le Héros perd son grand mât puis c’est au tour de l’Ajax de subir la même avarie. L’Illustre démâte aussi de son grand mât, de son mât de hune, de son mât d’artimon, de son perroquet de fougue. Le Héros perd son mât d’artimon, ce qui entraîne le pavillon français dans la mer et déclenche un grand « hourra » sur les vaisseaux anglais, où l’on pense que le bailli vient d’amener ses couleurs. Suffren fait remonter les couleurs, mais la situation des trois vaisseaux devenus ingouvernables est maintenant désespérée. Mais vers 18h45, les vaisseaux français non engagés virent de bord et viennent secourir les trois isolés. Les deux navires démâtés sont pris en remorque. Suffren passe sur l’Orient alors que l’Artésien qui est revenu dans la bataille reste fortement engagé contre l’arrière-garde de Hughes qui a fait le signal de retraite.
Le schéma de bataille n’est pas sans rappeler Sadras ou Provédien, avec une large partie de l’escadre qui n’a pas ou peu participé à l’engagement. Suffren est absolument furieux en faisant sa relation au ministre de la marine le 29 septembre 1782 :

« J’ai le cœur navré par la défection la plus générale, je viens de manquer l’occasion de détruire l’escadre anglaise. [...] Ma ligne à peu près formée, j’attaquai et fis signal d’approcher. J’avais fait signal au Vengeur et à la Consolante de doubler par la queue. L’on n’approcha point. Il n’y a eu que le Héros, l’Illustre et l’Ajax qui ont combattu de près et en ligne. Les autres, sans égard à leurs postes, sans faire aucune manœuvre ont tiraillé de loin, ou pour mieux dire hors de la portée de canon. Tous, oui tous, ont pu approcher puisque nous étions au vent et aucun ne l’a fait. Plusieurs de ceux-là se sont conduits bravement dans d’autres combats. Je ne puis attribuer cette horreur qu’à l’envie de finir la campagne, à la mauvaise volonté et à l’ignorance, car je n’oserais supporter rien de pis. »

Sur l’instant, les chiffres lui donnent raison, puisque les 82 morts et 255 blessés de l'affrontement sont concentrés essentiellement sur le Héros (30 morts, 72 blessés) l’Illustre (24 morts, 82 blessés) et l’Ajax (10 morts, 24 blessés), 5 vaisseaux n’ont aucune perte (l’Orient, le Sévère, le Petit Annibal, le Sphinx, l’Annibal) et les autres un très faible nombre de morts et de blessés, mais l’examen attentif des faits montre cependant une situation beaucoup plus complexe. Tromelin, (qui commandait l’arrière-garde) est resté comme à Sadras hors de la bataille et d’Aymar (qui commandait l’avant-garde) s’est révélé un chef médiocre, mais plusieurs navires se sont aussi retrouvés en panne par les caprices du vent qui ne s’est pas maintenu sur toute la ligne. Parmi ces vaisseaux, on compte le Flamand, le Bizarre, l’Annibal et semble-t-il le Petit Annibal. Certains ont tenté de se faire touer par leurs canots.
Le récit donné par Hughes, dans un lettre du 30 septembre 1782 écrite à Madras, montre aussi un combat beaucoup plus intense sur le reste de la ligne française, contrairement à ce qu'en dit Suffren et son principal officier, Moissac.

« [À l’arrière-garde, où les Français] tombant furieusement sur notre vaisseau de queue le Worcester (64) trouvèrent une brave résistance et à l’avant-garde où l’Exeter (64) et l’Isis (56) sont accablés par 5 vaisseaux français [...] Les vaisseaux de notre escadre avaient, selon les apparences, souffert si considérablement, qu’ils n’étaient pas en état de poursuivre [le combat]. [...] L’Eagle, le Monmouth, le Burford, le Suberb et plusieurs autres vaisseaux ayant beaucoup de voies d’eau occasionnées par des boulets qui les avaient atteints si bas, qu’on ne pouvait arriver à l’endroit où étaient les trous pour les boucher efficacement, tous les autres vaisseaux ayant considérablement souffert dans leurs mâts et agrès. »

Ce commentaire sonne presque comme un démenti au rapport de Suffren, et comme un hommage à la qualité de l’entrainement des canonniers français, lesquels ont profité de ce que les coques anglaises sous le vent présentaient leurs œuvres vives pour placer de nombreux coups sous les lignes de flottaison.
À 19 h 20, le combat cesse. L’Exeter, désemparé, est sorti de la ligne anglaise. Les pertes anglaises, avec 51 tués et 283 blessés sont presque équivalentes aux pertes françaises. Les commandants de l’Isis (Lumley) et du Sultan (Watt) ont été tués et un autre (Wood) agonise sur son vaisseau. Hughes doit se replier sur Madras pour réparer. Une fois de plus Suffren a manqué d'anéantir l’escadre anglaise et les problèmes de commandement ne sont toujours pas réglés. Par ailleurs de mauvaises nouvelles affluent de la côte de Coromandel alors que l’escadre doit faire face à une série de naufrages.

#### Les suites de Trinquemalay (septembre-octobre 1782)

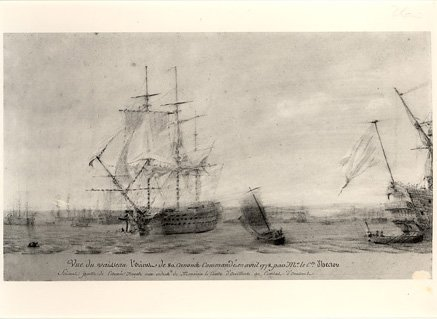
Le naufrage de lOrient (74), quelques jours après la bataille, puis du Bizarre (64) un mois plus tard est un rude coup qui fait perdre à l'escadre deux grosses unités. Gravure de l’Orient par Pierre Ozanne.

Le retour de l’escadre sur Trinquemalay est particulièrement laborieux. Les deux vaisseaux démâtés doivent être remorqués, le Héros par le Sphinx et l’Illustre par le Petit Annibal. Suffren ne regagne son vaisseau que le 6 septembre. Dans la nuit du 7 septembre, un tragique accident de mer vient encore alourdir le bilan de la bataille. L’Orient s’échoue aux abords de Trinquemalay, dans un secteur bien connu pour ses eaux dangereuses. Le jeune officier de quart fait sonder et découvre que le fond est proche, mais préfère aller avertir le capitaine (son père) plutôt que de virer de bord immédiatement. Lorsque celui-ci arrive sur la dunette et constate qu’il ne reste presque plus de fond, il ordonne de brasser à culer (orienter les voiles pour faire reculer le navire), mais il est trop tard. L’Orient heurte les rochers, la coque déchirée, il ne peut-être dégagé. Suffren organise aussitôt le sauvetage. Les opérations durent jusqu’au 16 septembre, dans des conditions très difficiles à cause d’une forte houle et d’un vent soutenu. On parvient à évacuer tout l’équipage, une grande partie des vivres, quelques canons et des éléments importants de la précieuse mâture. Cet échouage, par la faute d’un jeune officier qui craint son père, est un coup dur pour l’escadre qui perd dans cette affaire une grosse unité de 74 canons.
Le 17 septembre, l’escadre fait enfin son entrée dans la rade de Trinquemalay. Les charpentiers se mettent au travail pour rétablir les mâtures. Le Héros reçoit une partie des mâts récupérés sur l’Orient, l’Illustre récupère le grand mât du Bizarre qui prend celui de la Consolante.
Au retour de la bataille, le cutter le Lézard est venu informer Suffren que le général Duchemin, malade depuis des semaines, est mort. La petite armée française enfermée dans Gondelour est maintenant assiégée par les Anglais, alors qu’Haidar Alî, qui manque de fourrage, ne peut apporter son aide. Il n’est pas possible non plus à l’escadre de bouger tant que les réparations ne sont pas achevées. Les renforts français qui stationnent à l’Île-de-France et promis à Haidar Alî ne sont toujours pas arrivés.
Le 23 septembre, Tromelin, capitaine de l’Annibal, La Landelle, capitaine du Bizarre, Saint-Félix, capitaine de l’Artésienet Morard de Galles, capitaine du  Petit Annibal, demandent à être relevés de leurs fonctions. Tous les quatre invoquent une santé profondément délabrée après des mois de campagne. Cette démission déguisée, qui intervient vingt jours après la bataille de Trinquemalay, concerne des vaisseaux qui n’ont pas été engagés dans le combat ou assez peu. Dans le rapport sur l’état de l’escadre après la bataille, Suffren note sur la tenue au combat des commandants : « Très bien, on ne peut mieux » pour Bruyère sur l’Illustre et « Très bien » pour Beaumont sur l’Ajax. Presque tous les autres officiers ont droit à l’apostille « mal » dont Saint-Félix sur l’Artésien qui n’est intervenu que dans la deuxième partie du combat, ou « très mal » dont Tromelin sur l’Annibal), ou « mal comme toujours » La Landelle sur le Bizarre, voire pour finir « mal à cause d’un accident » Cuverville sur le Vengeur qui a perdu un de ses mâts. De Péant, commandant de la Consolante,  tué au début du combat échappe à la critique et en partie La Pallière de l’Orient qui a droit à un « bien au commencement ». Une fois de plus pour Suffren, si on n’est pas au plus près de l’ennemi, on n’est pas à la hauteur, et tant pis pour ceux qui peuvent invoquer à juste titre que le vent était tombé dans leur secteur (pour trois d’entre eux, Tromelin, La Landelle, Morard de Galles). Suffren ressasse aussi des arguments que l’on a déjà vus après les précédentes batailles sur l’incompétence des officiers venus de l’Île-de-France, leur faible motivation, leur corruption.

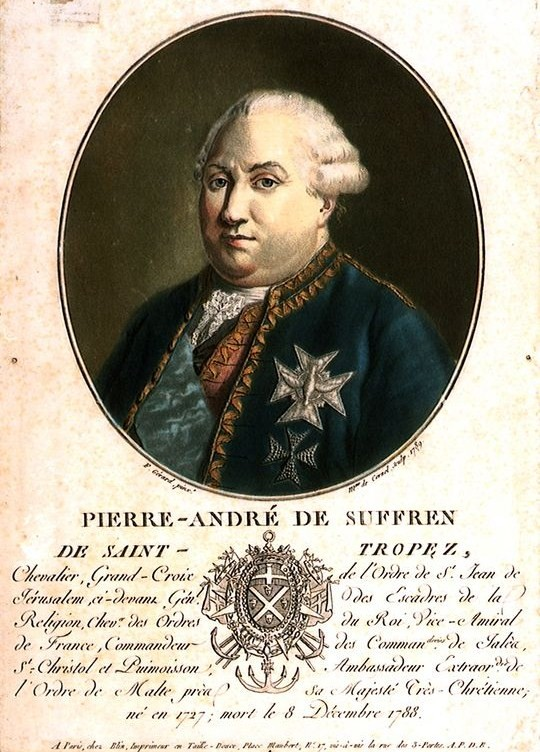
Quatre commandants démissionnent après la bataille de Trinquemalay car ils ne supportent plus les sévères critiques de Suffren. (Portrait de Suffren publié en 1789)

La démission de Tromelin est accueillie avec satisfaction par Suffren. La Landelle est un officier assez médiocre qui ne s’est illustré dans aucun combat. Sa démission ne pose aucun problème d’autant que sa santé est réellement défaillante. Il s’est même évanoui plusieurs fois à bord de son navire. La démission des deux autres officiers est plus grave et sonne comme un désaveu du comportement de Suffren. Il s’agit de deux hommes dont Suffren s’était montré jusque là très satisfait, voire avait fait leur éloge dans les combats précédents. Saint-Félix commandait le Brillant dans l’escadre de l’île-de-France et avait été promu au commandement de l’Artésien au lendemain de la bataille de Négapatam et Morard de Galles, officier d’un calibre supérieur au précédent, s’était illustré en sauvant l’Annibal à la Praya et avait ensuite parfaitement bien tenu le Petit Annibal, navire sur lequel il a par ailleurs été blessé au combat. Leur démission affecte Suffren qui leur accorde le droit de quitter l’escadre sans qu'il remette en cause son propre comportement.
Les quatre hommes quittent Trinquemalay pour être accueillis froidement par Bussy à l’Île-de-France. Saint-Félix et Morard de Galles reviennent d’ailleurs rapidement sur leur décision et demandent à servir de nouveau, même en sous-ordre, ce qui leur est accordé. Si La Landelle apparait comme réellement malade, la situation de Tromelin n’est pas la même. Bussy  note à son sujet dans une lettre du 3 novembre 1782 : « Je ne puis trouver ses motifs valables. Sa santé me paraît bonne. J’ignore quelles sont ses affaires, mais il faudra qu’elles soient bien importantes pour que le roi et son ministre ne le juge pas avec la plus grande sévérité ». Tromelin sera rayé des cadres en 1784 sans pension de retraite.
Cette vague de démissions provoque un nouveau mouvement d’officiers dans l’escadre dont l'état-major est très limité quant au nombre et à la qualification des officiers disponibles, Suffren déplaçant certains commandants et assurant la promotion d’autres, de plus en plus jeunes. De plus en plus de navires sont maintenant commandés par de simples lieutenants de vaisseau, pas forcément très expérimentés.
Le 1er octobre, l’escadre enfin réparée appareille pour secourir Gondelour. En chemin elle croise un vaisseau anglais qui préfère se jeter à la côte dans les environs de Négapatam plutôt que d’être capturé. C’est une petite unité porteuse de 24 canons, mais neuve et doublée de cuivre. Il y a possibilité de la déséchouer, mais l’officier qui dirige l’équipe envoyée à bord préfère y mettre le feu sans vérifier la cargaison, contrairement aux ordres. Le bâtiment saute dans une immense explosion, alors qu’il était chargé de poudre, de canons, de mortiers, de bombes, de boulets et de riz. Nouveau coup de sang de Suffren contre cette bévue qui prive l’escadre d’un précieux ravitaillement. Il s’agissait pourtant d’un des officiers favoris de Suffren, membre de son état-major sur le Héros et sur lequel il avait rendu de nombreux comptes-rendus flatteurs.
Le 4 octobre, l’escadre arrive en vue de Gondelour. Le Bizarre (64) s’approche trop près du rivage, s’échoue sur la barre et se voit précipité sur la côte. La coque percée, il ne peut être relevé. C’est la consternation. Son commandant, M. de Thérouet venait d’être promu à ce poste quatre jours avant pour remplacer La Landelle démissionnaire. Ce jeune officier de 32 ans avait pourtant une excellente réputation. En un mois, l’escadre vient de perdre deux grosses unités par accident alors qu’elle n’en avait laissé aucune sur le champ de bataille. Le gain de puissance obtenu le 21 août par l’arrivée des deux vaisseaux en renfort est annihilé, d’autant qu’on apprend en même temps que le cutter le Lézard a été saisi par surprise dans le port neutre danois de Tranquebar. Comme pour l’Orient, on s’active pour récupérer tout ce qui peut l’être, à commencer par la précieuse mâture. Ces deux naufrages fournissent au reste de l’escadre un complément d’équipage plus que nécessaire. Suffren fait débarquer le maximum de troupes pour renforcer la petite garnison de Gondelour alors que la menace anglaise sur la ville s’est écartée, sans doute pour plusieurs semaines, car la mousson approche ce qui rend absolument impossible toute opération militaire sur terre comme sur mer. Suffren s’attarde jusqu’au 15 octobre, mais le mauvais temps rend la situation intenable sur une côte réputée dangereuse pendant cette période de l'année. Il faut absolument mettre l’escadre à l’abri et trouver un lieu d'hivernage.

### L’hivernage à Aceh (novembre-décembre 1782)

Carte des « Indes orientales ». Suffren choisit d'hiverner à Aceh, sur la pointe nord de Sumatra, pour faire reposer son escadre et attendre les renforts.

Suffren a pris dès le début la décision, malgré les demandes pressantes de ses officiers, de ne pas retourner à l'Île-de-France. Il lui faut donc trouver un lieu sûr où il peut radouber ses vaisseaux, faire reposer ses équipages dans de bonnes conditions sanitaires, maintenir les liaisons avec les alliés hollandais et indiens, et pour finir, s’assurer d’une jonction facile avec l’escadre de Bussy qui doit appareiller de l’île-de-France pour le rejoindre. Les Anglais ont résolu depuis longtemps le problème de la mousson d'est en évacuant Madras au profit de Bombay, port à l'abri sur la côte ouest, mais les Français n'ont rien de tel. La baie de Trinquemalay fraichement conquise offre une possibilité de repli, mais les ressources de l’île de Ceylan sont limitées et elles ont déjà été très sollicitées. C’est finalement une base un peu à l’écart du secteur des opérations qui est retenue par Suffren : Aceh (« Achem »), à la pointe nord de l’île de Sumatra, de l’autre côté du golfe du Bengale. Ce port, fréquenté depuis longtemps par les vaisseaux de la Compagnie des Indes qui viennent s'y mettre à l'abri de la mousson, offre de bonnes possibilités de ravitaillement et les renseignements dont il dispose laissent entendre que le climat y est plus sain qu’à Trinquemalay. Le régime des vents rend aussi le déplacement assez facile puisqu’il faut moins d'une vingtaine de jours seulement pour faire la traversée, dans un sens comme dans l’autre.
Le 2 novembre, dans l’après-midi, l’escadre se présente devant Aceh (actuellement Banda Aceh). Le lendemain de l’arrivée, Moissac, le principal officier de Suffren se rend à la ville pour « faire part au roi de notre arrivée et lui présenter les respects du général [Suffren] ». La rencontre avec l’un des ministres du roi, puis avec deux de ses parents quelques jours plus tard permet de tisser de relations convenables avec le petit royaume. Comme en Inde, on échange des présents, ce dont le jeune sultan se montre très avide. Suffren comprend aussi que ses hôtes ont besoin d’être rassurés car jamais une aussi forte escadre européenne n’avait paru dans leurs eaux. Les piastres abondamment distribués par les Français achèvent de convaincre les dirigeants de la petite cité que l’escadre n’est là que pour se ravitailler, et pas pour une tentative de conquête. L’île de Sumatra, islamisée depuis le IXe siècle, a d'abord résisté aux Portugais avant de faire de même avec les Néerlandais qui ne sont guère installés que sur les étroites bandes littorales dépendantes de leurs comptoirs, sous l'autorité du gouverneur de Batavia. La région d’Aceh échappe à leur emprise et Suffren se montre prudent, d’autant que la population a la réputation d’être farouche et que l’autorité du prince passe pour mal assurée. Le commandeur n’est pas mécontent de voir que le sultan refuse l’autorisation de dresser des tentes pour les malades sur le rivage et ne permet d’aller à terre qu’aux seuls officiers et aux marins des embarcations venant chercher de l’eau et des vivres. Il n’y aura donc aucun incident à terre avec la population, et les désertions seront plus que limitées.
Le séjour à Aceh s’avère très profitable. Dès le 16 décembre, Suffren estime possible de reprendre la mer pour l’Inde. Le port est excellent tant pour la sécurité nautique que pour les rafraichissements que l’on trouve en abondance à des prix satisfaisants. On fait facilement de l’eau dans la rivière, et le bois que l’escadre a été autorisée à faire à Pulo-Way revient beaucoup moins cher que celui qu’on se fait livrer de la ville. Seule ombre au tableau, l’air est moins sain que ce que l’on avait espéré et l'état sanitaire de l'escadre ne s'améliore guère. La coopération avec les Néerlandais fonctionne toujours correctement. Le 17 novembre, la frégate la Pourvoyeuse (38) rentre du comptoir de Malacca avec un chargement de bois de mâture. Ce succès n'empêche pas Suffren de se montrer très irrité du manque de mordant de son commandant qui a laissé s'échapper 5 gros vaisseaux anglais de commerce au motif qu'ils faisaient bonne contenance.
Suffren guette aussi les nouvelles d'Europe et sur l'arrivée tant promise des renforts de Charles Joseph Patissier de Bussy-Castelnau qui devraient lui permettre de reprendre vigoureusement la campagne. Malheureusement, les dépêches qu'apportent la corvette le Duc-de-Chartes le 24 novembre sont tout sauf satisfaisantes. Bussy a quitté Paris le 13 novembre 1781, mais plutôt que d’embarquer à Brest, il a préféré traverser les Pyrénées pour Cadix où il rejoint les vaisseaux l’Illustre et le Saint-Michel accompagnés de trois navires de transport. Ce curieux voyage s’avère cependant une bonne décision car le convoi parti de Brest le 11 décembre (à destination des Amériques et des Indes) escorté par les vaisseaux de Guichen était en partie capturé au large d’Ouessant par les Anglais, et le reste dispersé par une tempête. Un nouveau convoi, toujours escorté par Guichen, est parti de Brest le 11 février 1782 avant que le chef d’escadre De Peynier n’en prenne le commandement et ne rejoigne Bussy (Guichen restant à Cadix pour le siège de Gibraltar). Bien protégé par les 14 vaisseaux de Guichen, il passe sans encombre l'Atlantique. Le dernier convoi a moins de chance : escorté par deux vaisseaux seulement, il est assailli deux jours après sa sortie de Brest par les 12 bâtiments de Barrington qui capturent 13 des 19 transports ainsi que l'un des escorteurs (21 avril). Outre le ravitaillement et les munitions perdus, c'est aussi 1 500 hommes de troupes qui vont manquer aux renforts,,,. La suite du voyage s'avère très difficile. Arrivé en avril au Cap, il faut faire relâcher longuement le convoi dans lequel s’est déclarée une grosse épidémie. Il y stationne plus de deux mois et doit y laisser encore 600 hommes pour renforcer la place estimée à nouveau menacée par les Anglais. Le convoi qui rallie l’île-de-France est épuisé. Bussy tombe malade à son tour. L’expédition est totalement immobilisée alors que l’épidémie fauche un tiers des troupes.

### Une campagne corsaire (décembre 1782-mars 1783)
À Vergennes, ministre des affaires étrangères, dans une lettre du 30 novembre 1782, Suffren confie son inquiétude sur la suite des opérations si les renforts n’arrivent pas avec de bons vaisseaux. Suffren envisage la perte pour les Hollandais de « toutes leurs colonies » et pour la France « tout espoir de remettre les pieds en Inde » même si une campagne corsaire, pourrait, faute de mieux, faire « grand mal au commerce anglais. »
Campagne corsaire que Suffren pratique déjà depuis des mois en vivant de ce qu’il trouve sur les nombreux navires anglais saisis. Il doit même, au sortir de l’hivernage, accentuer cette pratique en attendant l’arrivée hypothétique de Bussy. Le 20 décembre, l’escadre quitte Aceh. Suffren a décidé de toucher le plus au nord possible la côte de Coromandel puis de longer celle-ci vers le sud dans l’espoir de faire le plus de captures possible. Il détache deux de ses unités les plus rapides, le Petit Annibal (50 canons) et la frégate la Bellone (32) jusqu’au delta du Gange pour y faire une croisière contre le commerce britannique.
Le 8 janvier 1783, l’escadre aperçoit la côte indienne vers Ganjam, à 400 milles nautiques au nord de Madras. Comme Suffren l’a espéré, les prises sur le commerce anglais sont très nombreuses et le ravitaillement de l’escadre en riz est rapidement assuré. On capture par surprise, dans la nuit du 11 janvier une frégate anglaise de 28 canons, le Coventry. Le navire a été trompé par les signaux anglais que Suffren a fait distribuer à l’escadre. C’est une belle unité très rapide que l’on dote de 150 hommes d’équipage et qui va faire de très gros dégâts sur le commerce anglais. La croisière corsaire se poursuit vers le sud. Les prises, trop nombreuses, doivent être brûlées après récupération de ce qui intéresse l’escadre. Le 5 février, on arrive à Pondichéry où l’on a confirmation de la nouvelle déjà donnée par les Anglais capturés sur le Conventry : Haidar Alî est mort depuis plusieurs semaines (décembre 1782). Voilà les Français privés de leur allié et on ne sait pas ce que va faire son fils Tipû Sâhib, dont le pouvoir semble par ailleurs mal assuré. Ces mauvaises nouvelles poussent Suffren à rallier Gondelour, où stationne toujours l’armée française, le plus vite possible. Il faut débarquer de nombreux malades et on reprend les habitudes de l’année précédente en envoyant des navires faire de l’eau à Porto-Novo ou chercher du biscuit à Pondichéry.
Le 15 février, l’escadre mouille à Porto-Novo. Suffren envoie un émissaire à Tipû Sâhib qui croit de moins en moins aux promesses tant de fois faites par les Français au sujet des renforts, et qui veut abandonner la côte de Coromandel pour se porter vers l’intérieur des terres où une de ses provinces s’est révoltée au profit des Anglais. L’escale dure à peine, puisque le 16 février Suffren lève l’ancre pour Trinquemalay qui est atteint le 23. Deux navires en mauvais état, le Vengeur et la Pourvoyeuse, y avaient déjà été envoyés pour des opérations de carénage. Le bailli est très mécontent de constater que rien ou presque n’a été fait sur les deux vaisseaux en son absence.
L’arrivée de la corvette la Naïade, le 26 février, informe Suffren qu’il est fait chef d’escadre (à la suite du combat de La Praya) et que Bussy a quitté l’île-de-France depuis la mi-décembre. Il ne devrait plus tarder à arriver, ce qui est de la plus grande urgence car Tipû Sâhib a quitté la côte de Coromandel pour aller mater les révoltés sur la côte occidentale de l’Inde. Le 2 mars, le Petit Annibal et la Bellone rentrent de leur croisière sur le delta du Gange après avoir détruit de nombreux bâtiments, suivis le 7 du Saint-Michel et du Conventry qui ont fait de même et ont fait parvenir à la garnison de Gondelour des cargaisons de riz. La campagne corsaire sur le commerce anglais n’est pas encore achevée, mais depuis qu’elle dure elle a occasionné de lourdes pertes avec une cinquantaine de navires saisis ou détruits. Pour que le tableau militaire soit complet, un petit renfort de troupes provenant du Cap est arrivé fin février-début mars sur un petit vaisseau de 50 canons, l’Apollon. Il s'agit d'un détachement du régiment d'Austrasie que Suffren s'est empressé de faire passer à Gondelour sur la frégate la Fine.
Le 10 mars, de nombreuses voiles sont aperçues à l'horizon. C'est le convoi de Bussy qui arrive enfin sur le théâtre d'opération, plus de douze mois après son départ de France.

## Suffren face à Bussy
C’est cependant l’état de Bussy qui inquiète le plus. Charles Joseph Patissier de Bussy-Castelnau avait été entre 1746 et 1760 le brillant second de Dupleix puis de Lally-Tollendal en Inde. Excellent général, il avait infligé de lourdes pertes aux Anglais devant Pondichéry, pris des forteresses qui passaient pour imprenables, mis en déroute de grandes armées indiennes avec une poignée d’hommes et avait porté au pouvoir plusieurs princes favorables à la France, avant de devoir rentrer en 1760, prisonnier relâché sur parole en pleine Guerre de Sept Ans. Mais le flamboyant officier, à qui un nabab avait un jour juré fidélité, avait beaucoup vieilli. Très affaibli par les fièvres à l’Île-de-France, miné par la goutte, il pouvait à peine marcher et semblait être devenu une caricature de son personnage passé, un « guerrier d’apparat et raffiné jouisseur aux lenteurs orientales [...] Un moribond solennel et desséché, au visage mangé par les plaques de poudre. » Suffren ne se fait pas d’illusion sur les capacités du vieux chef. Il écrit à Vergennes le 11 avril 1783 « La santé de Monsieur de Bussy est dans un état déplorable, et quoiqu’il soit mieux, tant depuis son départ de l’Île-de-France que depuis son arrivée à la côte, je doute fort qu’il puisse soutenir les fatigues d’un général d’armée,. »
Suffren n’est pas loin de penser que la campagne est manquée, vu l’arrivée tardive des renforts. L’occasion de faire le siège de Madras semble passée. Le bailli s’inquiète aussi de sa place dans la suite des opérations. Après quinze mois de service en jouissant d’une pleine indépendance, Suffren redoute de tomber sous la coupe d’un général de l’armée de terre qui n’est plus en pleine possession de ses moyens mais qui reste très jaloux de son autorité. De Castrie, ministre de la Marine issu de l’armée de terre a donné des ordres précis et souples. Précis, car Bussy, commandant en chef des troupes, a la pleine autorité pour ordonner les mouvements de l’escadre, ce qui subordonne celle-ci aux déplacement des forces terrestres. Souples, car de Castrie a aussi ordonné à Bussy de toujours consulter Suffren en qui il doit avoir pleinement confiance pour l’organisation des opérations maritimes. De Castrie précise à Suffren dans une lettre « pour vous seul » du 24 mars 1783 que « si la marine a été subordonnée à l’armée de terre, c’est dans la crainte que, comme lors des opérations précédentes, l’amiral subisse de telles pressions qu’il abandonne les Indes pour se reposer à l’île-de-France, cette précaution n’était pas nécessaire avec vous, la fermeté que vous avez montré en renvoyant des capitaines ajoute à votre gloire. » La situation est presque ironique pour Suffren, à force de s’être plaint du peu d’entrain de ses officiers pour ce théâtre d’opération, il se retrouve sous la coupe de l’armée de terre. Dans les faits, Suffren, tout en sachant garder les formes et les apparences de la subordination à Bussy, va continuer à conduire son escadre en pleine indépendance mais avec un sens aigu de ses devoirs vis-à-vis de l’armée de terre. Peynier se révèle un chef d’escadre déterminé et capable de prendre avec efficacité et loyauté les bonnes initiatives tout en exécutant les ordres. Les relations avec Suffren vont se révéler excellentes.
Suffren et Bussy sont d’accord sur la conduite immédiate des opérations : il faut débarquer le plus rapidement possible les renforts à Gondelour pour y concentrer toutes les forces terrestres avant le retour de la Royal Navy. Pour ce faire, Suffren décide de resserrer l’escadre en n’employant que les vaisseaux doublés de cuivre et les transports qui marchent le mieux au cas où on croiserait malgré tout la flotte anglaise. Le 14 mars, soit trois jours à peine après l’arrivée de Bussy, le convoi de troupe et de matériel appareille, escorté par 7 vaisseaux, le Héros, le Fendant, l’Argonaute, le Sphinx, l’Artésien, le Petit Annibal, le Saint-Michel, et 5 frégates, la Cléopâtre, la Fine, le Coventry, la Bellone et la Fortune. Les deux chefs sont convenus d’un double débarquement. À Porto Novo pour les troupes, et à Gondelour pour le bagage, l’artillerie, les munitions et le ravitaillement. Les troupes débarquées à Porto Novo sur les embarcations de l’escadre avec quelques jours de vivres devront rejoindre à pied Gondelour où le débarquement ne peut se faire qu’en utilisant des embarcations locales à fond plat, des chelingues, seules capables d'affronter la barre des brisants. Le 17 mars au matin, Suffren et Bussy descendent à terre. Bussy est salué par 21 coups de canons par tous les bâtiments de l’escadre et passe en revue les troupes en grande tenue. Un représentant du nouveau nabab vient aussi à la rencontre de Bussy qui peine à se déplacer. Le vieux chef à demi impotent devra suivre ses troupes en palanquin. Suffren part dès l’après-midi pour assurer le débarquement du matériel à Gondelour, opération achevée le 23 mars.
Avant de rentrer sur Ceylan, le bailli qui dispose de bons renseignements, décide de tenter l’interception d’un convoi anglais annoncé venant d’Europe et qui n’est escorté que par un seul vaisseau. Sous les ordres de Peynier, il détache une division de 2 vaisseaux, le Fendant et le Saint-Michel, et de 2 frégates, la Cléopâtre et le Conventry, pour guetter l’arrivée du convoi devant Madras.

### Le retour à Trinquemalay (mars-juin 1783)
Le retour sur Trinquemalay est rendu difficile par des vents contraires. On est presque arrivé lorsque la frégate la Bellone signale des voiles sur l’horizon. C’est Hughes qui est de retour, avec une forte escadre. Suffren force ses voiles et atteint Trinquemalay dans la soirée du 10 avril. Le port est mis en défense immédiatement, mais Hughes poursuit sa route sur Madras. La situation reste cependant très délicate car c’est maintenant la division de Peynier, laissée devant Madras qui est menacée. Suffren décide de l’avertir du danger en lui envoyant immédiatement un navire. Il se tourne vers le capitaine de brûlot Louis Thomas Villaret de Joyeuse, qui commande la Bellone. Mais comme il ne peut compromettre une frégate dans cette périlleuse mission, il lui confie la corvette la Naïade de 22 canons. Villaret de Joyeuse fait remarquer que sur une telle « charrette » il a peu de chance de s’en sortir. Suffren acquiesce mais maintient la mission. « Je sens comme vous le danger qui vous menace, mais je ne veux pas compromettre une aussi belle frégate que la Bellone ; je veux me mettre en règle en cas qu’il mésarrive à la division de M. de Peynier, et si quelqu’un peut réussir ce projet, c’est vous. » Villaret commentera à un de ses amis : « Le seigneur Jupiter, comme vous le savez mon cher, savait dorer la pilule. »
La mission de Villaret de Joyeuse va effectivement mal se passer. La Naïade est repérée par le HMS Sceptre (64 canons), qui engage la poursuite. Villaret tente de s’esquiver à la faveur de la nuit, mais la pleine lune le trahit et il est rejoint par le vaisseau anglais. La corvette de 22 canons soutient 5 heures de combat acharné avant de devoir baisser pavillon, gouvernail hors d’usage, presque démâtée, et son équipage décimé. Villaret terminera la guerre prisonnier, mais avec une belle réputation de courage et d’habileté.
Fort heureusement, la division de Peynier ne voyant pas arriver le convoi anglais attendu remet le cap au sud, la veille de l’arrivée de l’escadre de Hughes. Elle rentre saine et sauve à Trinquemalay le 21 avril après avoir fait plusieurs prises et les avoir détruites. L’escadre est maintenant au complet et au repos. Elle va y rester, pour le plus gros, jusqu’au 11 juin 1783.
La situation matérielle et humaine de l’escadre est maintenant très délicate. Le rapport de force évolue défavorablement car on a perdu la supériorité dont on disposait au début de la campagne. Même renforcée de la division de Peynier, l’escadre ne peut aligner que 15 vaisseaux contre les 18 de Hughes. Les Anglais ont reçu le renfort d’un vaisseau de 84 canons et disposent d’un 74 et d’un 70 de plus, ce qui est considérable. Suffren relève dans une lettre du 4 ou 5 juin à son ami Blouin que, « avantage inappréciable », les vaisseaux anglais sont tous doublés de cuivre alors que 8 français seulement le sont et que les 7 autres « marchent pis que des marchands[réf. incomplète] La plupart des vaisseaux n’ont pas été carénés depuis trois ou quatre ans. L'Illustre et le Saint-Michel font beaucoup d'eau. Ce déséquilibre des forces préoccupe Suffren depuis longtemps, puisque dès le mois de janvier 1783, lettre du 24 janvier 1783, il a demandé au gouverneur Falk de pouvoir intégrer à son escadre les 4 vaisseaux néerlandais de 50 canons dont il vient d'apprendre l'arrivée au Cap. Suffren promet d'utiliser ces unités de commerce armée en guerre « de manière à être engagés que relativement à leur moyen de défense. » Mais les 4 unités et leur 600 hommes de renfort n'arriveront qu'après la cessation des hostilités. ».
Suffren n’a toujours qu’une confiance incertaine en ses officiers. Il juge que quatre ou cinq d’entre eux sont des « gens très ineptes Les équipages sont dans un piètre état. On compte 900 malades à terre, malgré l'abondance de vivres qui permet même à Suffren de faire ravitailler Colombo où les Néerlandais crient famine. ». La pénurie de personnel devient très inquiétante. Le 23 mai, Suffren doit prendre des mesures radicales pour renforcer son corps de bataille. Il fait désarmer toutes les frégates et les flûtes, à l’exception de la Cléopâtre et du Conventry. Les bâtiments particuliers sont mis à contribution et on prélève sur leurs équipages le maximum de marins possibles en les remplaçant par des prisonniers anglais. On embarque aussi 250 soldats de la garnison, 300 Cipayes, des Lascars et d’autres ouvriers du port.
Le 24 mai, alors que la réorganisation de l’escadre est en cours, l’escadre anglaise parait devant Trinquemalay. Suffren met son pavillon sur l’Annibal, mais refuse le combat et ordonne d’embosser tous les vaisseaux dans la rade extérieure près du fort d'Ostemburg. Hughes reste quatre jours à observer les défenses françaises et s’éloigne le 28 mai, puis revient le 31 mai, entre dans la baie, observe, puis s’éloigne à nouveau. Il revient le lendemain 1er juin et se montre prêt à engager le combat. Mais Hughes, qui semble ne plus en finir d’hésiter malgré sa supériorité numérique, met une nouvelle fois en panne, peut-être impressionné par la ligne française bien embossée, et s’éloigne encore une fois. Suffren profite de cette valse d'hésitation pour faire appareiller une petite division sous les ordres de Peynier pour apporter à Bussy les munitions de guerre et de bouche qu’il demande (28 mai). Mais Peynier ne parvient pas à faire passer le ravitaillement à cause de l’escadre anglaise, et les nouvelles qu’il rapporte le 7 juin de Gondelour sont très inquiétantes.
La force française stationnée à Gondelour n’avait pas bougé depuis la prise de la localité, en avril 1782. À la mort de son premier commandant, le commissaire général de Launay avait noté dans une lettre du 9 octobre 1782 au ministre, avec une solide ironie « M. Duchemin est mort, l’État n’y a rien perdu. M. d’Hoffelize lui a succédé, l’État n’y a rien gagné. » L’arrivée du troisième chef, avec le vieux Bussy impotent dans son palanquin n'améliore pas la situation. La troupe restait toujours immobile sous ses tentes. On comptait pas loin de 900 malades, alors que Bussy qui semblait vivre dans ses souvenirs essayait de se reconstituer une cour à l’orientale, élément indispensable à l’autorité et au prestige d’un chef en Inde. Tout n’avait pourtant pas si mal commencé, puisque Tipû Sâhib, lorsqu’il était parti mater une de ses provinces révoltée sur la côte occidentale de l’Inde (en mars 1783), avait laissé un important détachement de 20 000 hommes à Gondelour ; alors que le régiment de l’île-de-France, soit à peu près 600 hommes, était parti accompagner le nabab dans son expédition. C’était un signe fort que l’alliance franco-indienne continuait à fonctionner. L’expédition avait été un succès, puisque le nabab avait défait et en partie capturé une forte armée anglaise. La nouvelle, connue le 11 mai à Trinquemalay était de très bon augure, d’autant que le régiment de l’île-de-France semblait avoir pris une belle part à cette victoire, ce qui ne pouvait que renforcer la confiance de Tipû Sâhib. Joie de courte durée car Bussy se montrait incapable de profiter de l’occasion et se retrouvait maintenant menacé par une forte armée anglaise de 15/16 000 hommes qui marchait sur lui depuis Madras, sous les ordres du général Stuart.
Au vu de ces mauvaises nouvelles, Suffren réunit le 10 juin un conseil de guerre. Gondelour risque d’être assiégée de tous côtés, alors que les ordres de Bussy arrivés le même jour précisent que l’escadre ne doit sortir qu’en cas de siège avéré par terre et par mer. Dans un lettre du 4 juillet 1783 au ministre de Castrie « Je ne pourrais presque point être instruit de ces deux points, ou au moins je ne pourrais l’être que lorsqu’il n’en serait plus temps, commente Suffren. Après avoir exposé à MM. les capitaines notre position et les ordres du général, ils furent ainsi que moi de l’avis de partir. Je mis à la voile le 11. » Pour la première fois depuis le début de cette campagne, Suffren recueille l’adhésion de tous ses officiers, et c’est pour désobéir aux ordres du général en chef. Il va falloir attaquer l’escadre anglaise, « seul moyen de sauver l’armée de Gondelour pressée par terre et par mer », écrit Moissac dans le Journal de bord du Héros.
Dans le même temps, le gouverneur Falk informe Suffren par une lettre du 14 mai 1783, à la suite de l'arrivée de gazettes de décembre 1782, faisant état des premières rumeurs, que des préliminaires de paix sont ouverts, nouvelles aussi colportées par des navires neutres, danois et portugais.

### La bataille de Gondelour (20 juin 1783)

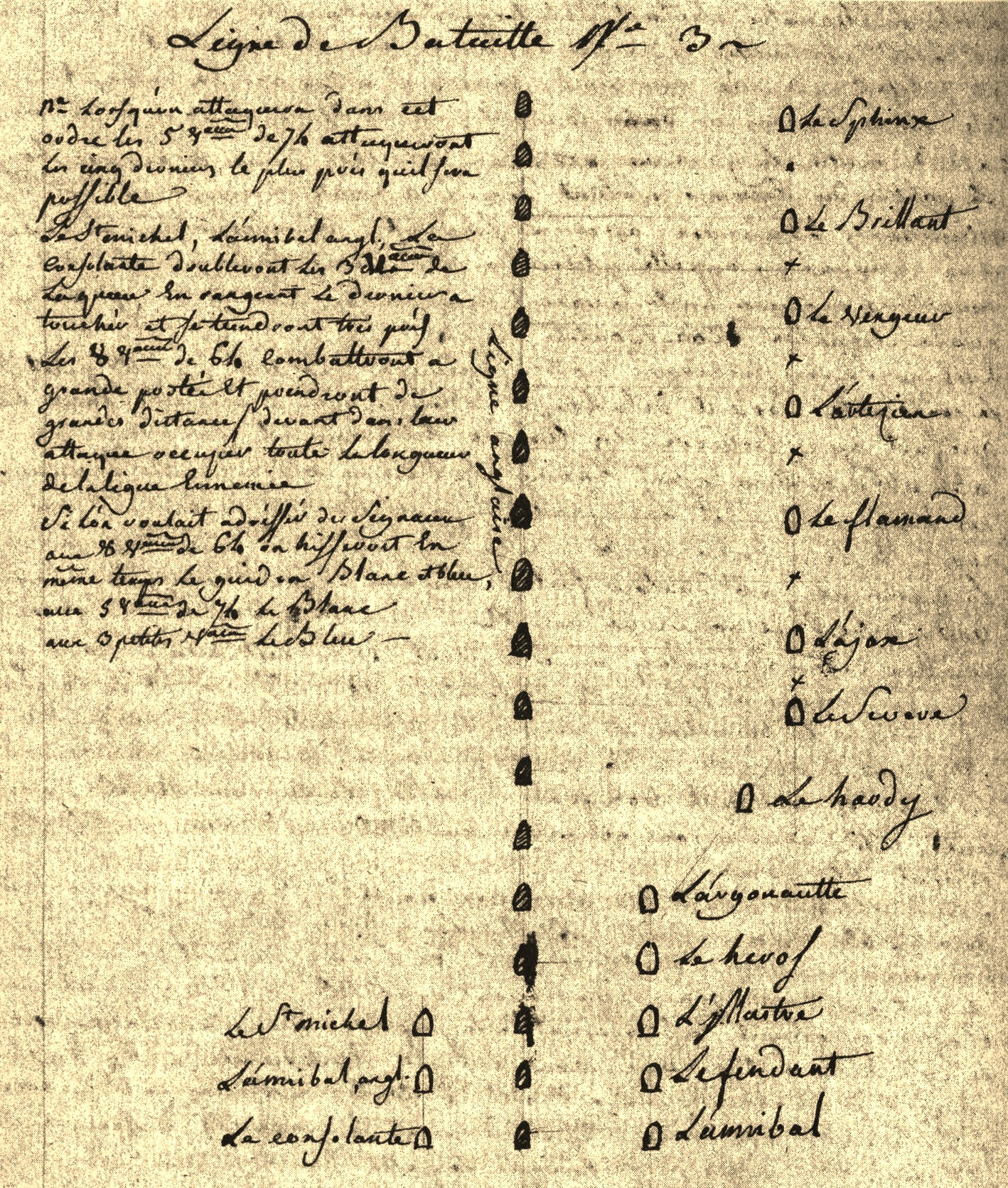
Ordre de bataille no 3 de Suffren. Le plan, très audacieux, prévoit de diluer le feu sur les 12 premiers vaisseaux anglais avec 8 vaisseaux français pour concentrer l'attaque avec les plus grosses unités sur les deux flancs de l'arrière-garde anglaise afin de l'anéantir. (Croquis réalisé sur le Journal de bord du Fendant)

Le 11 juin au matin, le Héros fait le signal d’appareillage. L’escadre compte 15 vaisseaux, 3 frégates, 1 brûlot et 2 navires particuliers. Hughes en aligne 18, tous doublés de cuivre et qui ont bénéficié pendant l’hivernage des soins de la base de Bombay. Suffren doit aussi se soumettre aux nouvelles directives du ministre qui prescrivent que l’amiral doit quitter son vaisseau pour diriger le combat depuis une frégate. La bataille des Saintes, le 12 avril 1782, où le comte de Grasse a été fait prisonnier à bord du Ville de Paris, est à l’origine de cette mesure qui éloigne Suffren du cœur du combat. Suffren devra donc arpenter la ligne de file de son escadre et se porter là où sa présence paraît le plus utile pour la conduite des opérations. De son côté, Suffren a longuement réfléchi à la situation et a dressé des plans pendant la longue pause à Trinquemalay. Il arrête sa décision sur trois ordres de bataille qui sont diffusés dans l’escadre le 26 mai 1783 alors qu’on est encore au mouillage et que les mauvaises nouvelles de Gondelour ne vont arriver que le 7 juin. L’« ordre de bataille no 1 » est le plus classique : l’escadre est répartie en trois divisions de cinq vaisseaux, celle du centre la plus forte avec trois 74 canons, avant-garde et arrière-garde avec chacune un 74. L’« ordre de bataille no 2 » prévoit une forte avant-garde avec trois 74, un centre faible et une arrière-garde comptant deux 74 canons (il ne sera jamais mis en œuvre). L’« ordre de bataille no 3 » est le plus novateur, même s’il reprend la tactique souvent utilisée dans les combats en ligne de file de l’enveloppement de l’arrière-garde. Suffren calcule de tenir en respect d’assez loin les 12 premières unités de la ligne anglaise avec 7 vaisseaux de 64 canons et un de 56 canons et d’accabler à courte distance les six derniers navires entre les cinq 74 canons français et une division légère formée des trois unités les plus petites de l’escadre, avec 60, 50 et 36 canons puisqu’il prévoit aussi d’engager la frégate. Ce plan est aussi extraordinairement risqué puisqu’il suppose que Hughes accepte une lointaine canonnade sur son avant-garde et son centre où vont forcément se trouver ses plus fortes unités (dont le 84 canons qui vient d’arriver), alors qu’en face il n’y a que des 64 canons (et un 56 canons) bien moins nombreux, et que son arrière-garde en difficulté va forcément demander de l’aide.
Suffren choisit la frégate la Cléopâtre pour y mettre son pavillon. Commence alors une étonnante course poursuite où les deux amiraux emploient toute leur science navale pour prendre ou conserver le vent et se placer dans les meilleures conditions pour le combat.
Le 13 juin, alors qu’on est dans les parages de Porto Novo, la flotte anglaise est aperçue au mouillage un peu au nord de la place. La journée étant trop avancée pour engager le combat et Suffren désirant conserver l’avantage du vent, on décide de mouiller. Les deux flottes, éclairées par leurs frégates sont à 20-25 milles l’une de l’autre. La flotte anglaise, qui couvre aussi un important convoi de ravitaillement pour l’armée assiégeante, assure le blocus de Gondelour en mouillant entre la place et Porto Novo où se présente Suffren qui remonte la côte vers le nord. En cette période de l’année les vents dominants sont plutôt favorables à Hughes, mais ce dernier, très prudent, voire timoré ne bouge pas et laisse les Français à la manœuvre.
Le 14 juin à 2 h 30 du matin, l’escadre française appareille sous petites voiles pour se donner le temps de se former. Suffren signale de prendre l’ordre de bataille no 3 et à 8 h 45 passe à bord de la Cléopâtre. Mais la brise du large que l’on espérait ne vient pas et l’escadre anglaise reste au mouillage. Suffren repasse sur le Héros à 20 h 30.
Le 15 juin, les deux escadres passent la plus grande partie de la journée à s’observer au mouillage. À 13 h 30, Suffren fait pourtant d’appareiller sur l’ordre de bataille no 3 puis se ravise et met en panne. À 22 h 30, on appareille de nouveau car l’escadre anglaise fait mouvement, mais Hughes ne fait que se rapprocher de ses transports mouillés juste au sud de Gondelour. Encore une fausse alerte. Les deux chefs sont visiblement devenus très prudents.
Le 16 juin à l’aube, Suffren fait lever l’ancre en prenant l’ordre de bataille no 3. Il passe à 11 h 30 sur la Cléopâtre alors qu’à 13 h 30 Hughes appareille à son tour mais va former sa ligne au large. Suffren semble cette fois déterminé à engager la bataille et multiplie les manœuvres d’approche, mais on est en fin de journée. Suffren, qui ne veut pas d’un combat de nuit, stoppe le mouvement et se porte vers Gondelour. Suffren repasse sur le Héros à 19 h 0. C’est en fin de compte une belle journée pour les Français, puisqu’en poussant Hughes vers le large, le blocus naval de Gondelour est levé sans avoir tiré un coup de canon.
Le 17 juin au matin, un canot venu de la place porte un courrier de Bussy. Un violent engagement s’est déroulé le 13 juin. James Stuart, avec ses 15/16 000 hommes a attaqué les 5 000 (ou 5 200) soldats retranchés de Bussy. Pour se dégager, le régiment d’Austrasie a chargé à la baïonnette et a occasionné de lourdes pertes à l’adversaire qui a laissé 1 200 hommes tués ou blessés sur le terrain. Mais les Français, qui ont aussi perdu entre 6 et 700 hommes, ont dû se replier en laissant 20 pièces d’artillerie à Stuart, et aucun secours n’est à espérer de Tipû Sâhib, occupé au siège d’une autre place.
L’escadre anglaise est au large sous le vent. Suffren ordonne de former la ligne de bataille, mais le vent n’est pas favorable. Il en profite vers 12 h 30 pour dépêcher le Conventry (28 canons) en appui-feu de la place et pilonner le camp anglais visible au sud. Suffren informe Bussy qu’il va venir mouiller devant Gondelour et sollicite son aide pour compléter ses équipages avec des troupes de l’armée de terre. Bussy, qui comprend que la défaite de la flotte signifierait la chute de Gondelour accepte immédiatement.
Le 18 juin à 3 h 0 du matin, des chelingues rallient l’escadre avec 600 européens et 600 cipayes. L’opération prive la place de plus d’un cinquième de ses effectifs et requiert le plus grand secret. De son côté, Suffren y gagne un renfort de 100 hommes par navire ce qui est considérable et représente à peu près 12 % des effectifs réglementaires. Au matin, l’escadre anglaise qui se rapproche de la place est en vue. Suffren ordonne d’appareiller vers 9 h 0 et fait prendre l’ordre de bataille no 3. Il passe sur la Cléopâtre à 11 h 0 pour suivre l’évolution de sa ligne, mais les Anglais refusent d’engager le combat. La journée se passe en manœuvres complexes dans un vent changeant, alors que Suffren, qui a refait prendre l’ordre de bataille no 1 tente de se rapprocher de l’escadre anglaise. Mais Hughes, avec ses navires plus rapides, réussit une fois de plus à « fuir en ordre. »
Le 19 juin, les manœuvres d'approche reprennent. Suffren est encore une fois déterminé à engager le combat, mais semble un peu hésiter sur le plan à suivre. Après avoir fait prendre l’ordre de bataille no 3, il revient comme la veille au no 1, mais cette manœuvre provoque un abordage entre l’Ajax et l’Illustre, ce qui cause quelques dommages à ce dernier. Quoi qu’il en soit, l’escadre anglaise refuse une nouvelle fois la bataille. Moissac note dans le journal de bord du Héros que « nous étions depuis longtemps à portée d’espérer de combattre l’escadre ennemie si toutefois elle l’eût voulu. » Dans l’après-midi, les vents qui deviennent très variables et faibles gênent encore une fois les manœuvres d’approche des Français. Les vents se stabilisent le soir, mais il est une fois de plus encore trop tard pour combattre avant la nuit.

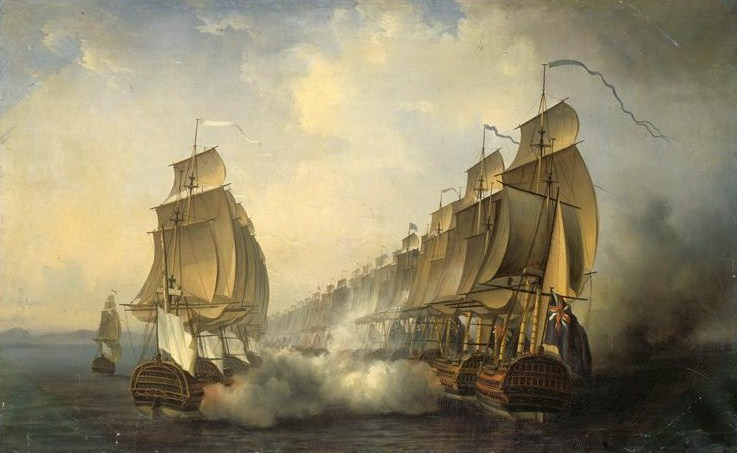
La Bataille de Gondelour, le 20 juin 1783, est finalement conduite sur la classique tactique de la ligne de file et se termine par la fuite de l'escadre anglaise (Tableau d'Auguste Jugelet, 1836).

Ces six jours de manœuvres et de contre-manœuvres permettent de voir que Suffren a désormais bien en main son escadre. Les ordres circulent parfaitement et on ne note aucun problème de commandement. Par ailleurs, ces multiples mouvements forment un excellent exercice d’entrainement qui ne peut qu’être profitable aux équipages très composites, pour ne pas dire cosmopolites de l’escadre, même si l’incident entre l’Ajax et l’Illustre montre que l’on peut encore progresser. Suffren semble plus réfléchi que lors de ses précédents engagements, presque hésitant aussi sur le choix de son ordre de bataille. Cela ne l’empêche pas, cependant, de prendre peu à peu un ascendant moral, sur un adversaire pourtant supérieur en nombre et qui semble se défiler à chaque occasion, au point de lever le blocus de Gondelour sans combattre.
Les historiens anglais ont été longtemps très irrités de voir 18 vaisseaux supérieurement armés de la Royal Navy surclassés par une escadre française qui n’en compte que 15,. Ils font remarquer que la très grande prudence de Hughes s’explique aussi par la nécessité de protéger son convoi, la pénurie d’eau et l’état de ses équipages, ce dernier point constituant le véritable talon d’Achille de l’escadre anglaise. Hughes avait quitté Bombay et était arrivé à Madras après plusieurs semaines de navigation éprouvante. Stationnant du 13 avril au 2 mai à Madras, l’escadre anglaise avait eu beaucoup de mal à y faire de l’eau compte tenu d’un manque d’embarcations locales et d’une forte houle. C’est avec un ravitaillement très partiel que Hughes avait repris la mer, alors que le scorbut qui s’était déclaré dans l’escadre avait rendu indisponibles 1 142 hommes et qu’il avait fallu en débarquer 556 à Madras,. Alors que Suffren dispose d’équipages frais qui n’ont que dix jours de navigation depuis Trinquemalay, les équipages de Hughes sont déjà plus ou moins épuisés. En n’engageant pas au plus vite le combat, Hughes a laissé sa flotte s’épuiser un peu plus dans le manque d’eau et le scorbut et a peu à peu abandonné à Suffren l’espace devant Gondelour au point de se voir imposer la bataille dans des conditions nettement moins bonnes que s’il l’avait acceptée dès le 13/14 juin.
Le 20 juin à l’aube, l’ennemi est aperçu dans le sud-sud-est et le vent lui est légèrement favorable. Suffren passe la matinée à faire prendre à son escadre la formation de combat. Après de longues réflexions, le bailli a décidé de prendre l’ordre de bataille no 1 au détriment de l’ordre no 3, sans doute beaucoup trop risqué. C’est donc sur la formation habituelle en ligne de file sur trois divisions que va s’engager le combat. Suffren essaye cependant de combler une partie de son infériorité numérique en alignant l'une de ses plus fortes frégates, la Consolante (36) sur la dernière position de sa ligne. Le vent, très faible, rend difficile les manœuvres. Certains vaisseaux ont du mal à virer et doivent se faire touer par leurs chaloupes. Ce n’est qu’à 13 h 0 que la ligne est à peu près formée et que Suffren peut embarquer sur la Cléopâtre (36). Un vent d’ouest régulier s’est maintenant levé, ce qui place Hughes sous le vent de Suffren, mais l’Anglais cherche à s’esquiver en attendant, comme les jours précédents que le vent tourne à son profit. Le vent se maintient cependant à l’ouest et Hughes ne peut maintenant plus reculer. Il finit par se résoudre à combattre sous le vent, « fatigué apparemment d’une attente vaine », et peut-être aussi par peur de perdre la face. L’escadre française se rapproche peu à peu sur une ligne impeccable et en exécutant au bon moment l’ordre de venir dans le vent pour se placer sur une ligne parallèle à celle de son adversaire. Il est vrai que Suffren, depuis la Cléopâtre parcourt la ligne en donnant ses ordres depuis un porte-voix avec sa verve habituelle « vaincre ou mourir, messieurs, vaincre ou mourir » pour encourager ses capitaines, mais aussi « arrivez, monsieur [...] ; si vous craignez les boulets anglais, je vous en enverrai des Français, » pour houspiller un autre qui semble hésiter à s’approcher de la ligne ennemie.

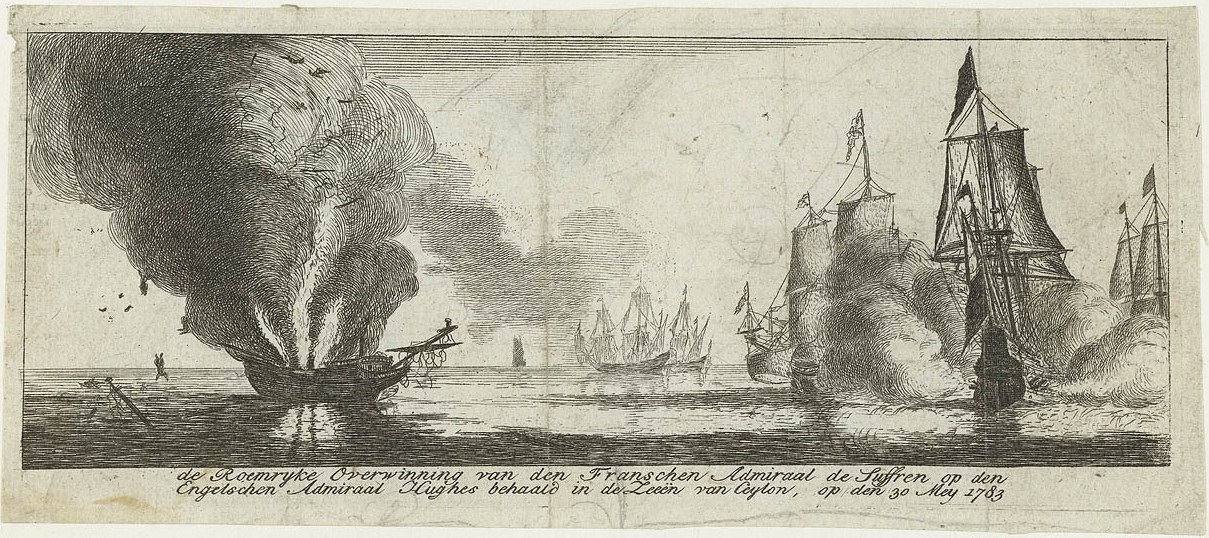
« Action glorieuse de l'amiral français Suffren contre l'amiral anglais Hughes dans les mers de Ceylan » (mai 1783). Cette gravure hollandaise est imaginaire puisqu'elle reprend des modèles de navires du milieu du XVIIe siècle, et aucun vaisseau n'a explosé pendant les combats. Elle témoigne cependant de la gratitude des Hollandais pour l'action de Suffren.

Le combat commence vers 16 h 20 lorsque les 16 français et les 18 anglais sont à une demi portée de canon. Sur l’avant-garde, le Flamand (56), commandé par Jacques Trublet de Villejégu, est sévèrement malmené. Le feu prend sur la hune d’artimon du Fendant (74) où explose la réserve de grenades du navire. Le vaisseau français sort un moment de la ligne alors que le Flamand tente de s’interposer. Le HMS Gibraltar (84), dont le capitaine avait parié qu’il ramènerait de son premier combat un navire français, sort à son tour de la ligne anglaise, mais le Flamand réduit sa voilure, se laisse rattraper alors que l’Anglais est en train de recharger son artillerie et lui lâche une bordée meurtrière sur le flanc. Le capitaine doit regagner précipitamment sa ligne sous les ricanements des autres marins anglais. Le capitaine de l’Ajax (64) qui se trouve derrière le Flamand est tué à son tour, alors qu’un certain désordre s’installe sur l’arrière-garde puisque le Vengeur (64) et l’Annibal (74), pourtant en théorie séparés par le Sévère (64), s’abordent pendant le combat, mais le désordre règne aussi sur l’arrière-garde anglaise. La bataille tourne malgré tout à l’avantage des Français puisque les vaisseaux anglais prennent de plus en plus une attitude défensive et tendent à s’éloigner insensiblement. À 18 h 30, Suffren ordonne de cesser le combat puis repasse peu après sur le Héros. La bataille a duré moins de deux heures et on ne poursuivra pas de nuit. Le bilan des pertes s’établit à 102 morts et 376 blessés pour les Français, surtout concentrés sur l’avant-garde et le centre, ce qui montre que le combat y a été plus intense. Les deux commandants tués faisaient d’ailleurs partie de l’avant-garde, alors que deux vaisseaux de l’arrière-garde n’ont aucun mort et seulement quelques blessés. Les pertes anglaises sont du même ordre, (99 morts 434 blessés), constat d’équilibre que les historiens dressent habituellement pour les combats en ligne de file.
Le 21 juin, en milieu de matinée, Suffren mouille à la hauteur de Pondichéry alors que Hughes reste au large. Les deux escadres sont un peu « groggy » et récupèrent chacune de leur côté, Suffren envoyant tout de même un de ses officiers vers Gondelour pour « instruire M. de Bussy de notre combat. »
Le 22 juin, les deux escadres sont de nouveau à la vue l’une de l’autre. Suffren ordonne l’appareillage et forme de nouveau sa ligne de bataille. Côté anglais, l’escadre se présente en ordre dispersée car plusieurs unités ont des avaries sérieuses, comme le vaisseau amiral qui est partiellement démâté, mais il semble aussi que l’on n'ait vu qu’au dernier moment les navires français dont les couleurs se mêlent à la côte. Lorsque la ligne française est découverte en pleine approche, un seul mot d’ordre semble animer l’escadre anglaise : la fuite, toutes voiles déployées en serrant le vent au plus près. C’est la victoire, Hughes jette l’éponge en s’enfuyant aussi vite qu’il le peut vers Madras et en abandonnant tout soutien à l’armée de Stuart. Suffren renonce à le poursuivre car couvrir Gondelour assiégée reste prioritaire. Moissac, qui tient le journal de bord du Héros rend compte ainsi de la journée « L’intention du général [Suffren] a été d’abord de chasser les ennemis, mais nous faisant réflexion à leur marche supérieure et au parti qu’ils avaient pris décidément de fuir, puisque, après s’être ralliés, ils avaient mis le cap à l’est-nord-est toutes voiles dehors, à l’inquiétude d’ailleurs où l’on devait être à Gondelour sur les suites de notre combat tant qu’on ne nous verrait pas arriver, il s’est décidé à faire route pour cette place. ».
Le 23 juin, c’est une escadre victorieuse qui se présente devant Gondelour. Suffren est salué de 15 coups de canons lorsqu’il met le pied à terre, tous les officiers de l’armée le regardant comme le sauveur de Gondelour et le saluant des cris de « Vive le roi, vive Suffren ! » On débarque les 1 200 hommes qui étaient venus renforcer l’escadre avant la bataille, alors que Bussy, peut-être jaloux de la gloire de son subordonné, tente le 25 juin une sortie de nuit contre le camp anglais. L’opération, mal organisée et mal conduite contre un ennemi pourtant démoralisé est un sanglant échec. Ce seront les derniers morts de ce conflit, le 29 juin la frégate anglaise la Medea vient sous pavillon parlementaire apporter la nouvelle officielle de la paix.

## Le retour en France (juillet 1783-avril 1784)
La Medea est porteuse de courriers de l’amiral Hughes et du gouverneur de madras, Lord Macartney, pour Suffren et pour Bussy. Les deux hommes demandent la cessation des hostilités. La lettre de Hughes mérite d’être reproduite en totalité :

« Monsieur, ayant reçu à mon arrivée dans cette rade [de Madras] avec l’escadre de Sa Majesté britannique sous son commandement plusieurs papiers très authentiques et autres indices par lesquels il me parait clair et certain que les préliminaires de paix entre la Grande-Bretagne et l’Espagne et aussi entre la Grande-Bretagne et l’Amérique ont été signés à Versailles par les ministres plénipotentiaires de ces différentes puissances le 20 janvier dernier et ratifiés par la France le 9 février suivant, j’ai pris la liberté d’envoyer à Votre Excellence copie de ces papiers par lesquels il me paraît que toute hostilité entre les sujets de la Grande-Bretagne et de la France doit cesser dans l’Inde le 9 du mois de juillet prochain. Je crois que Votre Excellence connaît assez bien mon caractère comme officier et comme homme pour attribuer la communication des résolutions de nos Cours respectives aux principes d’humanité qui ont toujours été dans mon cœur. Je prie seulement Votre Excellence, après un examen des papiers ci-joints, de m’informer amicalement et ouvertement aussitôt qu’il sera possible, s’il veut ou non continuer par mer une guerre malheureuse et destructive. Je compte sur l’honneur de Votre Excellence pour avoir une réponse sincère et prompte. Monsieur Garberet, capitaine de la frégate la Medea présentement en parlementaire, aura l’honneur de vous les faire passer. Comme étant du devoir des officiers de nos cours respectives de n’être pas plus longtemps ennemis entre nous, j’espère avoir l’honneur de rencontrer bientôt Votre Excellence comme ami [...] »

Il semble bien que la nouvelle officielle de la paix (et non sous forme de rumeurs) soit parvenue à Madras bien avant la bataille de Gondelour, mais qu’on l’ait tenue secrète dans l’attente d’une victoire anglaise qui semblait inéluctable. La nouvelle officielle de la paix est accueillie avec allégresse par tous les belligérants épuisés par ce long conflit. Suffren ne cache pas sa joie dans ses courriers. Avec le recul, les historiens estiment même que vu l’état de l’escadre dont plusieurs vaisseaux, trop abimés ne pourront pas rentrer en Europe, la paix a sans doute sauvé l'escadre.
Les conditions du traité de paix vont peu à peu être connues au rythme de l’arrivée des dépêches. Pour les Indes, on retrouve à peu près la situation d’avant la guerre. Les trois puissances européennes impliquées, France, Grande-Bretagne et Hollande se restituent leurs possessions respectives avant la guerre. La France recouvre ses cinq comptoirs sur les côtes indiennes, Pondichéry, Karikal, Chandernagor, Yanaon, Mahé et les huit loges de Balassore, Cassimbazar, Yougdia, Dacca, Patna, Mazulipatam, Calicut et Surat  avec un agrandissement pour Pondichéry, alors que la Grande-Bretagne conserve ses acquis de 1763 et réalise même un gain puisqu’elle garde le comptoir hollandais de Negapatam.
Suffren envoie Moissac, son principal officier, en parlementaire à Madras afin de s’accorder avec l’amiral anglais sur les modalités de la suspension des combats. Les 500 prisonniers français détenus dans la ville sont immédiatement libérés, mais il semble que Bussy ait subitement pris conscience d’avoir raté sa deuxième campagne des Indes au point de multiplier subitement les difficultés. Il laisse trainer les combats trois jours de plus après la nouvelle de la paix et les tirs ne cessent que le 2 juillet au soir. Le lendemain, on échange les prisonniers, mais l’escadre française reste encore pendant tout le mois de juillet à Gondelour. Le vieux chef, jaloux de son autorité, a beaucoup de mal à se séparer de celle-ci malgré les sollicitations de Suffren qui fait remarquer que pour préparer le retour en Europe le seul port possible est celui de Trinquemalay.
Le 1er août, l’escadre quitte Gondelour et fait escale le 2 à Tranquebar. Suffren y est reçu avec beaucoup de chaleur par le gouverneur danois qui fait tirer plusieurs salves de canons. Le 4, l'escadre fait relâche à Karikal, comptoir français encore aux mains des britanniques. Le gouverneur anglais donne immédiatement une fête en l’honneur de Suffren et de ses officiers. Le 8 août, l’escadre arrive à Trinquemalay et y reste pour l’essentiel jusqu’à son appareillage pour l’Europe. Le sort de ce port se révèle par ailleurs difficile à régler. Les Britanniques veulent se faire remettre la base par les Français avant de la rétrocéder aux Hollandais. Une grosse prétention que l’on parvient après de longues tractations à réduire à une journée pour y opérer prestement les deux rétrocessions.
Le 15 septembre, Suffren appareille de Trinquemalay pour Pondichéry où Bussy a installé son état-major. C’est au cours de cette escale qui dure jusqu’au 26 septembre que Suffren reçoit enfin les ordres de Versailles relatifs à la mise en place de la paix dans une lettre du 24 avril 1783. Il apprend sa promotion au grade de lieutenant général, accompagnée des félicitations chaleureuses du ministre et avec la possibilité de rentrer le plus rapidement qu’il lui convient, y compris en prenant une frégate. Les instructions lui prescrivent de laisser aux Indes autant de vaisseaux que les Britanniques en laisseront. De concert avec Bussy, il décide de laisser 5 vaisseaux et 3 frégates sous les ordres du chef d’escadre de Peynier. Libéré de la tutelle de Bussy qui va rester en Inde et y mourir en 1785, Suffren est de retour le 29 septembre à Trinquemalay pour finaliser les préparatifs de l'appareillage. Il échange les derniers courriers avec le gouverneur de Ceylan, Falk lui fait des adieux chaleureux, la lettre du 3 septembre 1783 se termine ainsi « Voilà une lettre trop longue. Elle me tiendra lieu de l'abouchement tant désiré. Vous me conserverez toujours votre cher souvenir. Soyez persuadé des sentiments respectueux et affectueux avec lesquels j'ai l'honneur d'être [...]. »  Suffren a décidé de rentrer sur le Héros en prenant sur lui de ramener le vaisseau amiral à Toulon et non pas à Brest, son port d’armement, pour retrouver sa Provence natale et sa famille, les équipages ne sont pas oubliés non plus, puisqu’on fait passer sur les vaisseaux destinés à Brest tout le personnel originaire de la Bretagne et on embarque les Provençaux sur le Héros.
Le 6 octobre, le Héros appareille pour l’Europe en compagnie du Vengeur qui fait beaucoup d’eau et qu’il faut escorter, le Héros arrive à l'Île-de-France le 12 novembre. L’accueil de Port-Louis est enthousiaste. Le gouverneur, M. de Souillac, vient saluer Suffren à bord de son vaisseau et le fait saluer par 21 coups de canons lorsqu’il met pied à terre. Le 29 novembre, accompagné cette fois de la Cléopâtre, le Héros lève l’ancre pour le Cap qui est atteint le 22 décembre. L'accueil est meilleur qu'à l'aller : « Les bons Hollandais m'ont reçu ici comme leur libérateur » note ingénument le bailli. Le hasard veut qu’au même moment une escadre anglaise de 9 vaisseaux fasse escale dans la colonie néerlandaise. La plupart de ces navires ont combattu Suffren pendant la campagne des Indes, mais sa renommée est telle que tous les officiers anglais se rendent en corps à bord du Héros « pour saluer en personne un maître de leur profession. » Le Héros et la Cléopâtre appareillent du Cap le 3 janvier 1784. Ils franchissent le détroit de Gibraltar le 19 mars et se présentent devant Toulon le 26. Enfin le 27 mars, Suffren quitte Toulon après avoir laissé à son principal officier, Moissac, le soin de veiller au désarmement du Héros. Suffren arrive à Aix le 28 mars pour saluer son frère, son cousin germain, le marquis de Castellane-Esparron et son neveu, M. de Vitrolles, le fils de sa sœur ainée, conseiller au parlement d’Aix. Il reprend la route le jour même pour Versailles en passant par Saint-Cannat puis Salon où il rencontre brièvement sa sœur Thérèse, religieuse ursuline. Le 2 avril, Suffren arrive à Versailles où il est reçu par le roi et Marie-Antoinette.